# Tenerife
Tenerife es una isla del océano Atlántico perteneciente a la comunidad autónoma de Canarias, en España. Junto con La Palma, La Gomera y El Hierro forma la provincia de Santa Cruz de Tenerife. Con una superficie de 2034,38 km² y una población de 967 575 habitantes (2025), es la isla más extensa y poblada del archipiélago canario, así como de toda la región de la Macaronesia.
La ciudad de Santa Cruz de Tenerife es la capital de la isla y de la provincia homónima, así como su municipio más poblado, con 211 436 habitantes (INE 2024). Además la ciudad es, capital de la comunidad autónoma de Canarias, compartiendo ese estatus con Las Palmas de Gran Canaria. A pesar de esto, entre 1833 y 1927 Santa Cruz de Tenerife fue oficialmente la única capital del archipiélago canario, hasta que en 1927 un decreto ordenó que la capitalidad de Canarias fuera compartida, que es como permanece actualmente. El segundo municipio por número de habitantes de la isla, y tercero de Canarias, con 160 258 habitantes (INE 2024), es San Cristóbal de La Laguna, cuyo casco histórico es Patrimonio de la Humanidad. El área metropolitana de Santa Cruz de Tenerife tiene una población de más de 400 000 habitantes.
La isla posee otro lugar catalogado por la Unesco como Patrimonio de la Humanidad, el parque nacional del Teide, el cual es el más visitado de España y uno de los más visitados del mundo. En él se encuentra la máxima elevación de España y tercer volcán más grande del mundo desde su base en el lecho oceánico, el Teide. Por su parte, el macizo de Anaga, por su riqueza natural y etnográfica, fue catalogado como reserva de la biosfera, también por la Unesco, el 9 de junio de 2015. Se trata del paraje natural que mayor cantidad de endemismos tiene de Europa.
De gran importancia es el carnaval de Santa Cruz de Tenerife, declarado Fiesta de Interés Turístico Internacional y considerado como uno de los de mayor relevancia a nivel mundial. Además, la isla posee una variada arquitectura, destacando entre ella la colonial y la contemporánea, cuyo máximo exponente es el moderno edificio del auditorio de Tenerife, situado en Santa Cruz de Tenerife. La isla también es conocida por ser un gran destino turístico, ya que recibe a más de seis millones de turistas cada año, siendo, por lo tanto, el principal destino turístico del archipiélago canario, así como uno de los más importantes de España y del mundo.

## Toponimia
Son diversos los nombres que las distintas culturas han atribuido a Tenerife a lo largo de la historia. Así, por ejemplo, para los nativos guanches la isla recibía el nombre de Achinech, aunque en función de la bibliografía que se consulte la nómina puede adquirir diferentes variaciones ortográficas como Achineche, Chinechi o Chinet. Según el filólogo Ignacio Reyes la forma primitiva sería (w)a-zenzen con el valor de 'resonancia, zumbido, retumbo', mientras que para el profesor Juan Álvarez Delgado Achinech −at-ti-ney− sería «una expresión cariñosa o afectiva» que traduce como 'he aquí la mía' o 'la mía', 'mi tierra'.
Las descripciones romanas de las islas Afortunadas como la de Plinio el Viejo en su obra Naturalis Historia, incluían una isla llamada Nivaria o Ninguaria (del latín nix, nivis, 'nieve'), que se cree hace referencia a las nieves que suelen cubrir el volcán Teide.
Los mapas portulanos de los siglos XIV y XV suelen designar a la isla como Insula del'inferno, 'isla del Infierno', probablemente debido a los procesos eruptivos de los que el volcán era protagonista.
Según los primeros historiadores de la isla como fray Alonso de Espinosa o Leonardo Torriani, el vocablo «Tenerife» fue adoptado por los castellanos desde el nombre que utilizaban los aborígenes de La Palma para referirse a la misma. Esta provendría de los términos tener, 'nieve', y fe, 'monte', siendo traducido como 'monte de nieve' o 'monte nevado' haciendo referencia al pico del Teide. La mención escrita más antigua conocida del término «Tenerife» es en la forma Tenerefiz y data de alrededor de 1350, en una obra literaria titulada Libro del Conoscimiento. Sin embargo, a lo largo de la historia se han dado otras explicaciones para desvelar el origen del nombre de la isla. Así por ejemplo, los historiadores del siglo XVII Juan Núñez de la Peña y Tomás Arias Marín de Cubas, entre otros, supusieron que podría provenir del legendario rey guanche Tinerfe apodado el Grande, quien gobernó toda la isla en tiempos anteriores a la conquista por parte de Castilla.

### Gentilicio
El gentilicio formal es tinerfeño, -a, aunque también de manera coloquial se utiliza la denominación chicharrero, -a. Sin embargo, este último es propio de los habitantes de la capital, Santa Cruz de Tenerife.
El gentilicio chicharrero, -a procede de un término despectivo empleado por los habitantes de la cercana ciudad de La Laguna, entonces capital de la isla, para los habitantes del entonces pobre y pequeño puerto de pescadores. Justamente por dicha pobreza, los habitantes de Santa Cruz debían conformarse con comer chicharros, un pescado pequeño y barato de relativa baja calidad; de donde procede el término. Con el tiempo y el crecimiento de Santa Cruz, hasta conseguir el traslado de la capitalidad desde La Laguna, bajo el reinado de Fernando VII (siglo XIX), sus ciudadanos tomaron el insulto a honra y asumieron como propio el gentilicio.

### Toponimia homónima
Existen diferentes lugares en el mundo que comparten con esta isla el topónimo de Tenerife, en su mayoría por la presencia de isleños en esos lugares. También la isla ha dado nombre a lugares situados incluso fuera de la Tierra:
- Tenerife (Magdalena): Municipio colombiano en el departamento de Magdalena.
- Tenerife (Queensland): Suburbio de la ciudad de Brisbane (Queensland, Australia).
- Montes Teneriffe: Conjunto de varias montañas lunares aisladas que emergen del norte del Mare Imbrium.
- (1399) Teneriffa: Es el asteroide número 1399 situado en el cinturón principal.
- Mount Teneriffe (Washington): Conocida zona de senderismo de Estados Unidos.
- Pic a Tenerife: Está en el parque nacional Gros Morne en Canadá.
- Cerro Tenerife (Venezuela): montaña del Estado de Mérida en Venezuela.
- San Carlos de Tenerife: ciudad fundada por familias canarias en la República Dominicana.
- Pico de Tenerife (Barbados): montaña en el noreste de Barbados.
- Quebrada Tenerife: cerro situado en Venezuela.
- Cerro Tenerife (Chile): En la Patagonia chilena, se asemeja al Teide.
- Mount Teneriffe (Australia): Formación de granito en el estado de Victoria en Australia.
- Pico de Tenerife: la segunda mayor altitud de la isla de El Hierro, tras el pico de Malpaso.

## Geografía
Tenerife es una isla en gran parte muy abrupta, de relieve formado por sucesivas erupciones volcánicas a lo largo de la historia, la más reciente de las cuales fue la del Chinyero en 1909.
La isla está situada entre los paralelos 28° y 29° N y los meridianos 16.º y 17.º O, ligeramente al norte del trópico de Cáncer, ocupando una posición central entre Gran Canaria, La Gomera y La Palma. Se encuentra a algo más de 300 km del continente africano, y a unos 1000 km de la península ibérica.
De forma triangular, Tenerife es la segunda isla más grande de España (por detrás de Mallorca) y la mayor de la provincia de Santa Cruz de Tenerife y del archipiélago canario en su conjunto, con una superficie de 2034,38 km². Asimismo es la que más longitud de costa tiene con 342 kilómetros. Tenerife es la isla más alta de España y la décima isla más alta de todo el mundo: en su centro se alza el pico del Teide, que con sus 3718 m sobre el nivel del mar representa a su vez el punto más elevado de toda España, de las islas del océano Atlántico y el tercer volcán más grande del mundo desde su base en el lecho oceánico, solo superado en este sentido por el Mauna Kea y el Mauna Loa (ambos en el archipiélago de Hawái). Tiene hasta doscientos pequeños islotes o roques a su alrededor, entre los que destacan los de Anaga, Garachico, Fasnia que suman un total de 213 835 m² más. Tenerife es también la isla más grande de la región macaronésica y la tercera del continente africano (por detrás de Madagascar y Socotora).

### Origen y formación

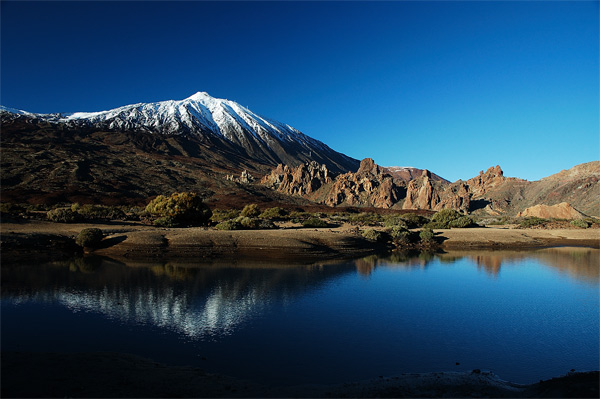
El Teide, que con sus 3718 metros es la mayor altitud de España

Tenerife es una isla de origen volcánico, cuya formación comenzó a gestarse en el fondo oceánico hace unos 20-50 millones de años.
Según una de las teorías más aceptadas actualmente por la comunidad científica (Teoría de los bloques levantados), el ascenso de magma procedente del manto terrestre se produce en periodos de actividad tectónica a partir de fallas o fracturas que existen en el fondo oceánico. Estas siguen los ejes estructurales de la isla, y se conformaron durante la orogenia Alpina de la Era Terciaria por el movimiento de la placa Africana. Estas erupciones de tipo fisural submarino originan las denominadas lavas almohadilladas o pillow-lavas, que se producen por el rápido enfriamiento que experimenta el magma al establecer contacto con el agua, obteniendo así una forma muy característica. Estos materiales se fueron acumulando y construyendo el edificio insular bajo el mar. A medida que este se aproximaba a la superficie, los gases, debido a la disminución de la presión circundante, se iban liberando del magma y los episodios vulcanológicos pasaban de ser tranquilos a tener un carácter marcadamente explosivo, formando materiales fragmentarios.
Tras largo tiempo de acumulación de materiales, el nacimiento de la isla se produjo a finales del Mioceno (Era Terciaria). Hace siete millones de años emergieron las zonas de Teno, Anaga y Macizo de Adeje, en la que se denomina Serie Basáltica Antigua o Serie I. Se constituyeron de este modo tres islas cronológica y estratigráficamente distintas en los extremos oeste, este y sur de la actual Tenerife.
Hace aproximadamente 3 m a. comienza un segundo ciclo volcánico (Formaciones Postmiocenas o Series Recientes II, III y IV), mucho más intenso, que incorpora elementos en la zona central de la isla, la cual también emerge y unifica en uno solo a los tres edificios anteriormente descritos. La estructura conformada en ese momento recibe el nombre de Edificio pre-Cañadas, sobre cuyos restos se erigiría más tarde el Edificio Cañadas I. Este último experimentó diversos colapsos y emitió una gran variedad de materiales explosivos que dieron lugar a las llamadas Bandas del sur (sursureste actual).
Posteriormente, sobre las ruinas de este complejo surgiría el Edificio Cañadas II, ya por encima de los 2500 metros, también con intensos procesos explosivos. Hace alrededor de 1 m a. se inició la construcción de la Cordillera Dorsal, con un vulcanismo de tipo fisural, a partir de los restos de los edificios ya parcialmente desmantelados de la Serie I. La Cordillera Dorsal es la de mayor desarrollo altitudinal y longitudinal del archipiélago canario, con 1600 metros de altura y 25 kilómetros de longitud. En este mismo espacio cronológico (hace 800 000 años) tienen lugar dos deslizamientos gravitacionales que motivaron la aparición de los valles de La Orotava y Güímar.
Finalmente, ya en tiempos más próximos (200 000 años), comienzan las erupciones que levantarían el Edificio Pico Viejo-Teide en el centro de la isla, sobre la Caldera de Las Cañadas.

### Orografía y paisaje
La abrupta orografía isleña y su variedad de climas dan como resultado un territorio de múltiples paisajes y formas, desde el parque nacional del Teide con su amalgama de colores fruto de las sucesivas erupciones volcánicas, hasta los acantilados de Los Gigantes con sus paredes verticales, pasando por zonas semidesérticas con plantas resistentes a la sequedad en el sur, o por ambientes de carácter meramente volcánico como es el Malpaís de Güímar o el Malpaís de La Rasca.
También cuenta con playas naturales como la de El Médano (con parajes protegidos en su entorno como Montaña Roja y Montaña Pelada) valles con cultivos tropicales y subtropicales, boscosos parajes de laurisilva en los macizos de Anaga y Teno (con profundos y escarpados barrancos) y extensos bosques de pinos por encima de esta última formación vegetal.

#### Edificio central
Las principales estructuras de Tenerife, que a continuación se describen, conforman el edificio central, con el complejo Teide-Pico Viejo y el circo de Las Cañadas. Se trata de una semicaldera de 130 km², que ha sido originada por un conjunto de procesos geológicos explicados en el epígrafe Origen y formación. El circo está parcialmente ocupado por el estratovolcán Teide-Pico Viejo y completado por los materiales que ha emitido en sus diferentes erupciones. Destacan en su interior los Roques de García, entre los que está el más conocido, el Roque Cinchado. Otra formación llamativa son Los Azulejos, compuesto por fonolitas de colores verdosos que se han creado por actividad hidrotermal.
Al sur de La Caldera destaca la montaña de Guajara, que con 2718 metros es la de mayor altitud de las que constituyen el anfiteatro de Las Cañadas del Teide. Al pie de estas paredes se han creado llanos endorreicos de materiales sedimentarios muy finos, siendo el más conocido el Llano de Ucanca.

Superficie topográfica tridimensional de la isla de Tenerife en donde destaca la silueta del Teide

El pico del Teide, con 3718 metros sobre el nivel del mar y más de 7000 sobre el fondo oceánico, es el punto más elevado de la isla, del territorio español y de todas las tierras emergidas del Atlántico. Este volcán, el tercero más grande del planeta desde su base, es el símbolo de Tenerife por antonomasia y el monumento natural más emblemático del archipiélago canario. Su situación central, sus importantes dimensiones, su silueta y su paisaje nevado lo dotan de una singular personalidad. Ya los aborígenes guanches lo consideraban lugar de culto y adoración.
Estudios realizados con series temporales geodésicas utilizando estaciones permanentes del IGN, detectaron una subsidencia en la zona central del complejo volcánico Teide-Pico Viejo, achacable a la sobreexplotación de acuí
feros y no directamente relacionado con la actividad volcánica asociada a la reactivación ocurrida en 2004. Asimismo se ha observado la posible presencia de un sistema hidrotermal en el interior del edificio volcánico a partir de técnicas de tomografía sísmica. Otros estudios que han utilizado imágenes de atenuación de la onda sísmica P indican que hay dos áreas principales donde los patrones difieren: en el Complejo Cañadas-Teide-Pico Viejo se observa una atenuación total alta y valores de dispersión de medios a bajos. Los investigadores interpretan la diferencia como inducida por una atenuación intrínseca. En la región de Santiago Ridge Zone (SRZ), los valores altos de dispersión corresponden a la atenuación total promedio. Se piensa que la anomalía es inducida por una dispersión extendida, relacionada geométricamente con las huellas superficiales de las erupciones históricas de Garachico y El Chinyero y el área de mayor actividad sísmica durante las crisis sísmicas de 2004-2008.
Desde 1954, el Teide y todo el circo de su alrededor (aunque hubo una ampliación posterior de sus límites) está declarado como parque nacional. Además, desde junio de 2007 está incluido por la Unesco dentro de los espacios Patrimonio de la Humanidad como bien natural. Al oeste se encuentra el volcán Pico Viejo. En un lateral de este, se encuentra el volcán de Chahorra o Narices del Teide, donde se produjo la última erupción que se ha dado en el entorno del Teide, en 1798.

#### Macizos
El macizo de Anaga, en el extremo nororiental de la isla, posee un perfil topográfico irregular y escabroso donde a pesar de no presentar grandes cotas, destaca la Cruz de Taborno con 1024 metros. Debido a la antigüedad de sus materiales (5,7 m a.), a sus profundos procesos erosivos y a la densa red de diques que atraviesan el macizo, son numerosos los roques que aparecen en superficie, tanto de etiología fonolítica como traquítica. Existe una gran cantidad de barrancos escarpados y muy encajados en el terreno. En la costa de Anaga predominan los acantilados, por lo que existe un número escaso de playas; no obstante, las que hay suelen coincidir con zonas de desembocadura de barrancos, algunas de rocas y otras de arena negra.

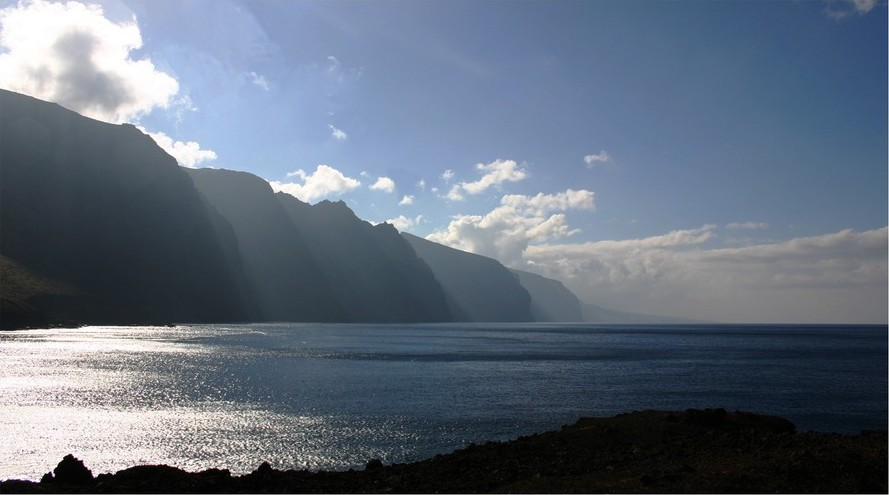
Acantilados de los Gigantes en el macizo de Teno

El macizo de Teno se encuentra en el extremo noroccidental. Al igual que en Anaga, se trata de una zona de estructuras desmanteladas y hondos barrancos que se han originado por erosión. Sin embargo, aquí los materiales son más antiguos (aproximadamente 7,4 m. a.). Destacan la montaña de Gala que con 1342 metros representa la mayor altitud. El paisaje más singular de este macizo se encuentra en su costa sur. Se trata de los acantilados de Los Gigantes, con paredes verticales que llegan a alcanzar en algunos puntos los 500 metros de altura.
El macizo de Adeje se sitúa en el extremo meridional de la isla, teniendo como mayor exponente al Roque del Conde, con 1001 metros de altitud. El macizo no es tan apreciable por su reducida estructura inicial, hecho que añadido a la historia geológica del lugar ha potenciado un intenso desmantelamiento de sus materiales, perdiendo de ese modo su aspecto y envergadura original.

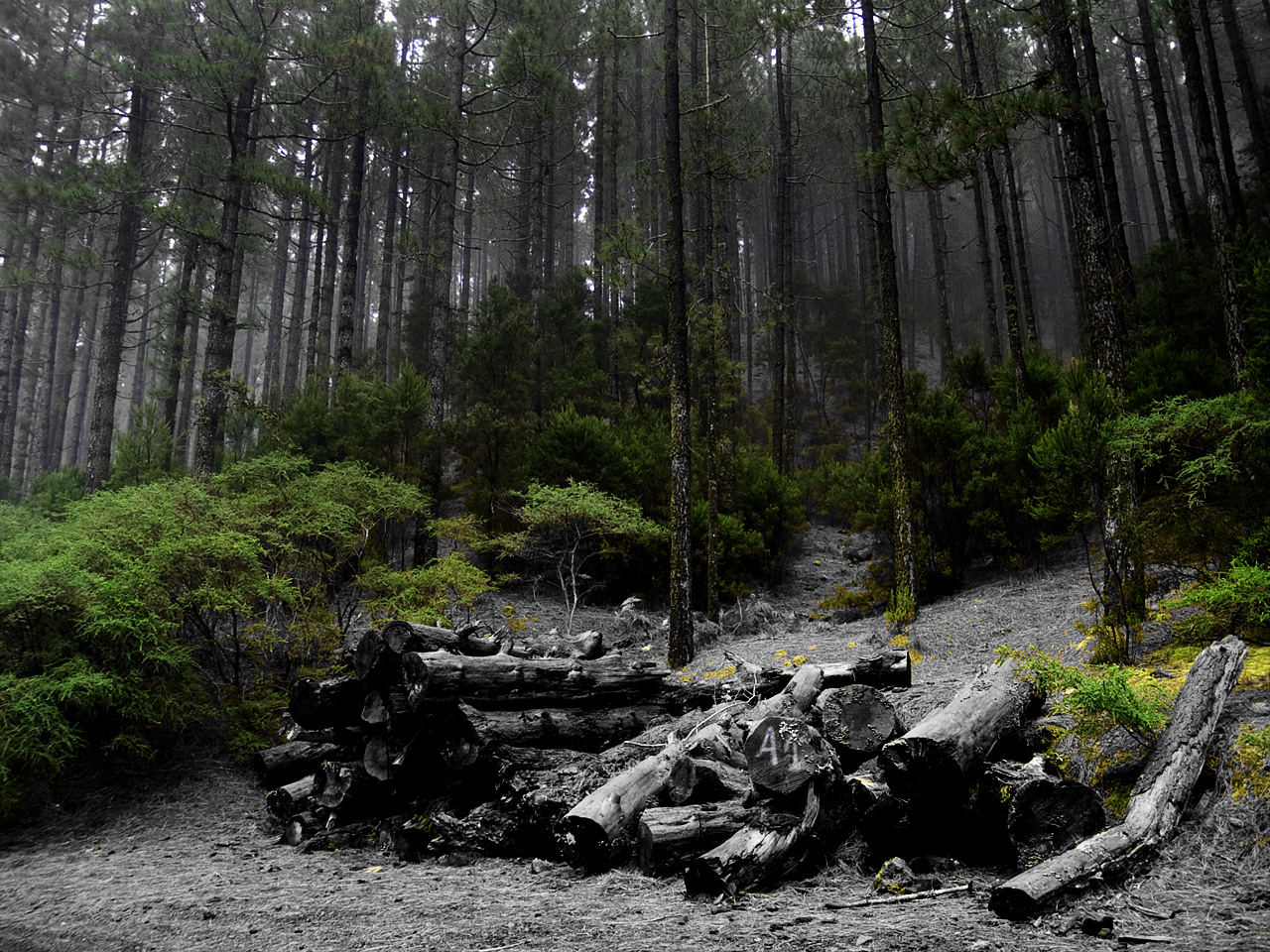
Las Lagunetas

#### Dorsales
La Cordillera Dorsal o dorsal de Pedro Gil abarca desde el principio del monte de La Esperanza, a unos 750 metros de altitud aproximadamente, hasta la zona central de la isla, en las inmediaciones de la Caldera de Las Cañadas, siendo Izaña, su punto más alto, con 2350 metros sobre el nivel del mar. Esta estructura se ha constituido a expensas de un vulcanismo fisural de tipo basáltico a través de uno de los ejes o directrices estructurales que han dado origen al vulcanismo de la isla.
La dorsal de Abeque se encuentra formada por una cadena de volcanes que unen el macizo de Teno con el edificio central insular Teide-Pico Viejo a partir de otro de los tres ejes o directrices estructurales de Tenerife. A esta dorsal pertenece el volcán histórico de Chinyero cuya última erupción se registró en 1909.
La dorsal Sur o dorsal de Adeje está al amparo del último de los ejes estructurales. Destacan los restos de su macizo como formación primigenia, así como las alineaciones de pequeños conos volcánicos y de roques esparcidos por toda esta zona del sur tinerfeño.
La dorsal de Anaga divide naturalmente la región del macizo de Anaga de este a oeste. Separa los valles de San Andrés (al sur) y Taganana (al norte).

#### Valles
Los valles son otra de las formas de relieve más destacadas. Los más importantes son el valle de La Orotava y el valle de Güímar que se han generado por el deslizamiento en masa de grandes cantidades de materiales hacia el mar, creando una hondonada en el terreno. Existen otros valles que se distribuyen por diversos enclaves de la geografía de Tenerife, aunque, en este caso, de diferente naturaleza. Suelen ser valles intercolinares que se han conformado tras el depósito de mayor cantidad de materiales geológicos en lomas laterales, o simplemente cauces amplios de determinados barrancos que en su evolución han tomado el aspecto de típicos valles.

#### Barrancos
Tenerife, debido principalmente a su gran altitud y a su silueta en semejanza a un tejado de dos aguas, está surcada por gran cantidad de barrancos. Estos constituyen uno de los elementos más característicos de su paisaje, originados por la erosión ejercida por la escorrentía superficial a lo largo de la historia. Destacan los barrancos de Ruiz, Fasnia y Güímar, el barranco del Infierno y Erques, todos ellos declarados espacios naturales protegidos por las instituciones canarias.

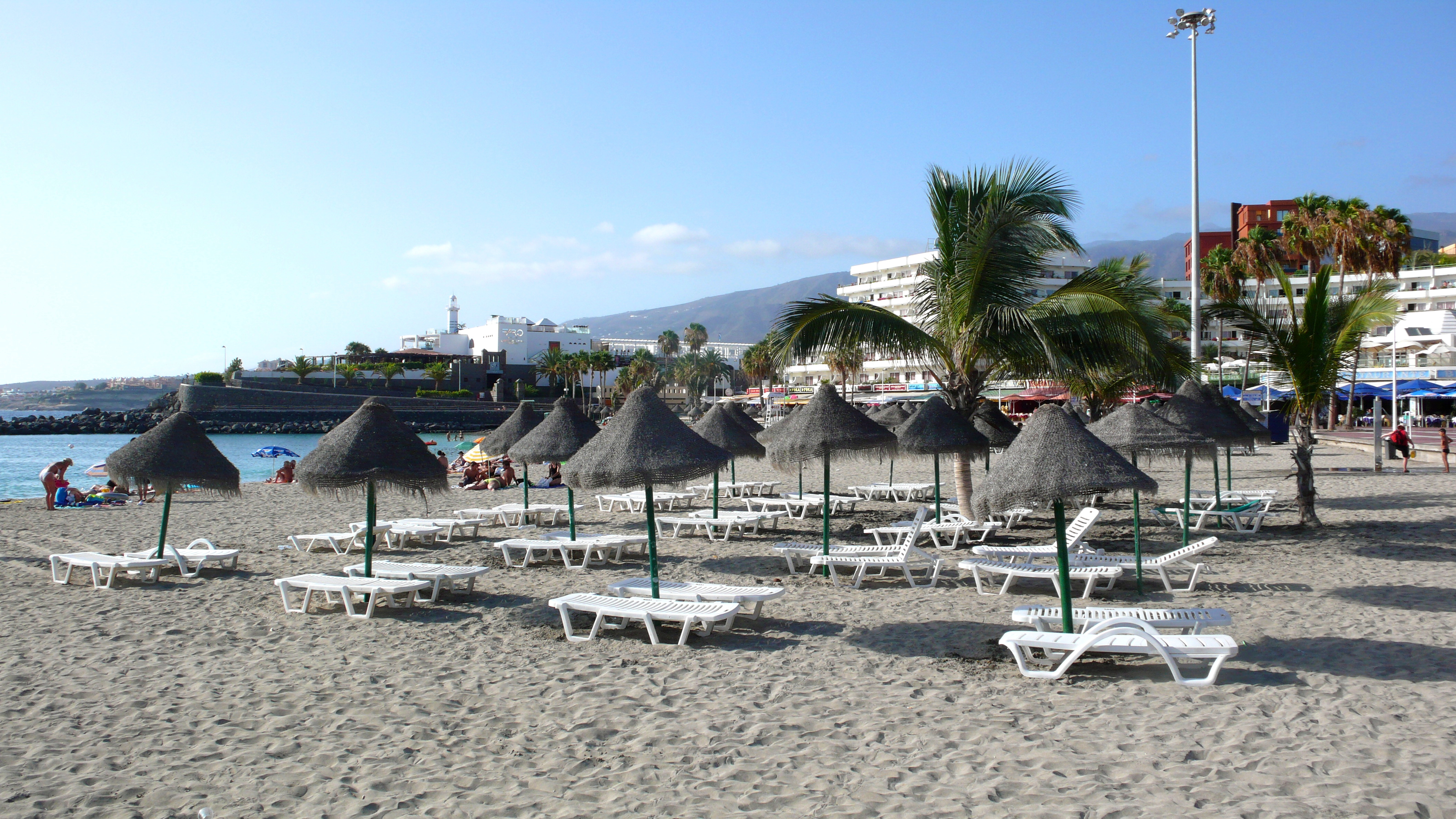
Playa de Torviscas. Zona sur

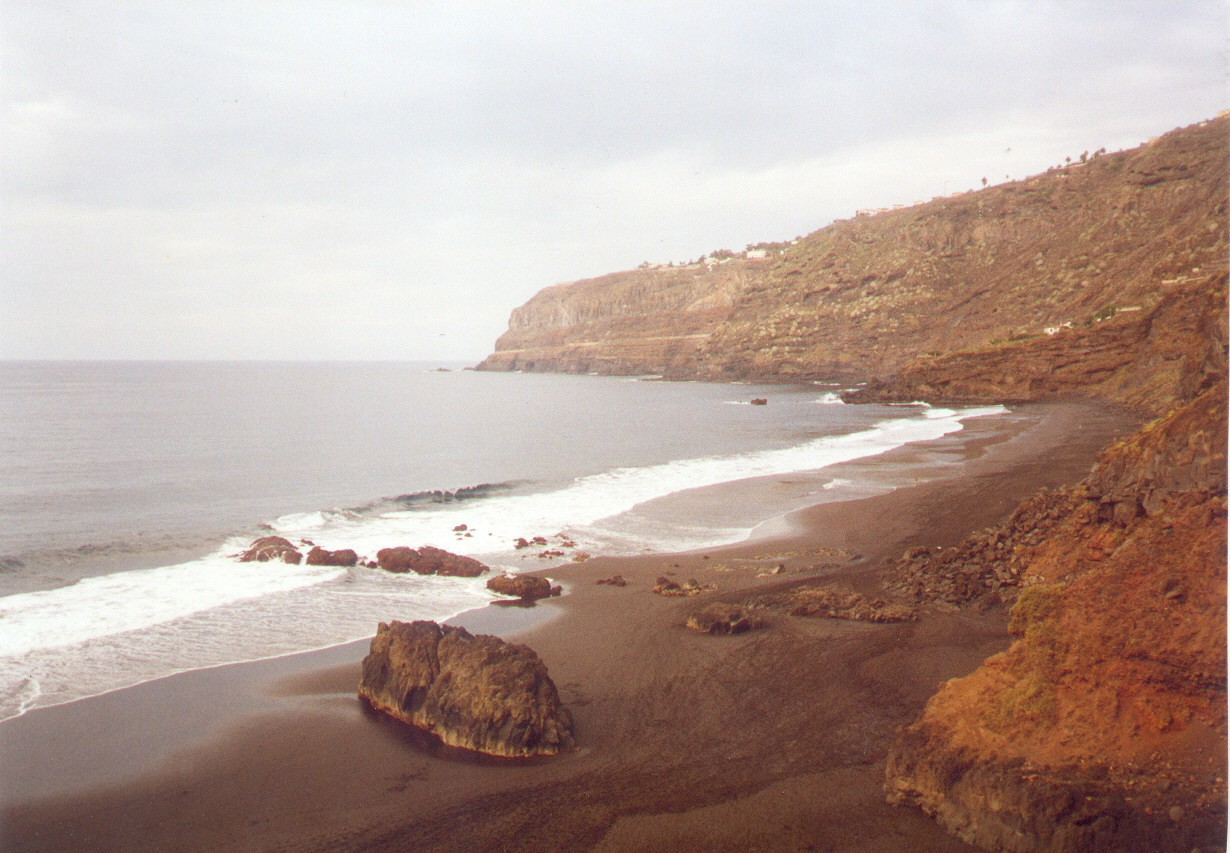
Playa de Los Patos. Zona norte

#### Costas
Las costas son, por lo general, accidentadas y abruptas, aunque lo son más en la zona septentrional que en la meridional. No obstante 67,14 kilómetros de la costa tinerfeña lo representan playas, solo superada en este aspecto por Fuerteventura. En el litoral septentrional son frecuentes las playas de cantos rodados o de arena negra, mientras que en la vertiente sur y suroeste de la isla predominan las playas con arenas más finas y de tonalidades más claras.

#### Tubos volcánicos
Los tubos de lava, o tubos volcánicos, son cuevas volcánicas, usualmente con forma de túneles, formados en el interior de coladas lávicas más o menos fluidas mientras dura la actividad reogenética. Entre los muchos tubos volcánicos existentes en la isla destaca la llamada cueva del Viento, situada en el municipio norteño de Icod de los Vinos, que es el tubo volcánico más grande de Europa y uno de los más grande del mundo, aunque durante mucho tiempo fue considerado incluso el más grande del mundo.

### Flora y fauna

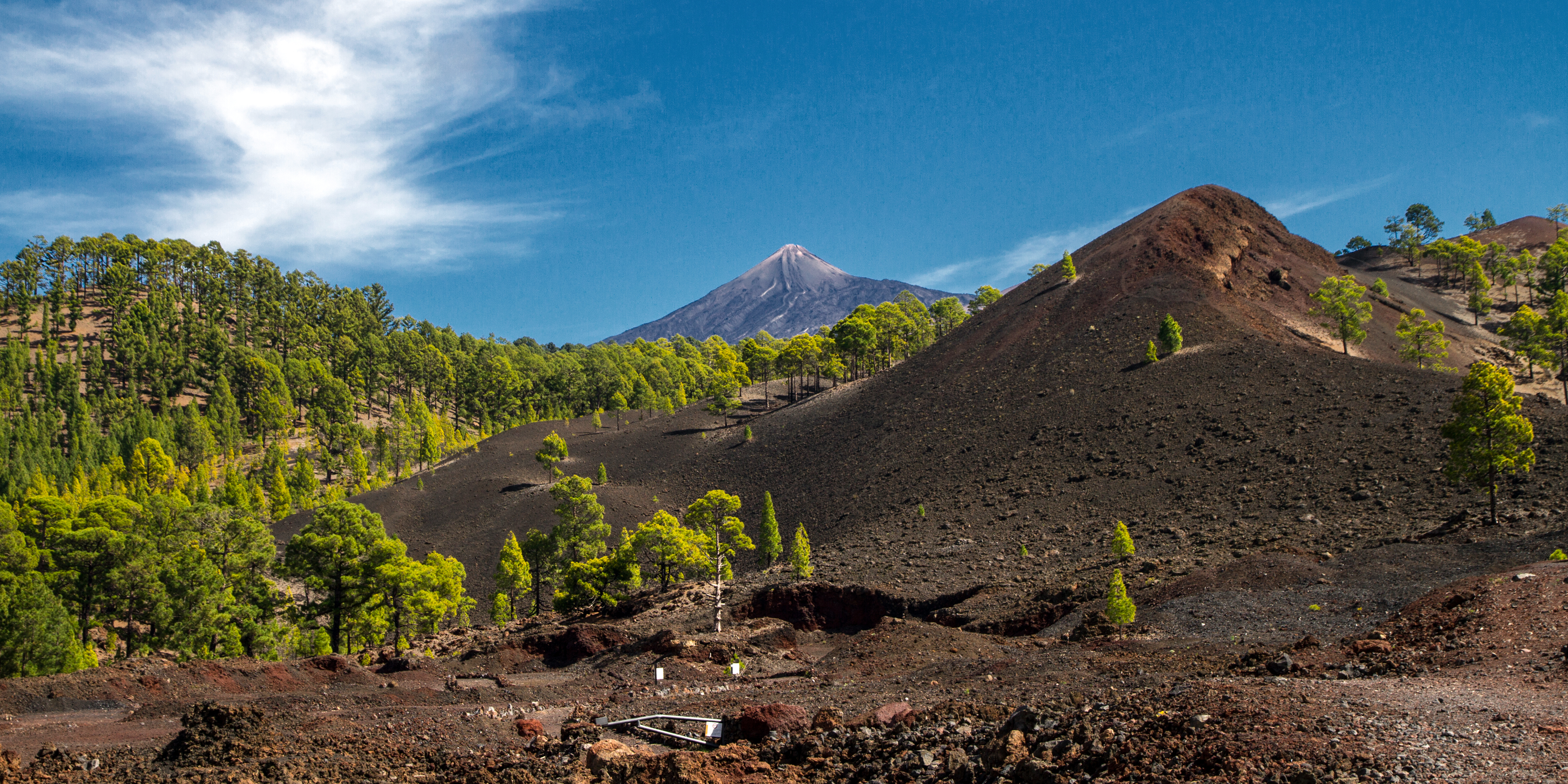
Paisaje de la isla

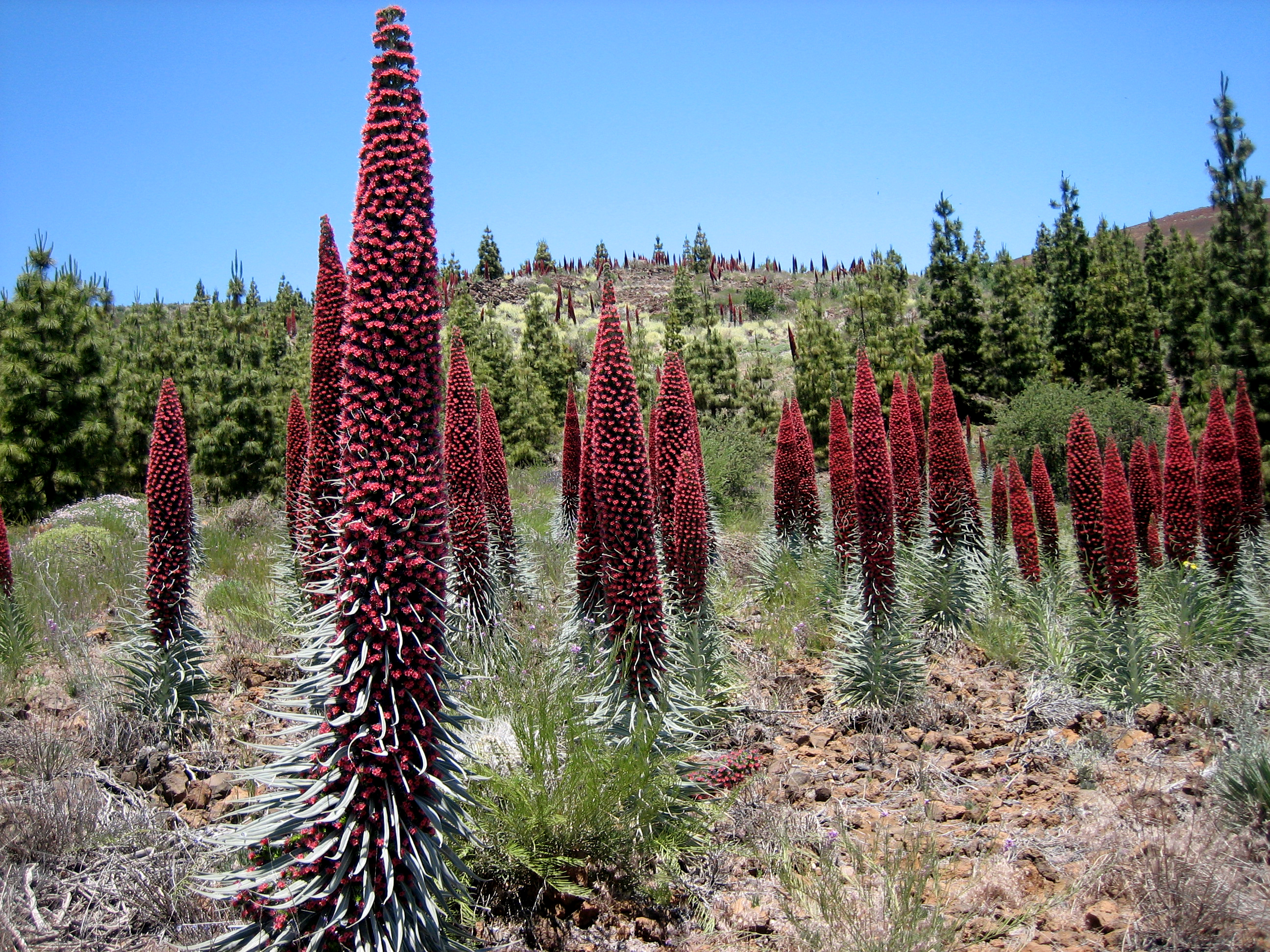
Tajinastes rojos

La isla de Tenerife disfruta de una notable diversidad ecológica pese a su reducida superficie, lo que es consecuencia de unas condiciones ambientales especiales, ya que la accidentada orografía reinante modifica localmente las condiciones climáticas generales, originando una gran variedad de microclimas. Esta vasta existencia de microclimas y, por lo tanto, de hábitat naturales, se hace manifiesta en la vegetación insular, constituida por una flora rica y variada (1400 especies de plantas superiores), entre las que destacan numerosos endemismos canarios (200) y exclusivamente tinerfeños (140).
Al concentrar este patrimonio vegetal de unas 140 especies exclusivas, la isla de Tenerife muestra la mayor relación de endemismos florísticos de la denominada Macaronesia. Además, la diferente composición química de los diversos materiales volcánicos que han construido el edificio insular, siempre bajo la acción combinada de los factores climáticos, da lugar a una gran diversidad de suelos. La conjunción de estos agentes determina la presencia de múltiples hábitats que albergan numerosas comunidades de plantas y animales que constituyen los singulares ecosistemas de Tenerife.
El estudio de la flora y la fauna tinerfeña puede realizarse de un modo más ordenado si es clasificada según los diferentes pisos ecológicos en los que se divide el terreno insulano. Dicha división atiende especialmente a la orientación norte o sur de las vertientes de la isla y, por supuesto, a la altitud:

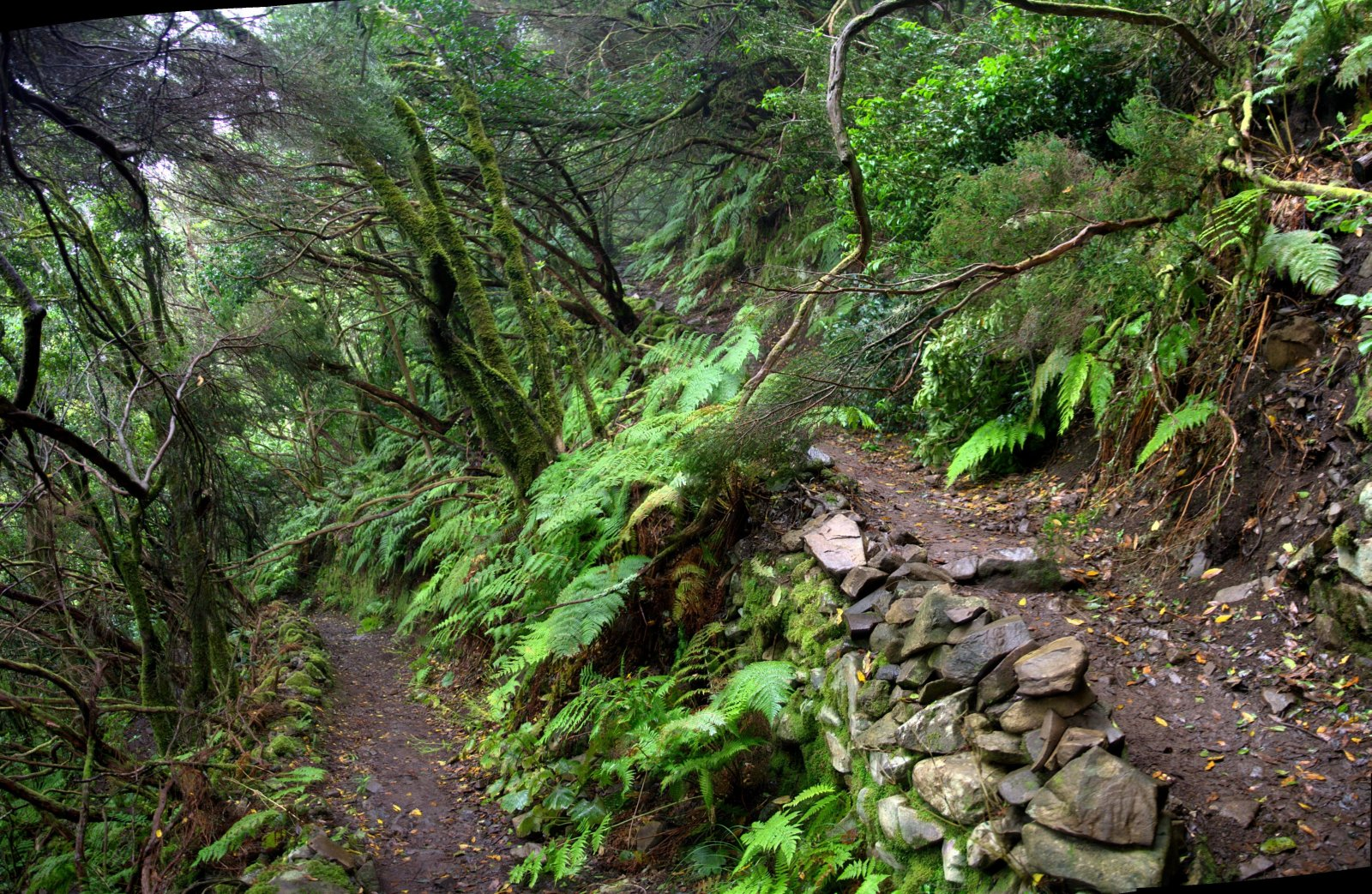
Laurisilva en el macizo de Anaga

- Cardonal-tabaibal: 0-700 m: Este estrato se caracteriza por una fuerte insolación y escasez de precipitaciones. En él destacan como especies vegetales las tabaibas, los cardones y cardoncillos, bejeques,...En cuanto a la fauna, son pobres las especies animales vertebradas en este ecosistema; si acaso, algunas aves o reptiles. En cambio, los insectos se encuentran muy bien representados.
- Bosques termófilos: 200-600 m: Este piso posee mayor grado de humedad y precipitaciones, y una menor insolación. Son importantes, dentro de las especies arbóreas las palmeras, las sabinas, los acebuches y una serie de endemismos como peralillos, guaidiles, españeros, malvas de risco y cinerarias. En relación con la fauna es preciso citar a la mariposa vanessa vulcania y aves insectívoras como la curruca cabecinegra y el capirote.
- Laurisilva: 500-1000 m: Se trata de un bosque denso de grandes árboles, herederos de la flora de la Era Terciaria, que crecen en zonas de abundantes nieblas y lluvias frecuentes. Las especies vegetales superiores que abundan son laureles, tilos, viñátigos, barbusanos, y otras de menor tamaño como el bicácaro, la cresta de gallo, la corregüela y una gran variedad de helechos. Con respecto a la fauna, la laurisilva es el estrato más rico en invertebrados y con mayor porcentaje de endemismos, entre los que se encuentran lombrices, moluscos y sobre todo artrópodos. Dentro de la fauna vertebrada hay que mencionar algunas especies de murciélagos y dos aves endémicas en peligro de extinción como son las palomas turqué y rabiche.

- Fayal-brezal: 1000-1500 m: Se trata también de un bosque, pero en este caso más seco y pobre en especies. Destacan florísticamente las fayas, brezos, acebiños,... También abundan diferentes especies de setas que pueden ser tanto comestibles como muy venenosas.
- Pinar: 800-2000 m: Bosque de pinos en formación abierta que se caracteriza por un aumento de la insolación y por una menor uniformidad en las temperaturas diurnas-nocturnas y estacionales. Sobresale por encima de cualquier otra especie el pino canario. La fauna es poco diversa, pero existen dos aves endémicas de singular belleza como el pinzón azul y el pico picapinos.
- Alta montaña: Por encima de 2000 m: posee un clima seco, una insolación muy alta y temperaturas extremas. A pesar de estas exigentes condiciones, crecen endemismos vegetales de gran importancia científica y belleza como tajinastes rojos, retama del Teide, codesos, violeta del Teide y especies animales principalmente invertebradas como escarabajos, chinches, y mariposas.

Aún faltaría hablar de la extensa fauna marina de entre la que destacan viejas, meros, abades, salemas, samas, pargos, etc. Gran interés tienen también la tortuga boba y las colonias permanentes de ballenas y delfines que habitan el litoral meridional de la isla. Tenerife posee un inventario faunístico que asciende a 56 especies de aves, 13 de mamíferos terrestres, 5 de reptiles, varios miles de invertebrados, 2 de anfibios y 400 de peces además de algunas especies de tortugas marinas y cetáceos.

#### Fauna prehistórica
Antes de la llegada de los aborígenes, las islas Canarias, y en especial la de Tenerife, estaban habitadas por animales endémicos prehistóricos extintos en la actualidad en su mayoría. Estos especímenes alcanzaban tamaños superiores a lo habitual, esto es lo que se llama gigantismo insular.
Entre estas especies, las más conocidas que se encontraban en Tenerife eran;
- El lagarto gigante (Gallotia goliath): Habitó la isla de Tenerife desde el Holoceno hasta el siglo XV de nuestra era. Era un espécimen que alcanzaba una longitud de 120 a 125 centímetros.[68]
- La rata gigante (Canariomys bravoi): Sus fósiles en su mayoría datan del Plioceno y Pleistoceno. Su cráneo alcanzaba hasta 7 centímetros de longitud, por lo que podría haber alcanzado el tamaño de un conejo, lo que la convierte en la mayor de su familia y considerablemente grande comparadas con otras especies de ratas europeas. Los fósiles de Canariomys bravoi suelen aparecer en tubos y cuevas volcánicas asociados a Gallotia goliath.[69]
- La tortuga gigante (Centrochelys burchardi): Se trataba de una tortuga terrestre de gran tamaño, similar a las que actualmente se encuentran en algunos archipiélagos oceánicos como las islas Galápagos en el océano Pacífico y las islas Seychelles en el océano Índico. Los restos hallados datan del Mioceno. Se cree que habitó la isla hasta el Pleistoceno superior y que su extinción se debió a sucesos volcánicos mucho antes de la llegada del ser humano. Su caparazón medía aproximadamente entre 65 y 94 cm.[70]

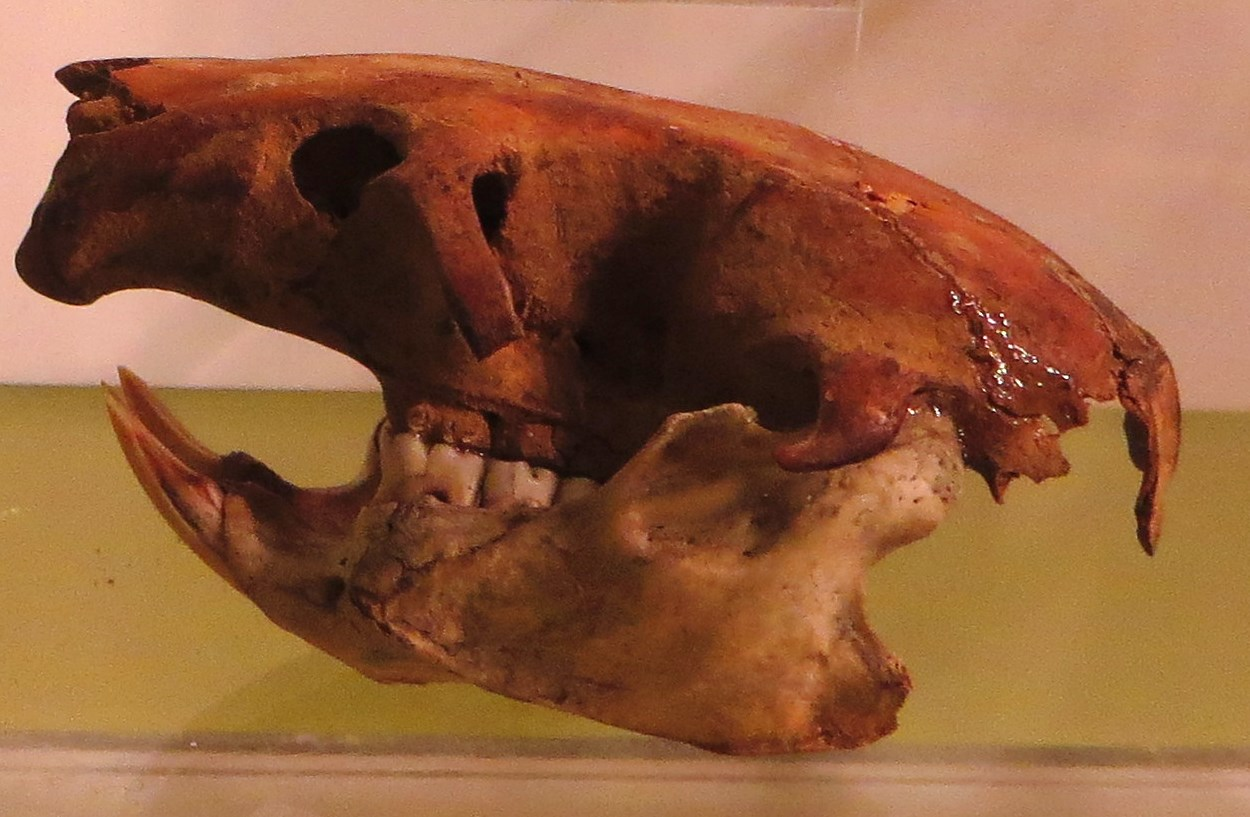
Cráneo de canariomys bravoi
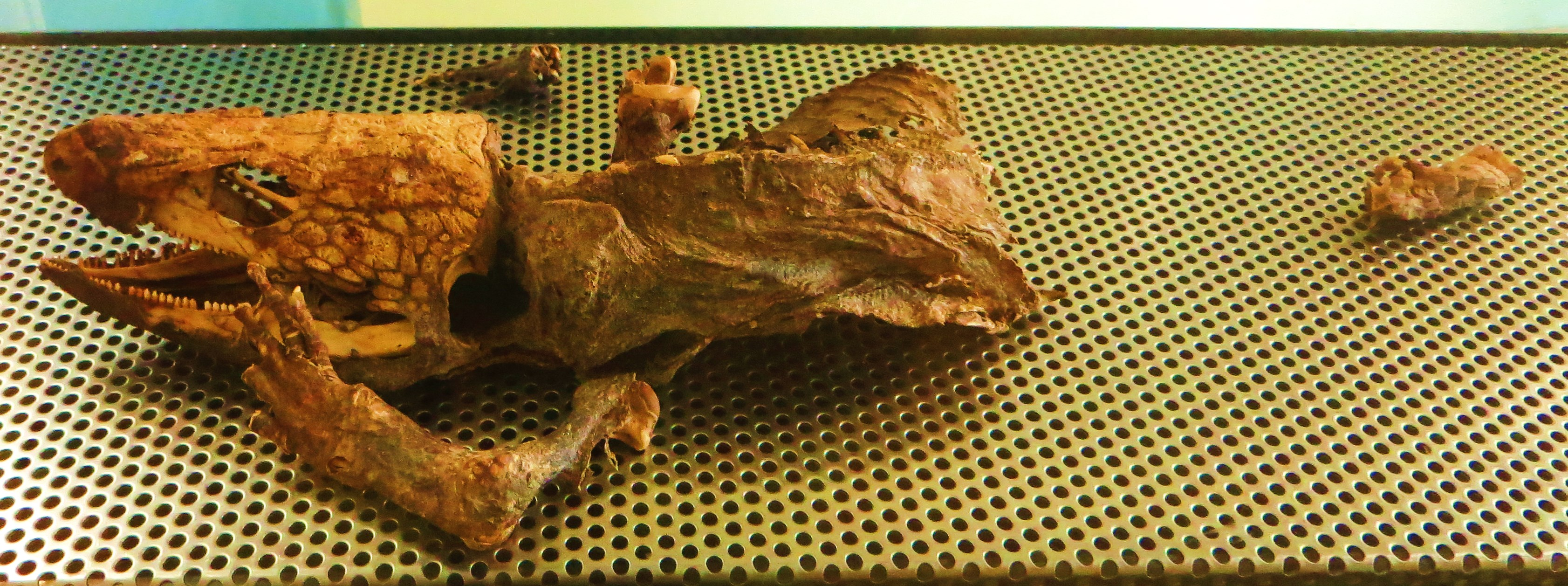
Espécimen momificado de gallotia goliath
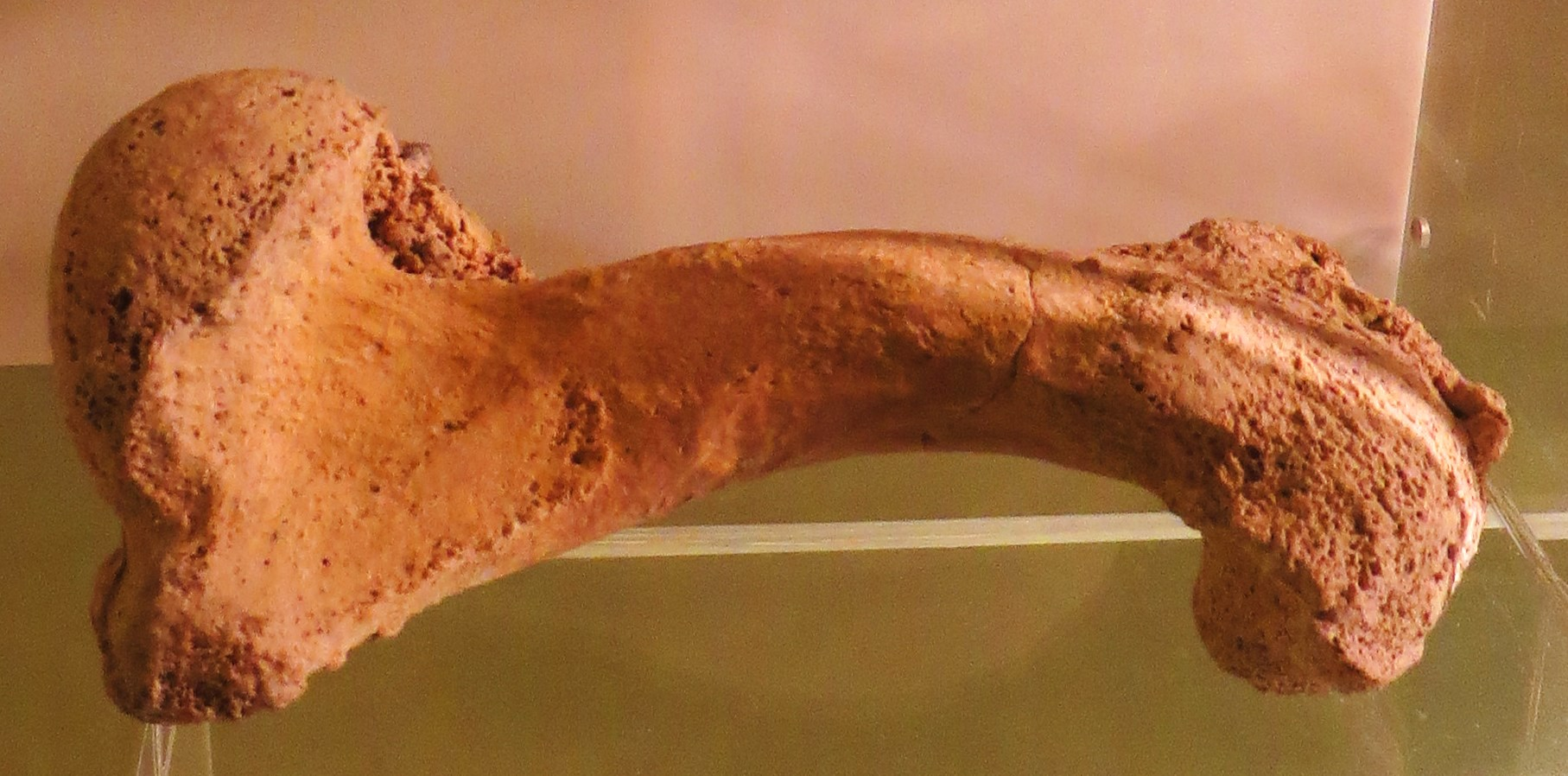
Fémur fosilizado de centrochelys burchardi

### Espacios naturales protegidos

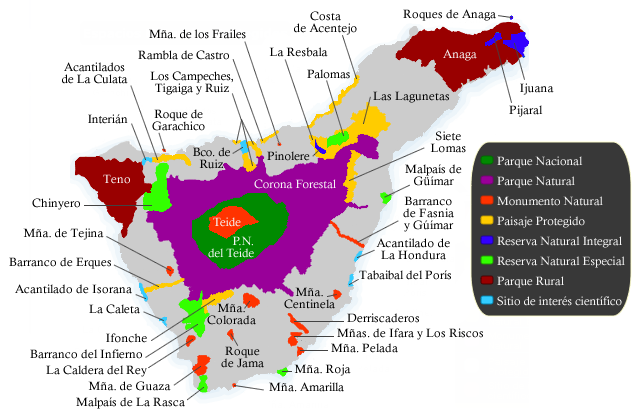
Mapa de clasificación de los espacios protegidos

Prácticamente la mitad de la isla (48,6 %), se encuentra bajo las diferentes fórmulas de protección que atribuyen la Red Canaria de Espacios Naturales Protegidos. De los 146 espacios naturales recogidos por la citada red en el conjunto del archipiélago, un total de 43 se encuentran en Tenerife, siendo de este modo la isla que mayor número de espacios posee. Asimismo, atendiendo al porcentaje de territorio protegido con el que cada isla contribuye al total del archipiélago, hay que destacar que es Tenerife con un 37 % la isla que encabeza la tabla. La Red contempla hasta ocho categorías de protección distintas, todas ellas representadas en la isla: aparte del parque nacional del Teide, cuenta con el mayor parque natural de Canarias (Corona Forestal), dos parques rurales (Anaga y Teno), cuatro reservas naturales integrales, seis reservas naturales especiales, un total de catorce monumentos naturales, nueve paisajes protegidos y hasta seis sitios de interés científico. El 9 de junio de 2015 el macizo de Anaga fue declarado reserva de la biosfera por la Unesco. El macizo de Anaga es el lugar que mayor cantidad de endemismos tiene en Europa.
El municipio de La Orotava, en gran parte a expensas del parque nacional del Teide, y el de Santa Cruz de Tenerife que hace lo propio con el parque rural de Anaga presentan, respectivamente, el 76 % y el 74 % de su extensión bajo protección. De la misma forma, el emplazamiento mayoritario del parque rural de Teno al amparo del municipio de Buenavista del Norte hace que este disponga de una importante parte de su superficie protegida.
La relación completa de los espacios protegidos de Tenerife es la siguiente:

#### Parques nacionales
- Parque nacional del Teide

#### Reservas naturales integrales
- Reserva natural integral del Pijaral
- Reserva natural integral de Ijuana
- Reserva natural integral de Pinoleris
- Reserva natural integral de los Roques de Anaga

#### Reservas naturales especiales
- Reserva natural especial del Barranco del Infierno
- Reserva natural especial del Chinyero
- Reserva natural especial del Malpaís de Güímar
- Reserva natural especial del Malpaís de la Rasca
- Reserva natural especial de Montaña Roja

#### Parques naturales

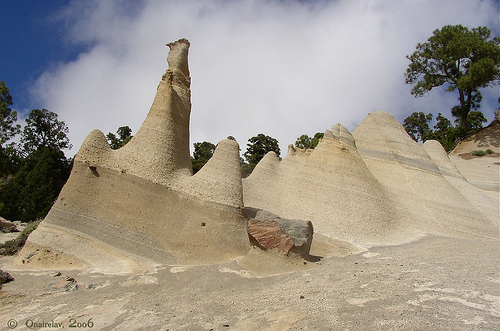
Paisaje Lunar, dentro del parque natural de la Corona Forestal

- Parque natural de la Corona Forestal

#### Parques rurales
- Parque rural de Anaga
- Parque rural de Teno

#### Monumentos naturales
- Monumento natural del Barranco de Fasnia y Güímar
- Monumento natural de la Caldera del Rey
- Monumento natural de Los Derriscaderos
- Monumento natural de Montaña Amarilla
- Monumento natural de La Montaña Centinela
- Monumento natural de La Montaña Colorada
- Monumento natural de la Montaña de Guaza
- Monumento natural de La Montaña de los Frailes
- Monumento natural de la Montaña de Tejina
- Monumento natural de Montaña Pelada
- Monumento natural de Las Montañas de Ifara y Los Riscos
- Monumento natural del Roque de Garachico
- Monumento natural del Roque de Jama
- Monumento natural del Teide

#### Paisajes protegidos
- Paisaje protegido de Los Acantilados de la Culata
- Paisaje protegido del Barranco de Erques
- Paisaje protegido de Costa de Acentejo
- Paisaje protegido de Ifonche
- Paisaje protegido de la Resbala
- Paisaje protegido de Las Lagunetas
- Paisaje protegido de las Siete Lomas
- Paisaje protegido de Los Campeches, Tigaiga y Ruiz
- Paisaje protegido de la Rambla de Castro

#### Sitios de interés científico
- Sitio de interés científico del Acantilado de La Hondura
- Sitio de interés científico de Los Acantilados de Isorana
- Sitio de interés científico del Barranco de Ruiz
- Sitio de interés científico de Interián
- Sitio de interés científico de La Caleta
- Sitio de interés científico del Tabaibal del Porís

### Clima
A Tenerife se la conoce internacionalmente como la Isla de la Eterna Primavera. La atribución de esta denominación climática se produce en gran medida gracias a los vientos alisios, cuya humedad, principalmente, se condensa en las zonas de medianías del norte y nordeste insular, constituyendo amplios mares de nubes que se disponen preferentemente entre los 600 y 1800 metros de altura.
Otro factor que influye en la suavidad del clima de las Islas con respecto al que por latitud correspondería (desierto del Sahara), es la corriente marina fría de Canarias, que enfría la temperatura de las aguas que bañan las costas y playas isleñas con respecto a la ambiental. Por último, la propia orografía tinerfeña también habría que tenerla en cuenta en esta terna de agentes encargados de hacer realidad el anteriormente citado eslogan.
A grandes rasgos, el clima de Tenerife es moderado, templado y muy suave en cualquier estación del año. No hay períodos de frío pero tampoco los hay de calor asfixiante. Las temperaturas medias son de 18 °C en invierno y 25 °C en verano, aunque estos sean valores relativos y generales. Evidentemente se producen importantes contrastes, como el que se produce durante los meses de invierno, en los cuales es posible disfrutar del sol en zonas de costa y, sin embargo, 3000 metros por encima poder contemplar la blanca estampa nevada del Teide, lugar en el que nieva todos los años.

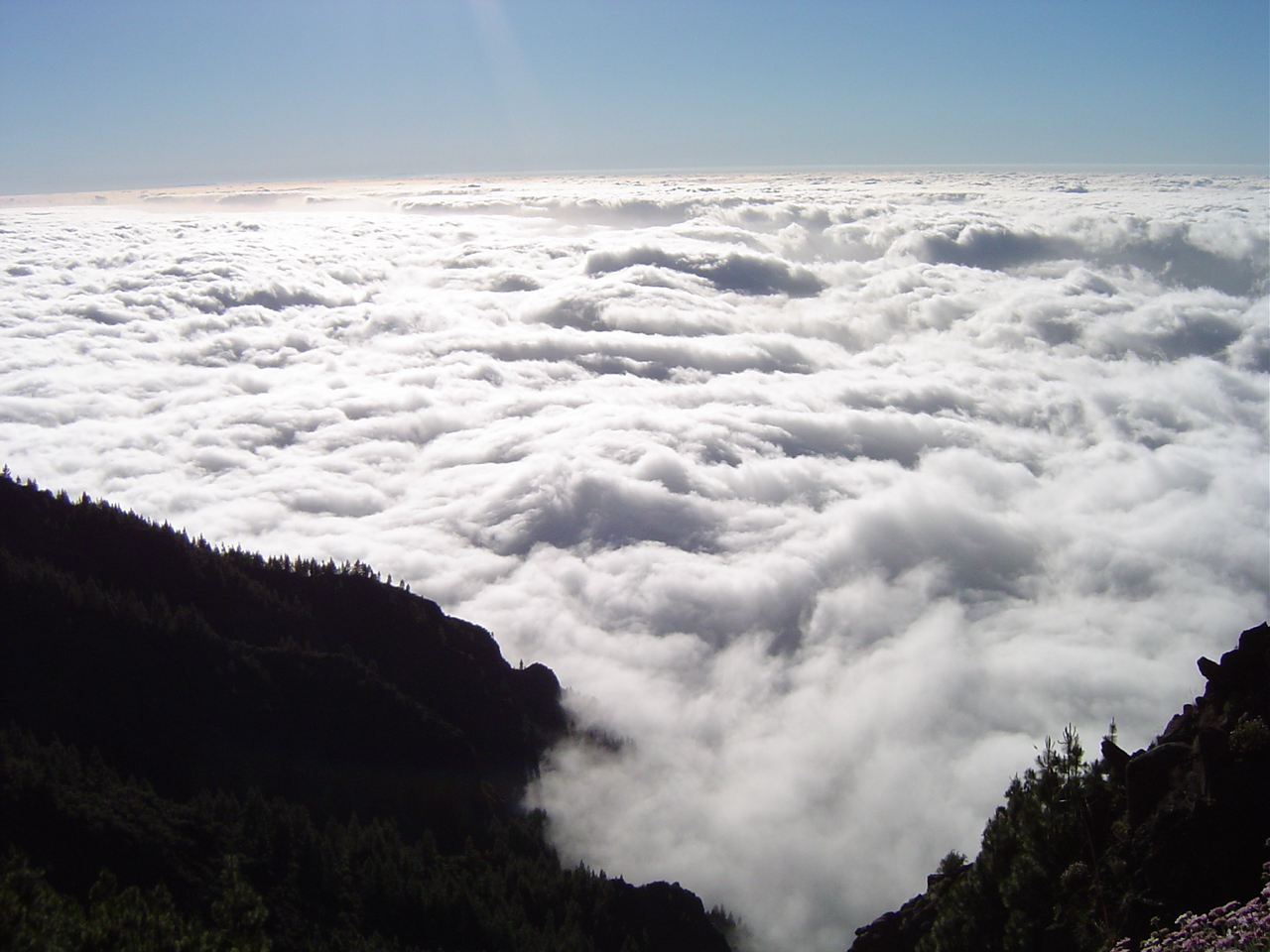
Mar de nubes visto desde unos 1800 metros de altitud

Otro ejemplo de contraste climático lo encontraríamos en la ciudad de Santa Cruz con respecto a la ciudad de La Laguna. Municipios unidos físicamente pero distanciados en cuanto a condiciones climáticas. Generalmente Santa Cruz tiene durante todo el año un clima cálido con temperaturas sensiblemente superiores a las que se disfrutan en la aledaña La Laguna, donde frecuentemente hace un poco más de frío y existe mayor probabilidad de precipitaciones, y cuyo clima es similar a las medianías del norte de la península.
El norte y el sur de Tenerife poseen igualmente diferentes características climáticas. En barlovento se registra un 73 % de las precipitaciones totales además, la humedad relativa del aire es superior y la insolación inferior. Los máximos pluviométricos se registran en barlovento a una altitud media entre 1000-1200 m, casi exclusivamente en los montes de La Orotava.
Pero quizás sea más significativo que todo el norte insular carezca de un espacio en el que la pluviosidad media sea inferior a los 250 mm anuales. En cambio, en la vertiente sur de la isla los valores pluviales son significativamente menores. Los únicos reductos sureños que se salvan de esta situación son Masca y Güímar, probablemente debido a sus características físicas que posibilitan una mayor presencia del alisio.
A modo de anécdota es interesante saber que los médicos europeos, sobre todo ingleses y holandeses, del pasado XIX elogiaban el clima del norte de Tenerife, y lo recomendaban a sus pacientes para aliviar dolencias de la edad y del aparato circulatorio.
| Datos climáticos   | Enero | Febrero | Marzo | Abril | Mayo | Junio | Julio | Agosto | Septiembre | Octubre | Noviembre | Diciembre |
| Horas de sol/día   | 5,9   | 6,6     | 7,1   | 7,7   | 8,8  | 9,8   | 10,6  | 9,8    | 8,5        | 6,9     | 5,9       | 5,5       |
| Aire (°C)          | 17,9  | 17,9    | 18,6  | 19,0  | 20,4 | 22,2  | 24,3  | 25,0   | 24,3       | 22,8    | 20,6      | 18,7      |
| Agua (°C)          | 19    | 18      | 18    | 18    | 19   | 20    | 21    | 22     | 23         | 23      | 21        | 20        |
| Días de lluvia/mes | 5     | 5       | 5     | 3     | 1    | 0     | 0     | 1      | 1          | 3       | 5         | 6         |

### Hidrografía
El suelo volcánico de Tenerife, generalmente de carácter poroso y permeable es motivo para que una considerable fracción del agua procedente de la lluvia, unida a aquella producto de condensaciones en zonas boscosas y a la proveniente del deshielo de las cumbres insulanas más elevadas, se infiltre en el subsuelo.
La construcción de embalses y presas como principales métodos de obtención de agua está desaconsejada debido a las mencionadas condiciones geológicas, que no permiten el almacenamiento del preciado líquido en superficie, así como a la irregularidad de las precipitaciones.
De este modo, la mayor parte del agua (90 %) procede de pozos y principalmente de galerías, importantes sistemas que sirven para extraer el recurso hídrico del acuífero. Tenerife dispone en la actualidad de más de un millar de galerías perforadas.

### Suelos
La compleja formación y evolución geológica de Tenerife, en conjunción con las distintas características orográficas y bioclimáticas ofrecen como resultado una amplia gama de suelos atendiendo principalmente a su mayor o menor grado de evolución. En este sentido, se comportan como menos desarrollados, los suelos de las zonas expuestas al sur; sin embargo, las zonas al norte, afectadas por los vientos alisios, que aportan una gran humedad, muestran mayores niveles de evolución. Al ahondar en este capítulo resulta importante establecer una clasificación de los mismos en función de su capacidad de uso agrícola o no, así como sus limitaciones y los riesgos que implica.
- Suelos de capacidad de uso elevada: Estos terrenos resultan aptos casi para cualquier actividad, entre ellas la explotación agrícola moderadamente intensiva. Se trata especialmente de tierras transportadas desde otras partes de la Isla. Su principal desventaja es que, desde el punto de vista orográfico, en muchas ocasiones sobre estas tierras se superponen materiales volcánicos de reciente incorporación a través de nuevas erupciones. Son generalmente zonas llanas, pero constituidas por elementos demasiado recientes, en los que la erosión aún no ha podido generar suelo sobre la roca. Debido a esto, se traen tierras desde lugares menos aptos para el cultivo, donde el suelo es apto para este uso.[80]

- Suelos de capacidad de uso mediana: Son terrenos capaces de resistir usos poco intensivos ya que presentan un riesgo elevado de erosión. Se disponen sobre materiales volcánicos más recientes.[80]

- Suelos con baja capacidad de uso: Estos terrenos se caracterizan por situarse en zonas de elevada pendiente. No son, de este modo, los más convenientes para cultivarse. Asimismo, entrañan notables riesgos, los posibles usos que conlleven movimientos de tierra.[80]

- Suelos con muy baja capacidad de uso: Al emplazarse sobre coladas recientes, estos terrenos no son aconsejables casi para ninguna actividad.[80]

### Contaminación

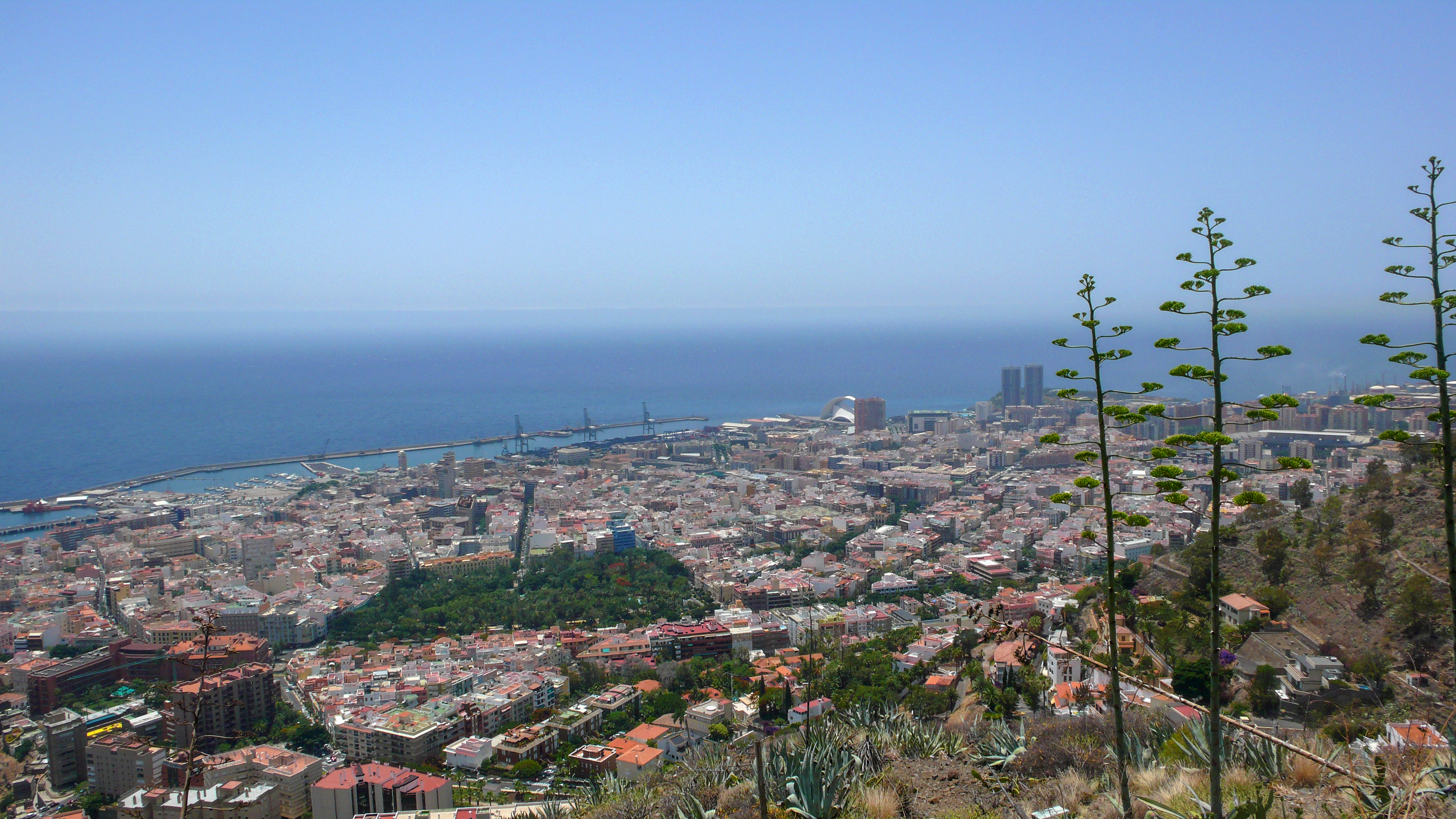
En la ciudad de Santa Cruz de Tenerife se encuentra la refinería de petróleo más grande de España

Canarias, y por ende Tenerife, no tienen grandes niveles de contaminación atmosférica gracias, por un lado, a la escasez de fábricas e industrias y, por otro, al régimen de los vientos alisios que alejan las masas de aire contaminadas de las islas. Según datos oficiales ofrecidos por las consejerías de Sanidad y de Industria, Tenerife es uno de los lugares de España con menor índice de contaminación atmosférica con un promedio medio-bajo. No obstante, las principales fuentes contaminantes de la isla son las centrales térmicas de Las Caletillas y Granadilla, el tráfico rodado y la refinería de Santa Cruz de Tenerife.
Además, en la isla de Tenerife al igual que en la de La Palma debe controlarse la contaminación lumínica, por su afección a los observatorios astrofísicos situados en las cumbres de estas islas.
En cuanto a lo concerniente a la calidad de las aguas, aquellas de consumo se encuentran todas calificadas como aptas, aunque en algunos puntos tiene un sabor considerado desagradable, por tener origen en acuíferos salinizados o en agua marina desalada. Algo similar ocurre en referencia a las aguas de baño, ya que todas las playas de la isla de Tenerife han sido catalogadas por el Ministerio de Sanidad y Consumo como aguas aptas para el baño de muy buena calidad.

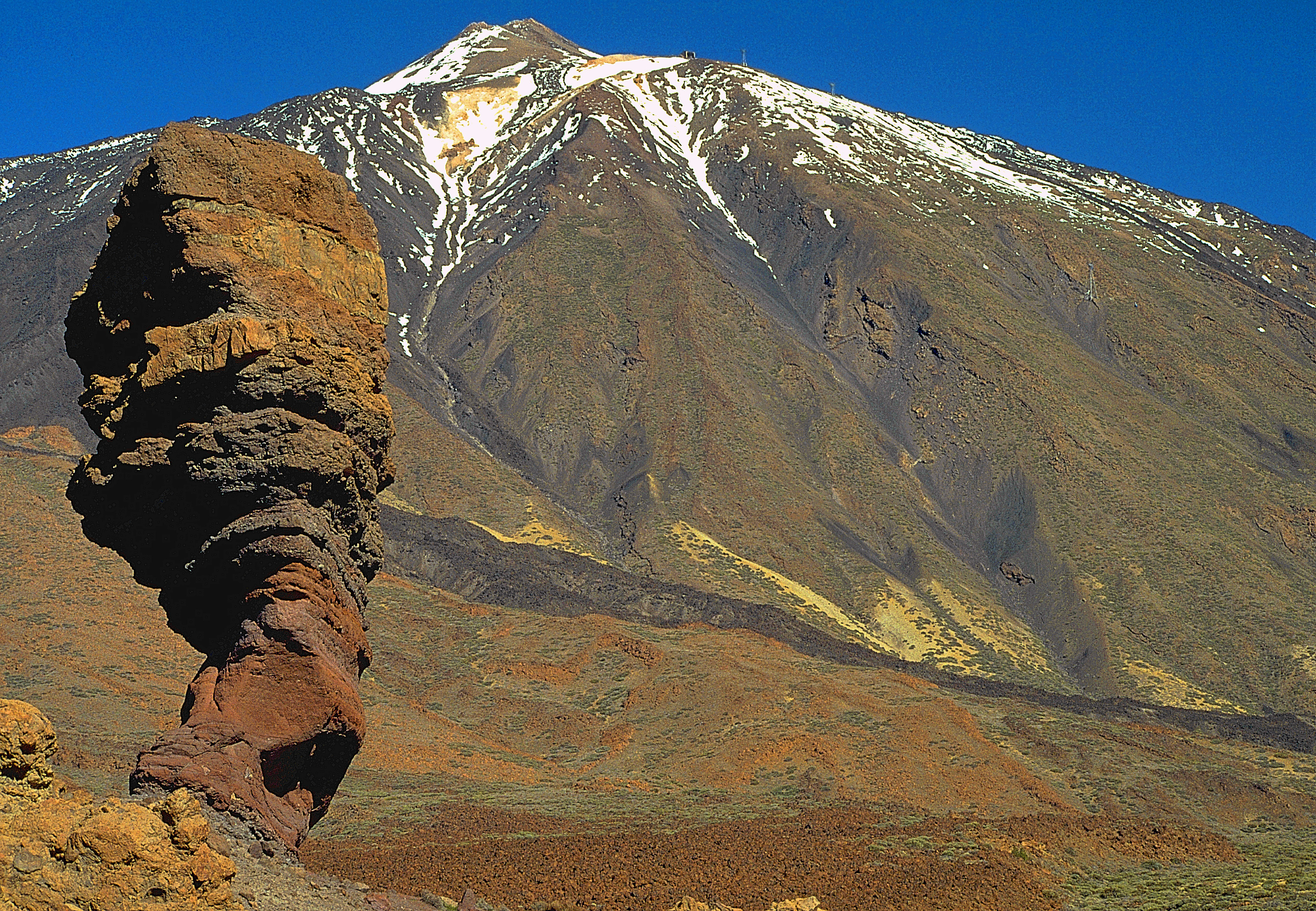
Pico del Teide
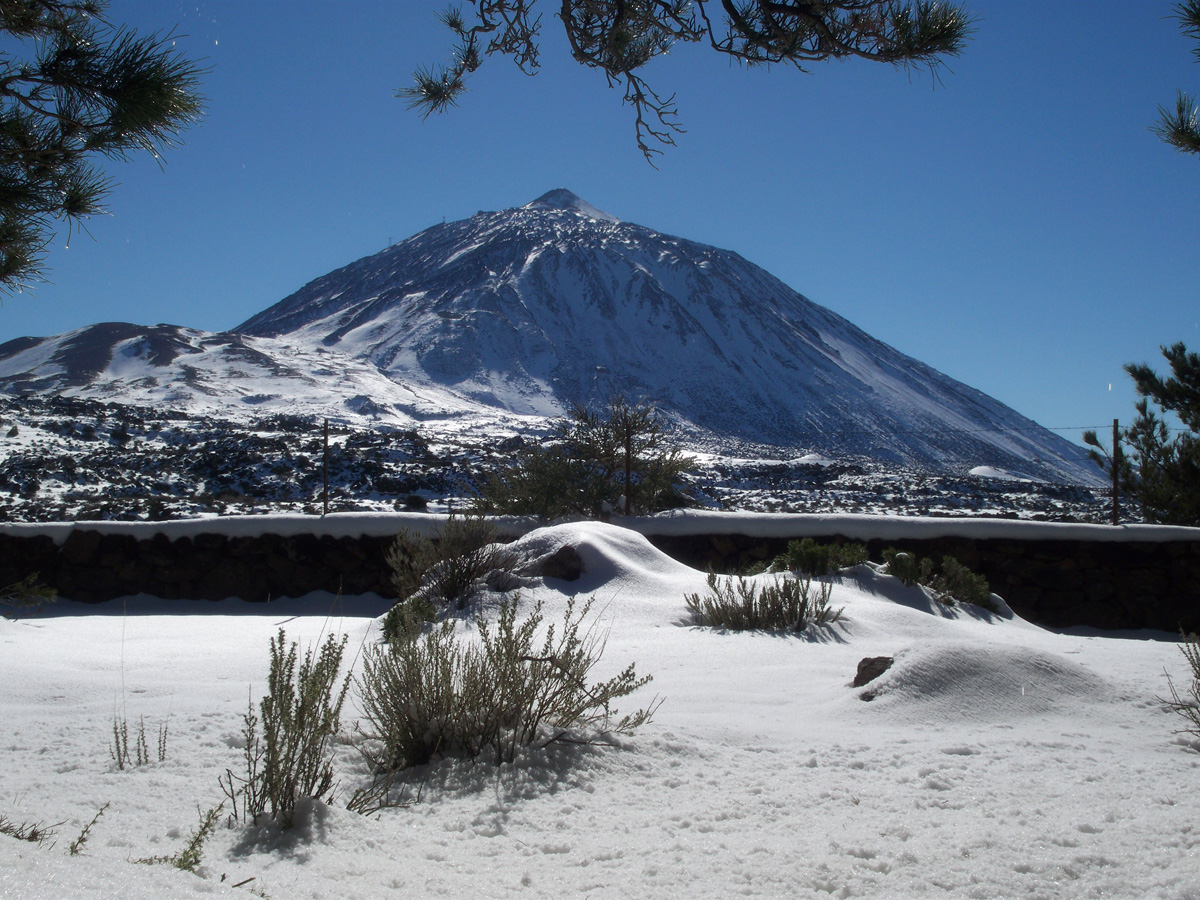
Parque Nacional del Teide en invierno
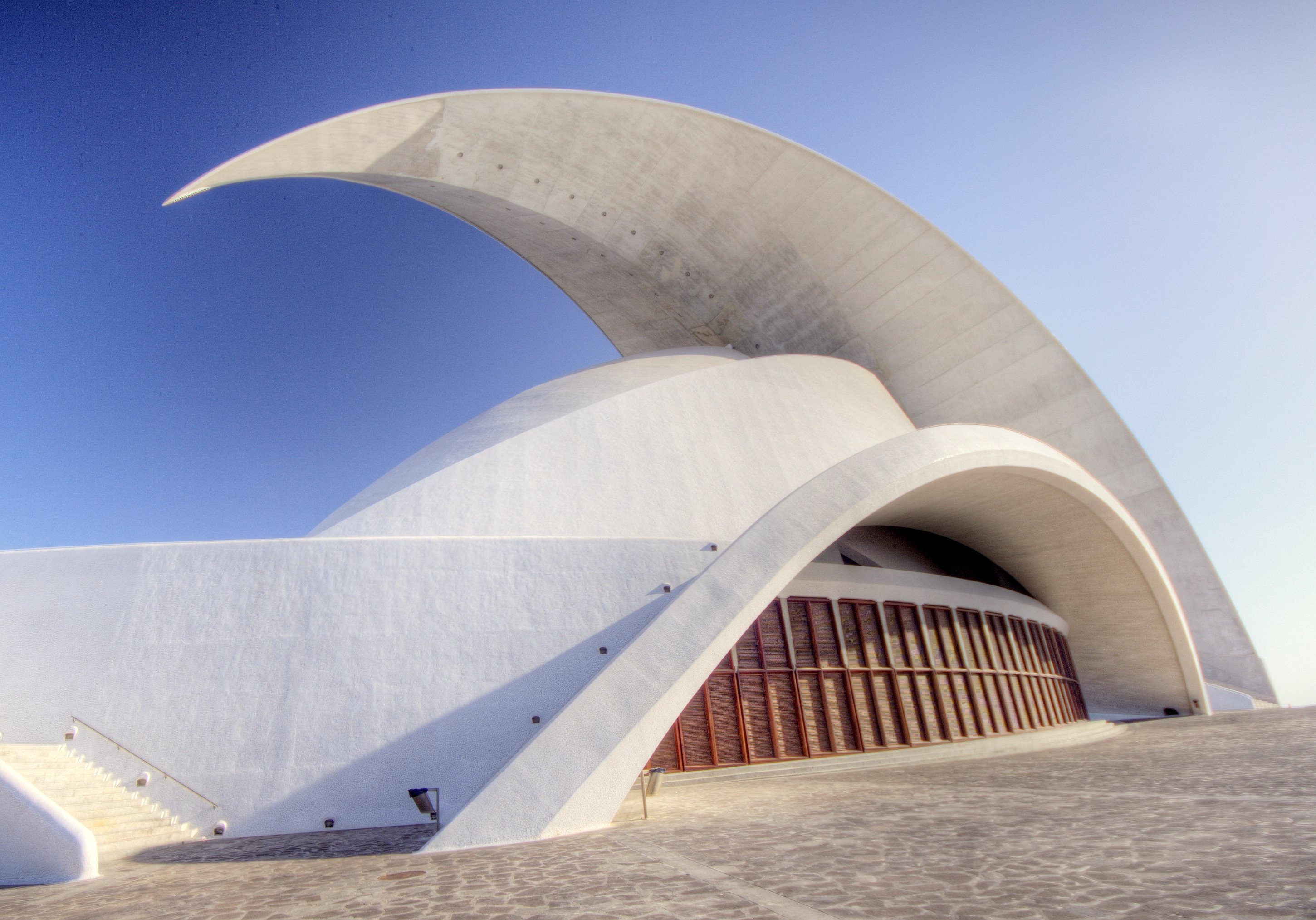
Auditorio de Tenerife
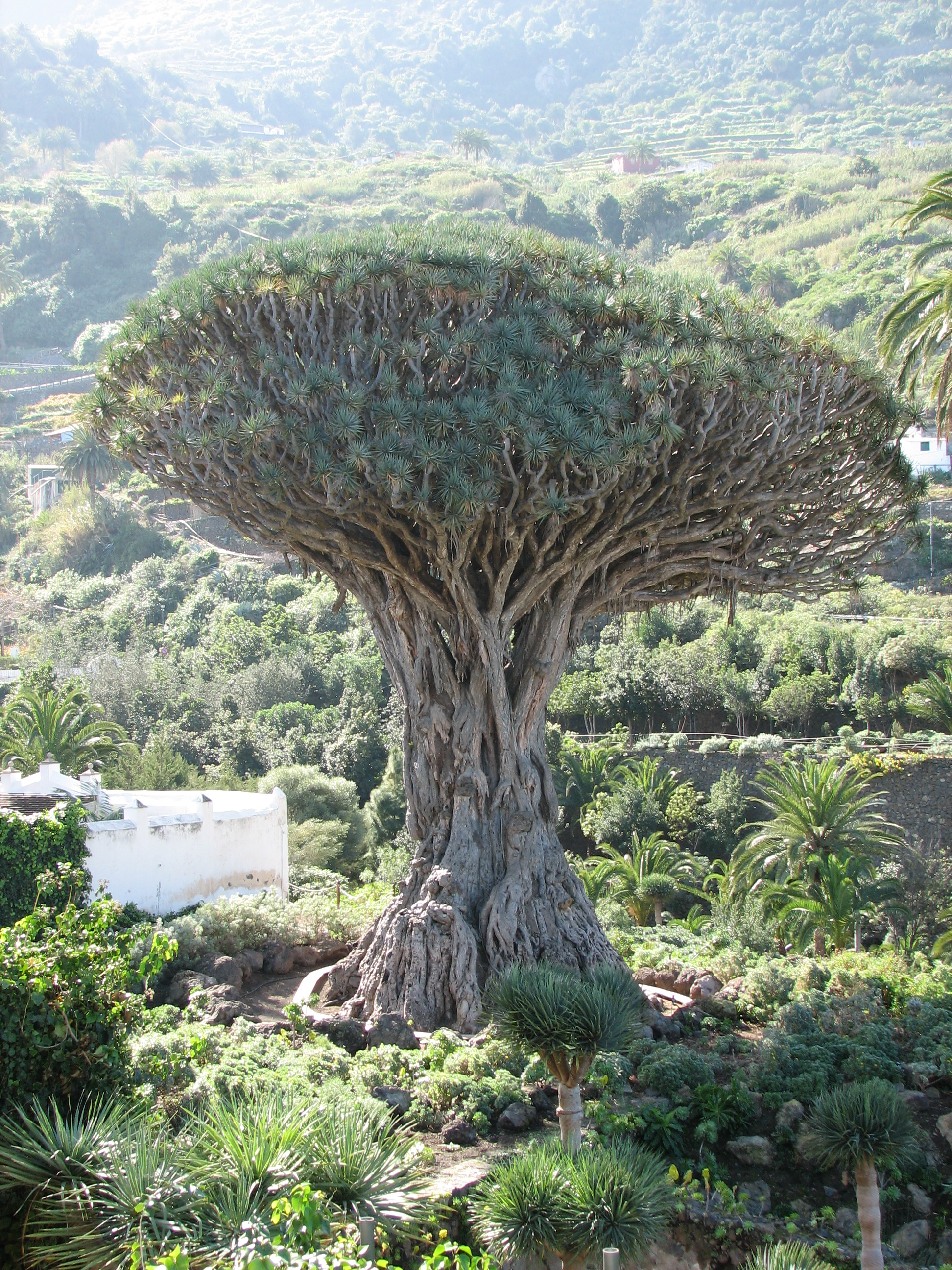
Drago milenario de Icod de los Vinos
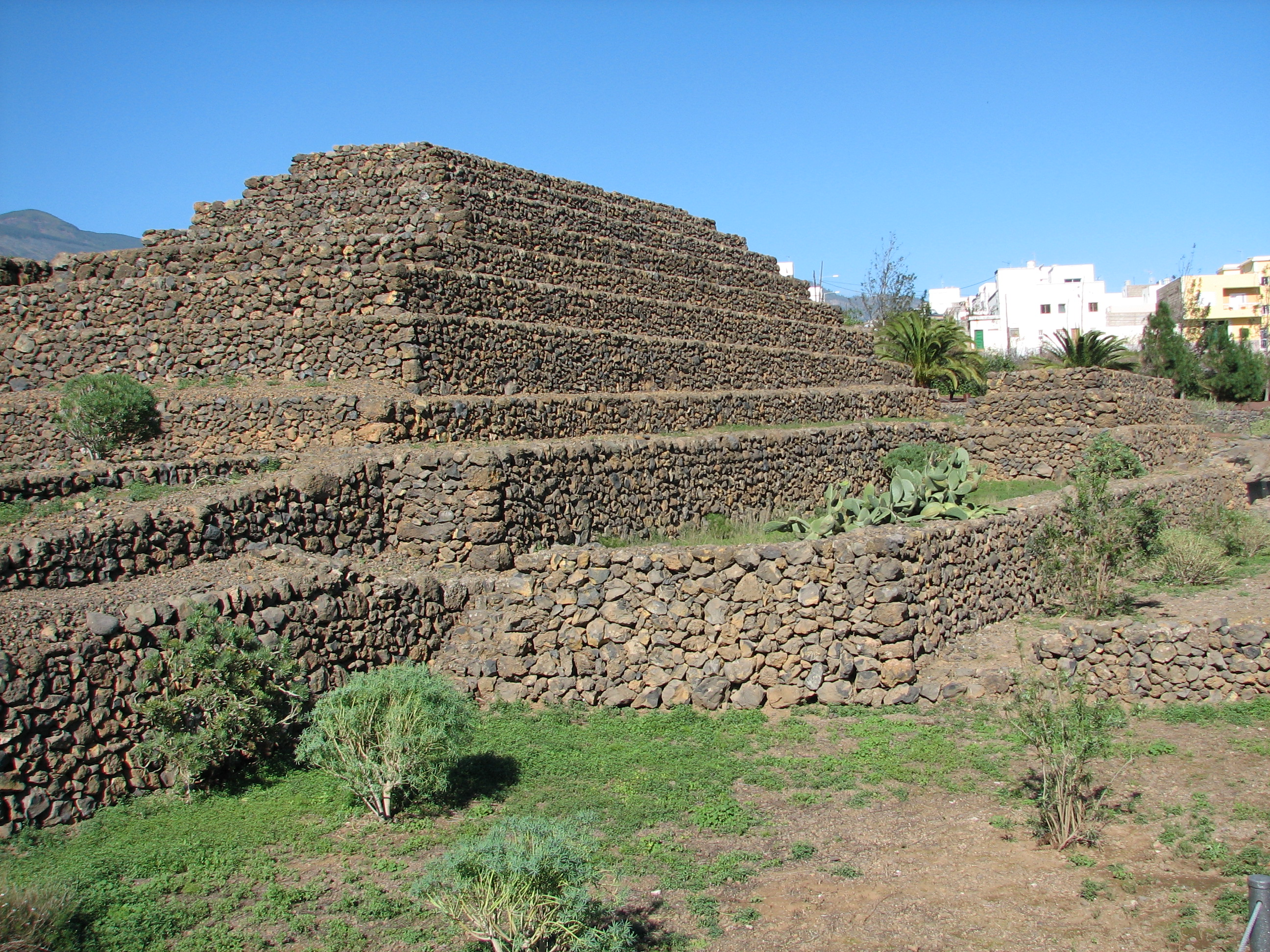
Una de las Pirámides de Güímar
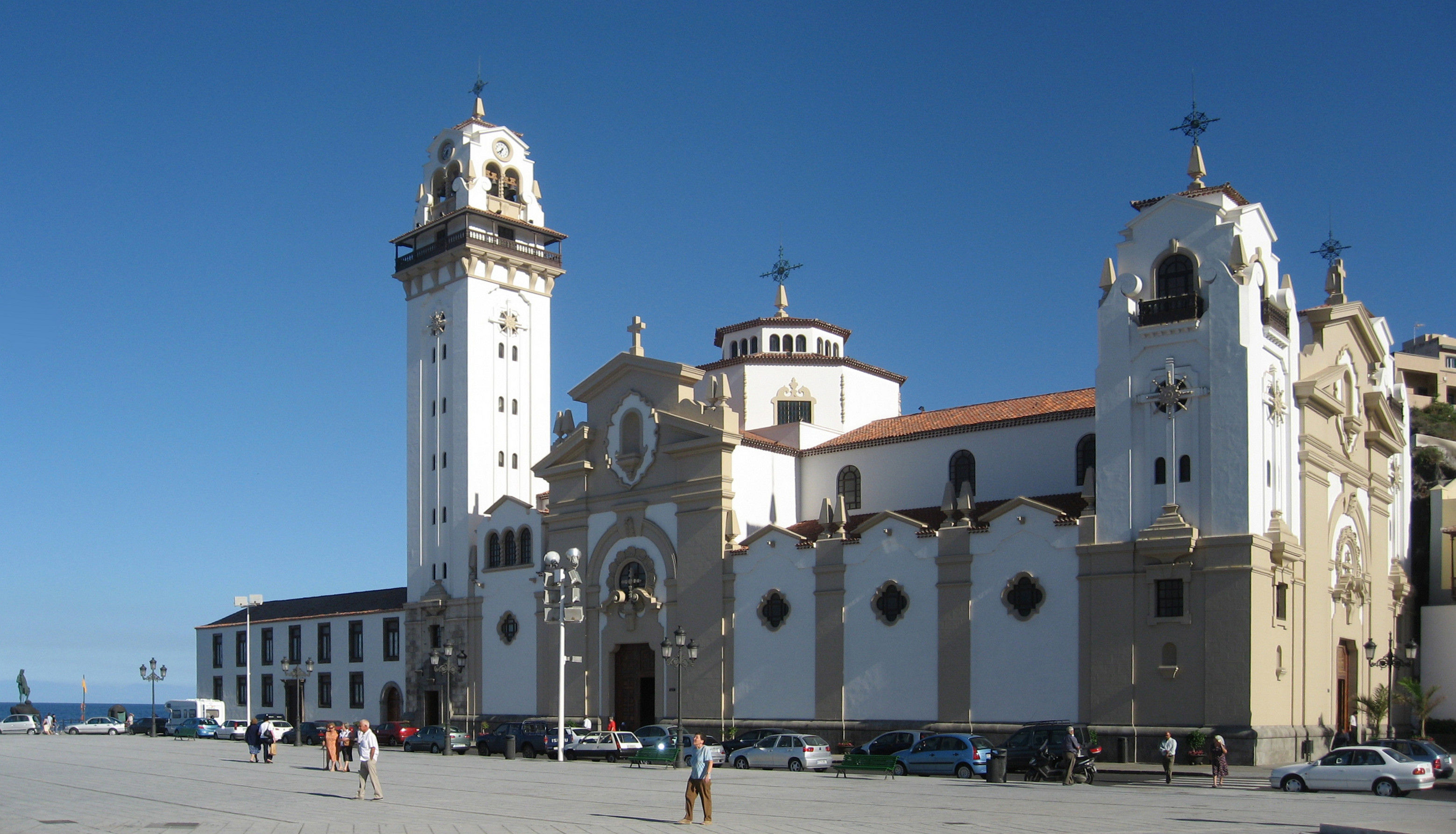
Basílica de Nuestra Señora de la Candelaria
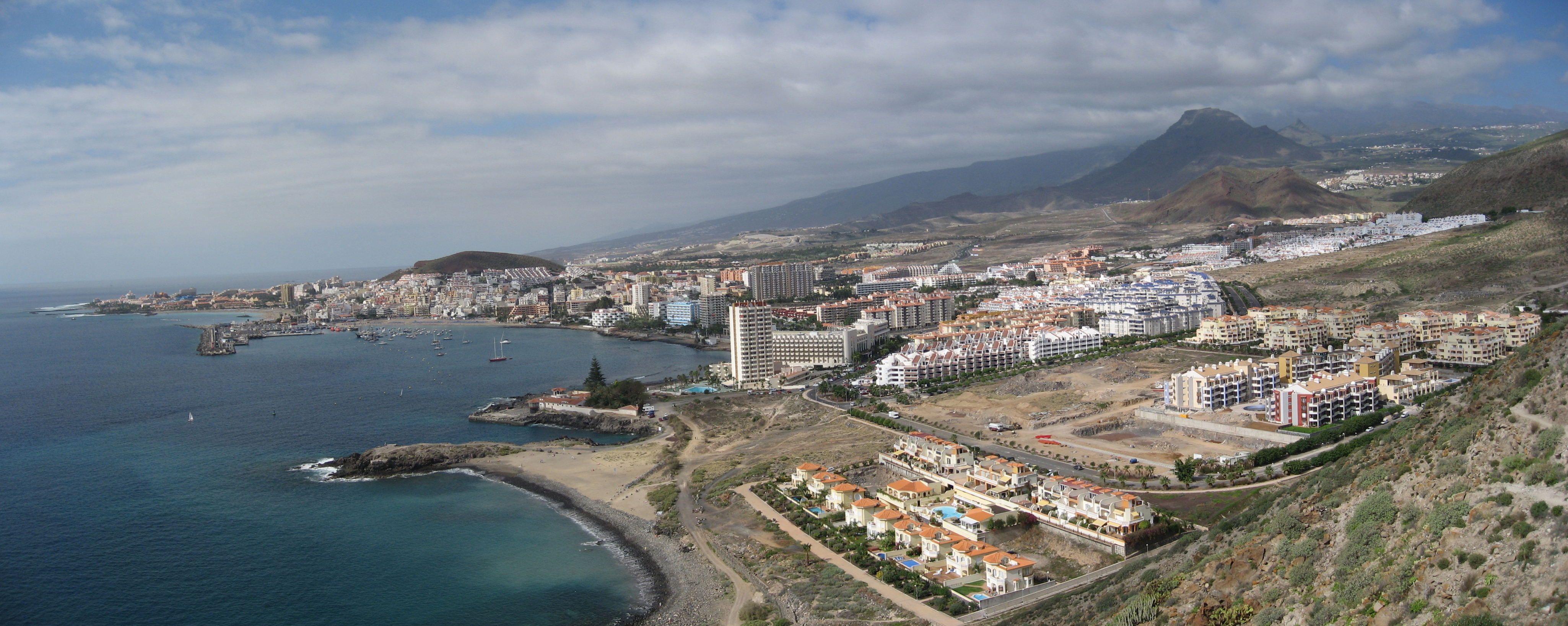
Los Cristianos
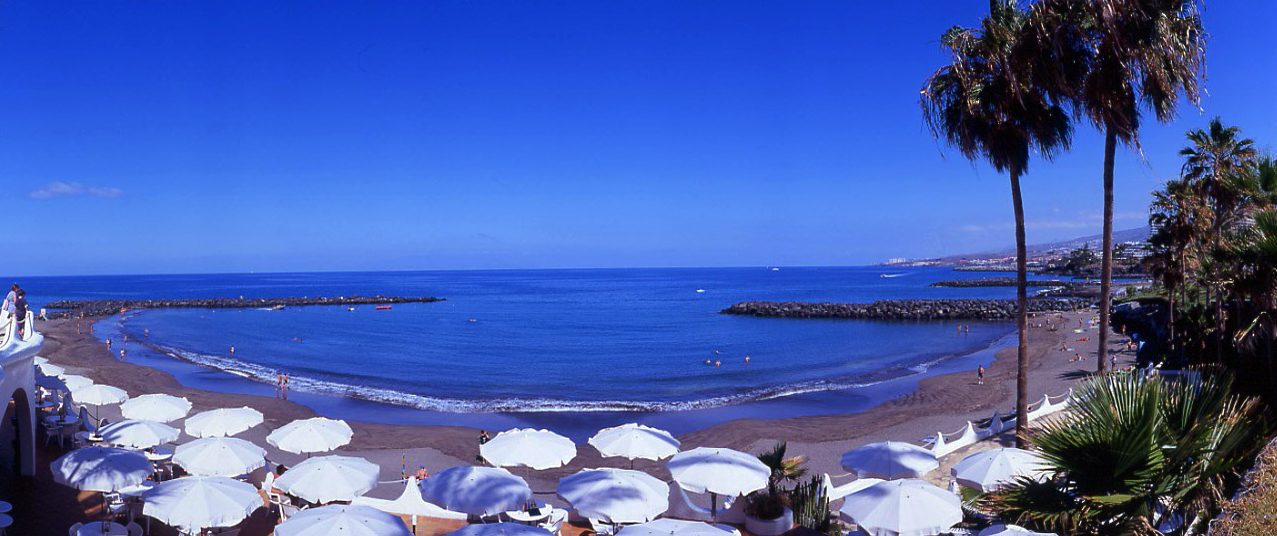
Playa de Troya en Costa Adeje
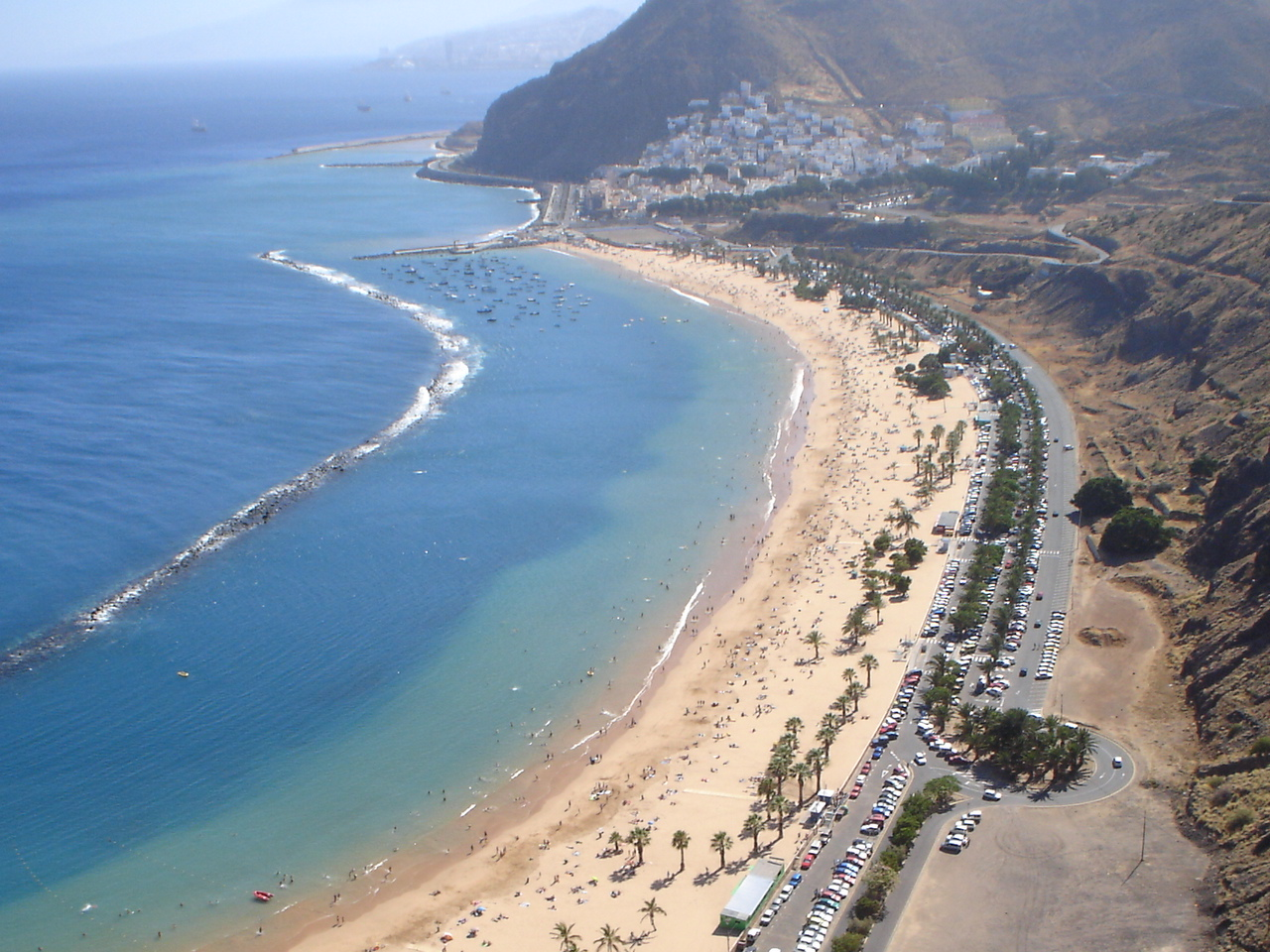
Playa de Las Teresitas
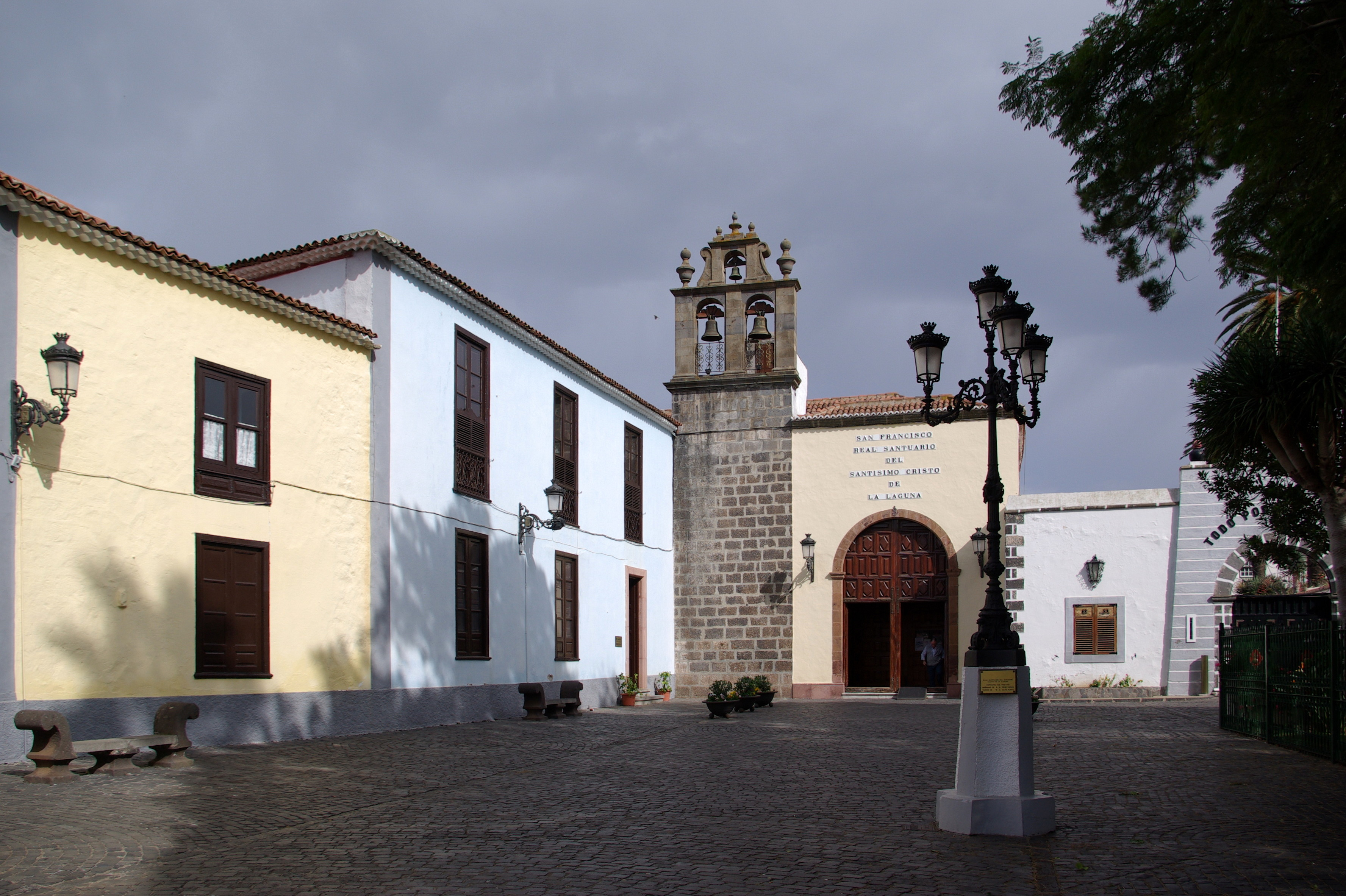
Real Santuario del Santísimo Cristo de La Laguna
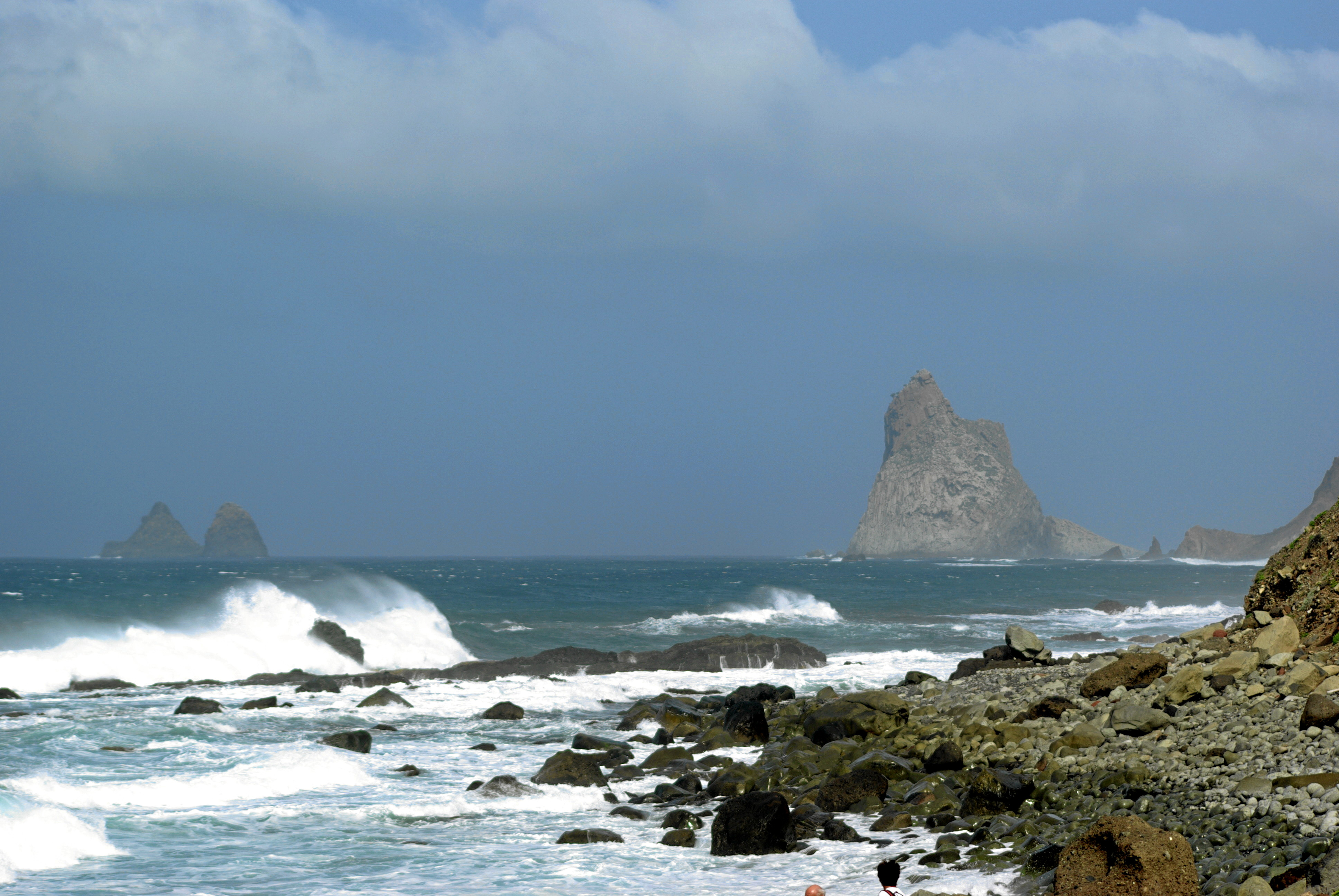
Roques de Anaga

## Historia

### Población prehispánica: guanches

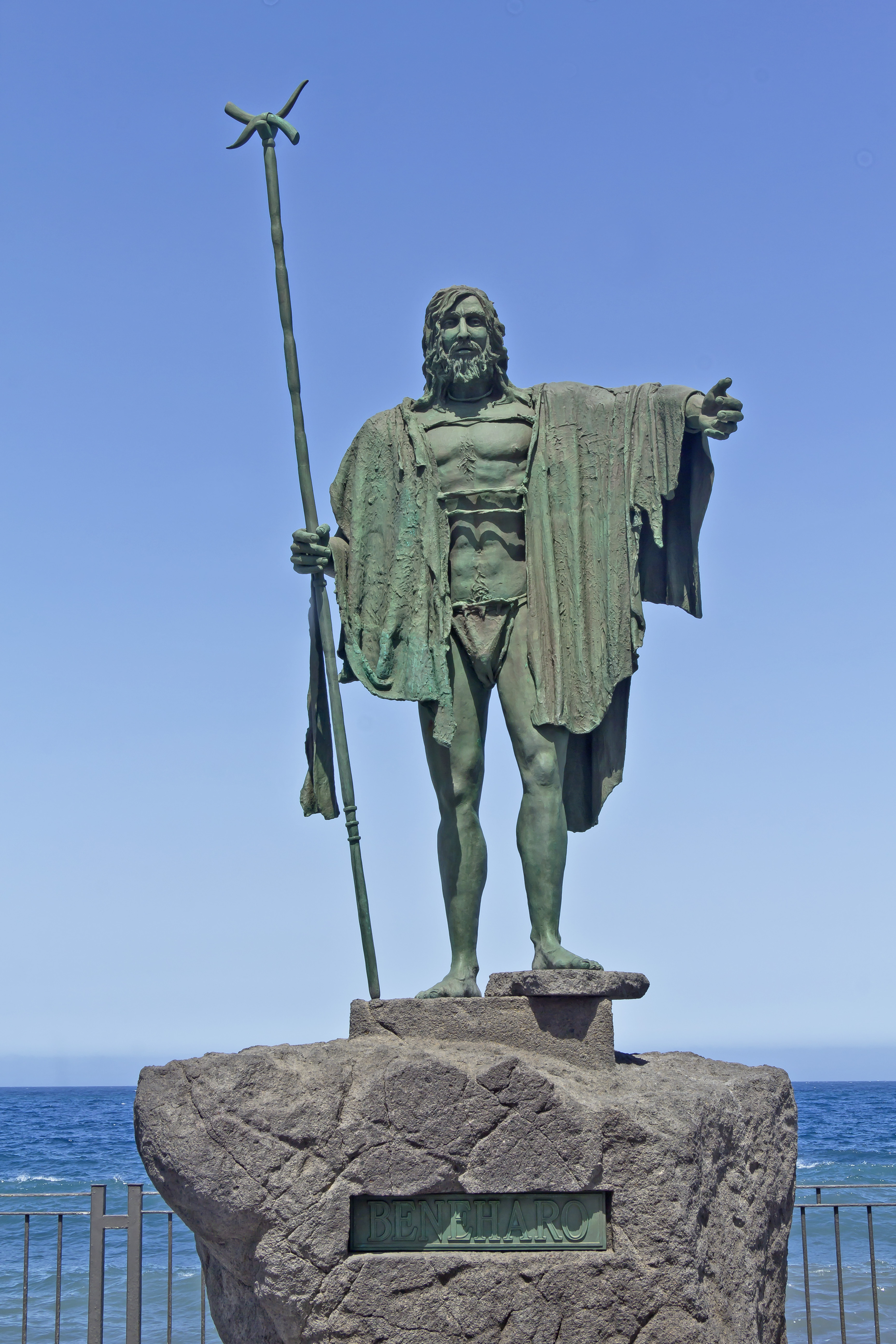
Beneharo, Mencey de Anaga, en la plaza de la Patrona de Canarias

Los guanches debieron llegar a Tenerife en un período comprendido desde antes del siglo V a. C. hasta el comienzo de la Era Cristiana. Durante casi 2000 años, poblaron la isla y trataron de adaptarse a sus particularidades medioambientales hasta que en 1496 fueron sometidos por las tropas españolas.
La zona arqueológica de la Cueva de los Guanches en el municipio de Icod de los Vinos, ha proporcionado las cronologías más antiguas de Canarias, con dataciones en torno al siglo VI a. C.
Respecto al nivel tecnológico, los guanches pueden ser encuadrados entre los pueblos de la Edad de Piedra, si bien esta terminología es rechazada debido a la ambigüedad que presenta. La cultura guanche se caracteriza por un desarrollo cultural avanzado, que posiblemente está en relación con los rasgos culturales bereberes importados desde el norte de África y un desarrollo tecnológico pobre, determinado por la escasez de materias primas, sobre todo de minerales que permitan la extracción de metales. Su actividad principal era el pastoreo, pero también se dedicaban a la agricultura, la recolección, la pesca, marisqueo de orilla o la artesanía.

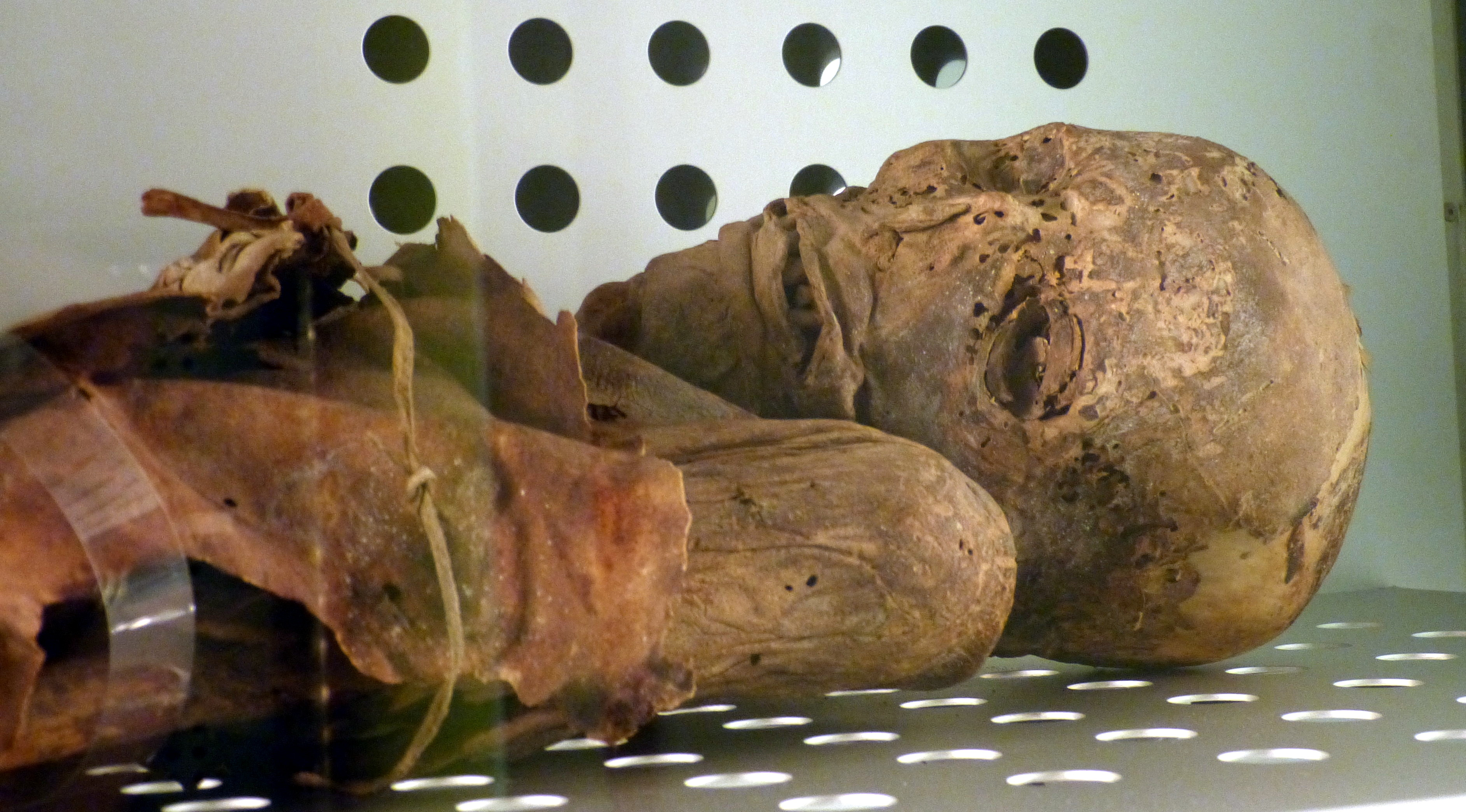
Momia guanche en el Museo de la Naturaleza y el Hombre de Santa Cruz

En cuanto a las creencias, la religión guanche era politeísta aunque el culto astral estaba generalizado. Junto a él había una religiosidad animista que sacralizaba ciertos lugares, fundamentalmente roques y montañas. Entre los principales dioses guanches se podrían destacar; Achamán (dios del cielo y supremo creador), Chaxiraxi (diosa madre identificada más tarde con la Virgen de Candelaria), Magec (dios del sol) y Guayota (el demonio) entre otros muchos dioses y espíritus ancestrales. Especialmente singular era el culto a los muertos, practicándose la momificación de cadáveres. Además, en la isla han aparecido pequeñas figurillas líticas y de arcilla de tipo antropomorfo y zoomorfo asociadas a rituales, interpretados como ídolos. Destaca entre estos el llamado Ídolo de Guatimac, el cual se cree que representa a un genio o espíritu protector.
La sociedad guanche estaba dividida en estratos definidos por la riqueza, en cabezas de ganado especialmente, diferenciándose por un lado la nobleza y por otro el pueblo. La isla se dividía en territorios cuyo rey era el mencey (nombre dado al monarca de los guanches de Tenerife, que regía un menceyato o territorio). Unos cien años antes de la conquista, existía un mencey llamado Tinerfe el Grande, hijo del mencey Sunta. Tinerfe tenía su corte en Adeje desde donde gobernaba toda la isla. A su muerte, sus nueve hijos se rebelaron y se repartieron la isla en nueve menceyatos y dos achimenceyatos independientes (llamados capitanías por los conquistadores). Los menceyatos y sus menceyes (por orden de descendencia) fueron los siguientes:

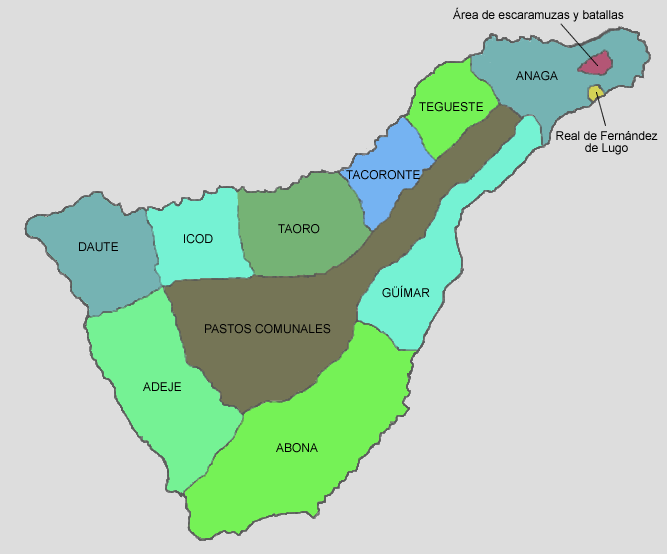
Mapa territorial previo a la conquista

- Taoro: Actualmente Puerto de la Cruz, La Orotava, La Victoria de Acentejo, La Matanza de Acentejo, Los Realejos, Santa Úrsula sus menceyes fueron Bentinerfe, Inmobach, Bencomo y Bentor.
- Güímar: En la actualidad El Rosario, Candelaria, Arafo, Güímar y sus menceyes fueron Acaymo, Añaterve y Guetón.
- Abona: Fasnia, Arico, Granadilla de Abona, San Miguel de Abona, Arona y sus menceyes fueron Atguaxoña y Adxoña (o Adjoña).
- Anaga: Santa Cruz de Tenerife y San Cristóbal de La Laguna (la zona de la propia laguna) y sus menceyes fueron Beneharo y Beneharo II.
- Tegueste: Tegueste, parte de la zona costera de La Laguna y la propia vega lagunera, sus menceyes fueron Tegueste I, Tegueste II y Teguaco.
- Tacoronte: Tacoronte y El Sauzal y sus menceyes fueron Romen y Acaimo.
- Icode: San Juan de la Rambla, La Guancha, Garachico e Icod de los Vinos y sus menceyes fueron Chincanayro y Pelicar.
- Daute: El Tanque, Los Silos, Buenavista, Santiago del Teide y sus menceyes fueron Cocanaymo y Romen.
- Adeje: Guía de Isora, Adeje, Vilaflor y sus menceyes fueron Atbitocazpe, Pelinor, e Ichasagua.

También se encontraba el Achimenceyato de Punta del Hidalgo gobernado por Aguahuco (el Hidalgo pobre, hijo ilegítimo del Gran Tinerfe) y Zebenzui.
A pesar del tiempo transcurrido desde la conquista del archipiélago aún hoy se mantienen muchos topónimos que nos recuerdan el idioma de los guanches. Son muchos los lugares que, aunque con importantes variaciones, conservan su denominación prehispánica.

### Lugares de interés arqueológico
La isla cuenta además con varias zonas arqueológicas de esta época anterior a la conquista. Por lo general, este patrimonio lo representan cuevas rupestres que si bien están repartidas por toda la geografía insular, la mayoría se encuentran en la vertiente meridional.
Dos de los más importantes yacimientos arqueológicos de la isla son: la zona arqueológica de la Cueva de los Guanches, donde se han encontrado los asentamientos más antiguos de Tenerife y ha proporcionado las cronologías más antiguas del archipiélago, con dataciones en torno al siglo VI a. C. y las llamadas Cuevas de Don Gaspar, por el hallazgo de restos vegetales en forma de semillas carbonizadas, la cual constata la práctica de la agricultura en la isla de Tenerife en tiempos de los guanches. Ambos yacimientos se encuentran en el municipio de Icod de los Vinos. Destaca también en la isla, la estación solar de Masca la cual fue un santuario aborigen destinado a las celebraciones de ritos relacionados con la fertilidad y la petición de agua de lluvia. Esta se encuentra en el municipio de Buenavista del Norte.
Otros yacimientos importantes a destacar son la zona Arqueológica Los Cambados y la zona Arqueológica de El Barranco del Rey ambas en el municipio de Arona. También podríamos destacar la cueva de Achbinico (primer santuario mariano de Canarias, de época guanche-castellana) y lugar este donde han aparecido diversos utensilios arqueológicos de época guanche muy anteriores a la conquista. Otro lugar de gran interés arqueológico es el Macizo de Anaga, esta zona de la isla es uno de los lugares más ricos en hallazgos arqueológicos de Canarias. Se han hallado gran cantidad de momias guanches en este lugar así como cuevas con algunos restos de animales momificados, y piedras con inscripciones como la llamada Piedra de Anaga. Al otro lado de la isla en el municipio de El Tanque se encontró otra piedra con inscripciones la Piedra Zanata que parece haber estado relacionada con el mundo mágico-religioso de los guanches. Además en la isla se encuentran las controvertidas Pirámides de Güímar, de las cuales hay muchas hipótesis sobre su construcción, aunque aún no se ha dado una definición oficial sobre su origen.
Existen además en Tenerife vestigios que revelan la presencia púnica en la isla, como sucede en la estela llamada comúnmente Piedra de los Guanches en la localidad de Taganana. Este yacimiento arqueológico se compone de una estructura formada por un bloque de piedra de grandes dimensiones, al aire libre, que presenta grabados rupestres en su superficie. Entre estos, destaca la presencia de una representación de la diosa cartaginesa Tanit, representada mediante un símbolo en forma de botella rodeada de motivos cruciformes. Se piensa que el monumento se trataba originalmente de un ara de sacrificio vinculada a las que se encuentran en el ámbito semita y posteriormente reutilizada para el ritual aborigen de la momificación.

### Conquista

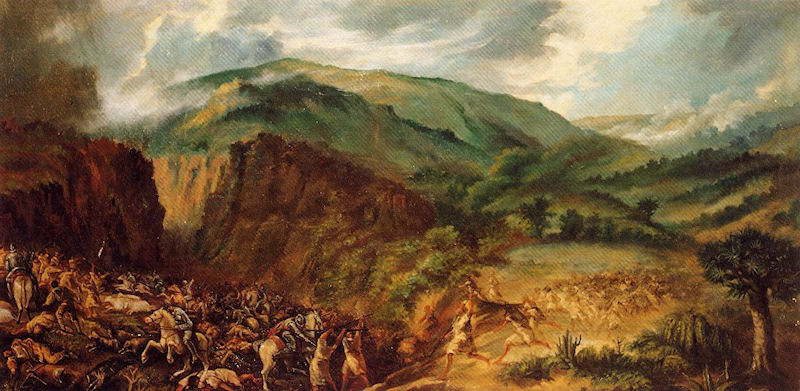
La matanza de Acentejo, según la visión decimonónica de Gumersindo Robayna, Santa Cruz de Tenerife, museo municipal de Bellas Artes

Tenerife fue la última isla de Canarias en ser conquistada y la que más tiempo tardó en someterse a las tropas castellanas. Aunque las fechas tradicionales de conquista de Tenerife se establecen entre 1494 (desembarco de Alonso Fernández de Lugo) y 1496 (conquista de la isla), hay que tener en cuenta que los intentos de anexionar la isla de Tenerife a la Corona de Castilla se remontan al menos a 1464. Desde el primer intento de conquistar la isla en 1464, hasta que se conquista definitivamente en 1496 transcurren treinta y dos años.
Ese año de 1464, tiene lugar en el barranco del Bufadero la toma de posesión simbólica de la isla por el señor de las Canarias Diego García de Herrera. Este firma un tratado de paz con los menceyes, permitiéndole poco después el mencey de Anaga construir una torre en sus tierras, donde guanches y europeos tienen tratos hasta que es demolida hacia 1472 por los mismos guanches.
En 1492 el gobernador de Gran Canaria Francisco Maldonado organiza una razia que termina en desastre para los europeos, pues son derrotados por los guanches de Anaga.
En diciembre de 1493, Alonso Fernández de Lugo obtuvo de los Reyes Católicos la confirmación de sus derechos de conquista sobre la isla de Tenerife. En abril de 1494, y procedente de Gran Canaria, desembarcó el conquistador en la costa de la actual Santa Cruz de Tenerife con una tropa de peninsulares y canarios (gomeros y grancanarios, sobre todo) formada por unos 2000 hombres de a pie y 200 a caballo. Tras levantar un fortín se dispuso a adentrarse hacia el interior de la isla.
Los menceyes de la isla de Tenerife tomaron distintas posturas en el momento de la conquista. Se constituyeron así el bando de paz y el bando de guerra, integrado el primero por los menceyatos de, Güímar, Abona y Adeje, y el segundo por Anaga, Tegueste, Tacoronte, Taoro, Icoden y Daute. El bando opositor se enfrentó tenazmente a los castellanos de modo que la conquista tinerfeña se prolongó durante dos años. Las tropas castellanas sufrieron una derrota a manos de los guanches en la Primera Batalla de Acentejo en 1494. Sin embargo, los guanches, superados por la tecnología y por las nuevas enfermedades a las cuales no eran inmunes, cayeron frente a las tropas de la Corona de Castilla en la batalla de Aguere y en la segunda batalla de Acentejo culminando la conquista en septiembre de 1496.
Como en el resto de las islas, muchos de los aborígenes fueron esclavizados, especialmente los pertenecientes al bando de guerra, mientras que buena parte de la población indígena sucumbió a enfermedades importadas como la gripe y, probablemente, la viruela, enfermedades infecciosas para las que aquella sociedad neolítica, debido a su aislamiento, no había desarrollado su sistema inmune. Tras la conquista, y especialmente durante el siglo posterior a ella, se fue produciendo una repoblación y colonización paulatina de la isla con la llegada de inmigrantes provenientes de diversos territorios pertenecientes al incipiente Imperio Español (Portugal, Flandes, Italia, Alemania).
Los bosques insulanos se vieron gradualmente afectados por el crecimiento poblacional y por la consecuente necesidad obtener terrenos despejados que permitieran la explotación agrícola para consumo propio y para la exportación. Así fue el caso de la introducción del cultivo de la caña de azúcar a principios del siglo XVI mientras que, en siglos sucesivos, la economía de la isla se centró en el aprovechamiento de otros cultivos tales como la vid y la cochinilla para fabricar tintes, así como el plátano.

### Comercio americano

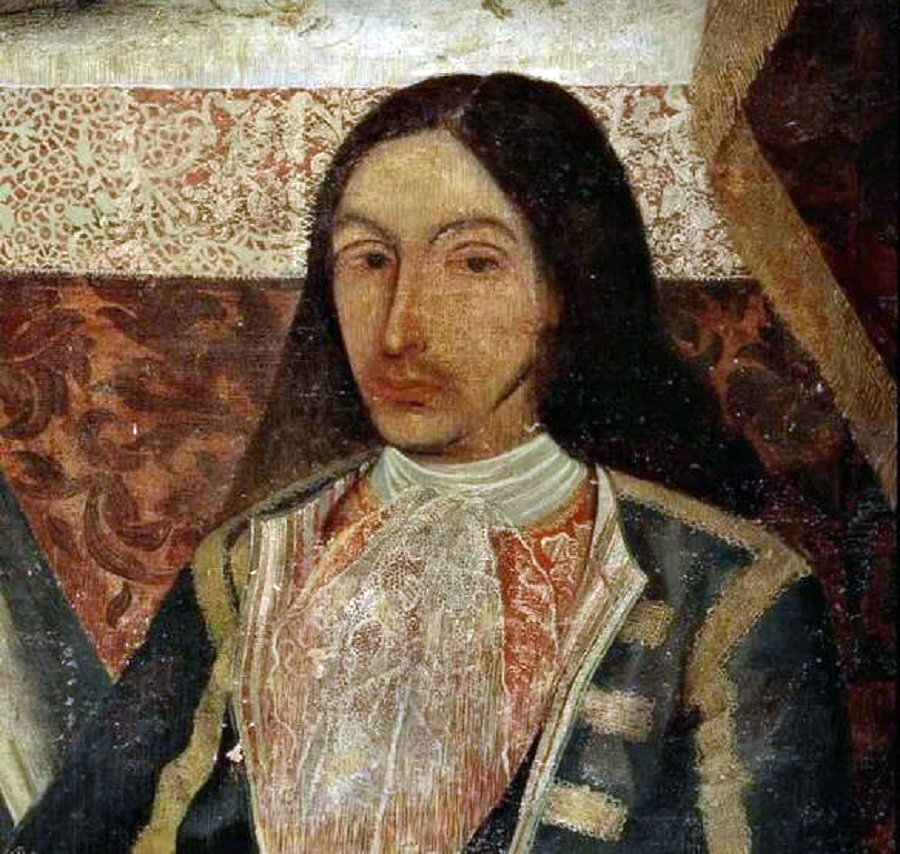
Amaro Pargo (1678-1741), corsario y comerciante tinerfeño que participó en la Carrera de Indias (la ruta del comercio hispano-americano)

Durante el siglo XVIII tras la guerra de sucesión española se desarrolla en Canarias el llamado comercio canario-americano, el cual estaba regulado por una Real Cédula de 1697. Esta concedía el comercio canario con América por espacio de ocho años y lo limitaba a 1000 toneladas. A Tenerife le correspondían 600, a La Palma 300 y 100 a Gran Canaria.
Tenerife era en este sentido la isla hegemónica, pues superaba el 50 % del número de navíos y el 60 % del tonelaje. En las islas de La Palma y Gran Canaria el porcentaje giraba en torno al 19 % para la primera y el 7 % en la segunda. Se desconoce el volumen del tráfico entre las Indias y Canarias, pero debió de ser muy importante y estaba concentrado casi exclusivamente en Tenerife.
Entre los productos que se exportaban destacaban: la cochinilla, el ron, y la caña de azúcar, los cuales eran desembarcados principalmente en los puertos americanos de La Guaira, La Habana, Campeche y Veracruz. La importancia de Tenerife supuso el impulso decisivo del puerto de Santa Cruz de Tenerife, que se convirtió en el único puerto comercial de la isla, superando en importancia a los de Garachico y Puerto de la Cruz en el comercio indiano.
Muchos navegantes tinerfeños se sumaron a este comercio marítimo transcontinental, entre los que destacan el corsario Amaro Rodríguez Felipe, más comúnmente conocido como Amaro Pargo. Su participación en la carrera de Indias comenzó en el bienio 1703-1705. Fue capitán de la fragata El Ave María y las Ánimas, navío con el que navegó desde el puerto de Santa Cruz de Tenerife hasta el de La Habana. Entre otros importantes marinos tinerfeños de la época destacan también, Juan Pedro Dujardín y Bernardo de Espinosa, ambos compañeros de Amaro Pargo.
Con la aplicación general del libre comercio en 1778 y la guerra de Independencia de los Estados Unidos, supuso la paralización total del tráfico, hasta la paz de 1783. A partir de aquí esta ruta comercial comenzó a decaer. A finales del siglo XVIII y principios del siglo XIX, el comercio canario-americano tomó su fin debido a una etapa de gran conflictividad bélica entre países que paralizó por varios años el comercio.

### El ataque de Horatio Nelson

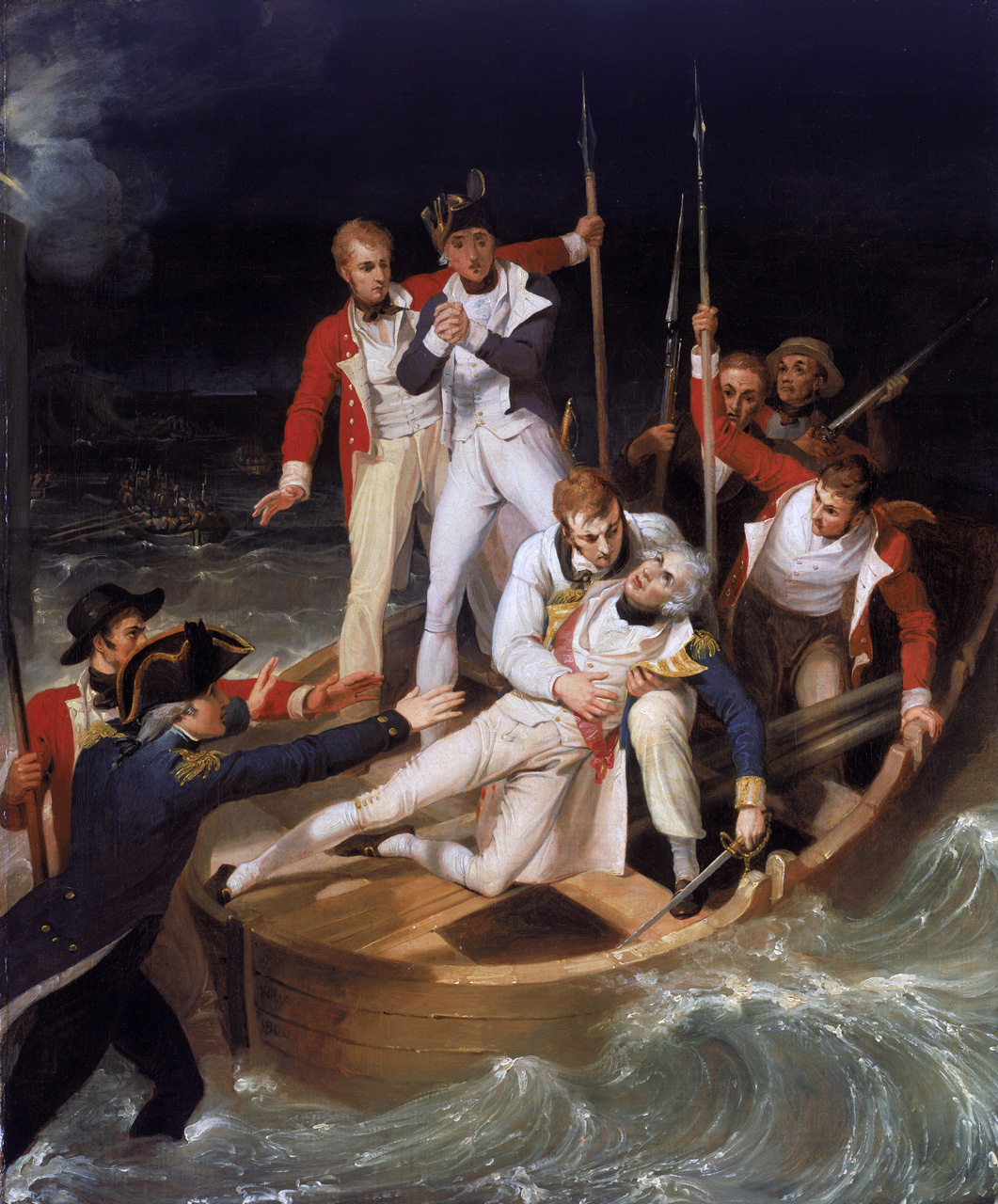
Horacio Nelson cae herido durante el ataque

Tenerife fue atacada, como las otras islas, por corsarios de varias nacionalidades (franceses, ingleses, holandeses y berberiscos) varias veces a lo largo de su historia, según el devenir de las alianzas y guerras de España. De entre estos ataques destaca por su lugar en la historia el ataque de los británicos de 1797.
El 25 de julio, el almirante Horatio Nelson atacó Santa Cruz de Tenerife, capital de la isla y Jefatura de la Capitanía General. Tras un feroz ataque, la defensa organizada por el general Gutiérrez repelió a los británicos. Nelson perdió su brazo derecho por una bala de cañón (dice la leyenda que del cañón Tigre) mientras intentaba desembarcar en la orilla de la costa de la zona de Paso Alto.
El 5 de septiembre, otro intento de desembarco en la región de Puerto Santiago fue repelido por los habitantes del Valle de Santiago del Teide, que lanzaron piedras a los británicos desde lo alto de los acantilados de Los Gigantes.
Otros corsarios, principalmente ingleses, también atacaron la isla de Tenerife con mayor o menor suerte, Robert Blake (1656), Walter Raleigh, John Hawkins, John Genings (1706), Woodes Rogers, entre otros.

### Emigración a América
Tenerife, del mismo modo que otras islas, ha guardado una estrecha relación con América. Desde los inicios del proceso de colonización del Nuevo Mundo, fueron varias las expediciones que antes de surcar el Atlántico hicieron escala en la isla y sumaron al pasaje numerosos tinerfeños que formaron parte integrante de las expediciones de conquista o que simplemente partieron en busca de mejores garantías de futuro rumbo al continente americano. A su vez, independientemente del tránsito humano fue importante el intercambio de especies animales y vegetales que se estableció entre las dos tierras.
Tras un siglo y medio de relativo crecimiento alrededor del año 1670 el complicado comercio exterior del sector vitivinícola propició la emigración de muchas familias especialmente hacia Venezuela y Cuba. Además por esas fechas surgió el interés por parte de la Corona de poblar aquellas zonas vacías de América a fin de evitar su ocupación por otras potencias, como había ocurrido en el caso de los ingleses con Jamaica (1655) o los franceses Guayanas o el oeste de La Española (1697) de manera que también importantes remesas de canarios y entre ellos tinerfeños partieron hacia el nuevo destino colombino. La creciente agricultura cacaotera en Venezuela y tabaquera en Cuba, de finales del siglo XVII y principios del siglo XVIII, contribuyó a la despoblación casi íntegra de localidades como Buenavista del Norte, Vilaflor o El Sauzal. Testimonio de la historia emigrante de la isla fue la fundación en las afueras de Santo Domingo del poblado de San Carlos de Tenerife en 1684. Este poblado fundado esencialmente por tinerfeños se creó con un claro objetivo estratégico ya que permitía preservar la ciudad del asedio de los franceses establecidos en la parte occidental de la isla de La Española. Entre 1720 y 1730 fueron trasladadas por la Corona 176 familias canarias, entre ellas numerosas tinerfeñas a la isla caribeña de Puerto Rico. En 1726, en torno a 25 familias isleñas emigraron a América para terminar fundando la ciudad de Montevideo. Cuatro años más tarde, en 1730, partió otro grupo que, al año siguiente, fundó la ciudad de San Antonio de Texas, en Estados Unidos. Luego, entre 1777 y 1783, el puerto de Santa Cruz de Tenerife despidió a los fundadores de San Bernardo, en el estado de Luisiana, y también a algunas remesas con rumbo a Florida.
En junio de 1787, Tenerife vio llegar a la Primera Flota que se dirigía a la Bahía de Botany, formada por 11 barcos que partieron de Portsmouth (Inglaterra) el 13 de mayo de 1787 para fundar la colonia penal que se convertiría en el primer asentamiento europeo en Australia. La flota estaba formada por dos buques de la Marina Real, tres barcos de aprovisionamiento y seis barcos de convictos que transportaban entre 1000 y 1500 convictos, infantes de marina, marineros, funcionarios civiles y personas libres (los relatos difieren sobre las cifras), y una gran cantidad de provisiones. El 3 de junio de 1787, la flota ancló en Santa Cruz, en Tenerife, donde se llevó a bordo agua fresca, verduras y carne. El comandante de la flota, el capitán Arthur Phillip, y los oficiales principales fueron agasajados por el gobernador local, mientras que un convicto intentó escapar sin éxito. El 10 de junio zarparon para cruzar el Atlántico hacia Río de Janeiro, aprovechando los vientos alisios y las corrientes oceánicas favorables.
Debido a los problemas económicos derivados de la escasez de materias primas y de la lejanía con respecto a Europa, la emigración al continente americano, eminentemente a Cuba y Venezuela, continuó en los siglos XIX y principios del XX. Desde hace décadas, con las nuevas políticas de protección de la economía canaria y con el auge de la industria turística la dinámica migratoria se ha invertido, y hoy es Tenerife la que atiende el retorno de estos isleños, sus descendientes y otros inmigrantes perdurando así el influjo que germinó cinco siglos atrás.

### Erupciones volcánicas históricas
Las erupciones volcánicas acontecidas en Tenerife de las que se tiene indudable constancia histórica se limitan a cinco. La primera de ellas fue en 1492 en el volcán Boca Cangrejo que fue observada por Cristóbal Colón. La siguiente ocurrió en el año 1704, cuando entraron en erupción, de forma sincrónica, los volcanes de Arafo, Fasnia y Siete Fuentes. Dos años más tarde, en 1706, tuvo lugar la erupción de mayor magnitud de las históricas al entrar en erupción el volcán de Trevejo. Este arrojó grandes cantidades de lava que sepultaron la ciudad y puerto de Garachico, en aquel entonces el más importante de la isla. La última erupción volcánica del siglo XVIII se produjo en 1798 en las Cañadas de Teide, concretamente en Chahorra. Finalmente, en 1909 la actividad eruptiva irrumpió en el volcán de Chinyero, en el municipio de Santiago del Teide. Posteriormente a esa fecha y hasta la actualidad no se han producido nuevas erupciones en la isla. Además, a pesar de la naturaleza absolutamente volcánica de Tenerife, los cinco episodios eruptivos históricos no han ocasionado víctima mortal alguna.

### Historia reciente
Otros visitantes menos hostiles llegarían a la isla en siglos sucesivos. En 1799 el naturalista Alexander von Humboldt ascendió el pico del Teide y comentó la belleza de la isla.
Numerosos turistas comenzaron a visitar Tenerife a partir de la década de 1890, especialmente las ciudades norteñas de Puerto de la Cruz (primer municipio turístico de Canarias mediante orden ministerial del 13 de octubre de 1955 que lo declaró ’Lugar de Interés Turístico’) y Santa Cruz de Tenerife.
En marzo de 1936, el general Francisco Franco fue destinado a Tenerife por el gobierno republicano, temeroso de su influencia militar y política, con el fin de alejarlo de los centros de poder.

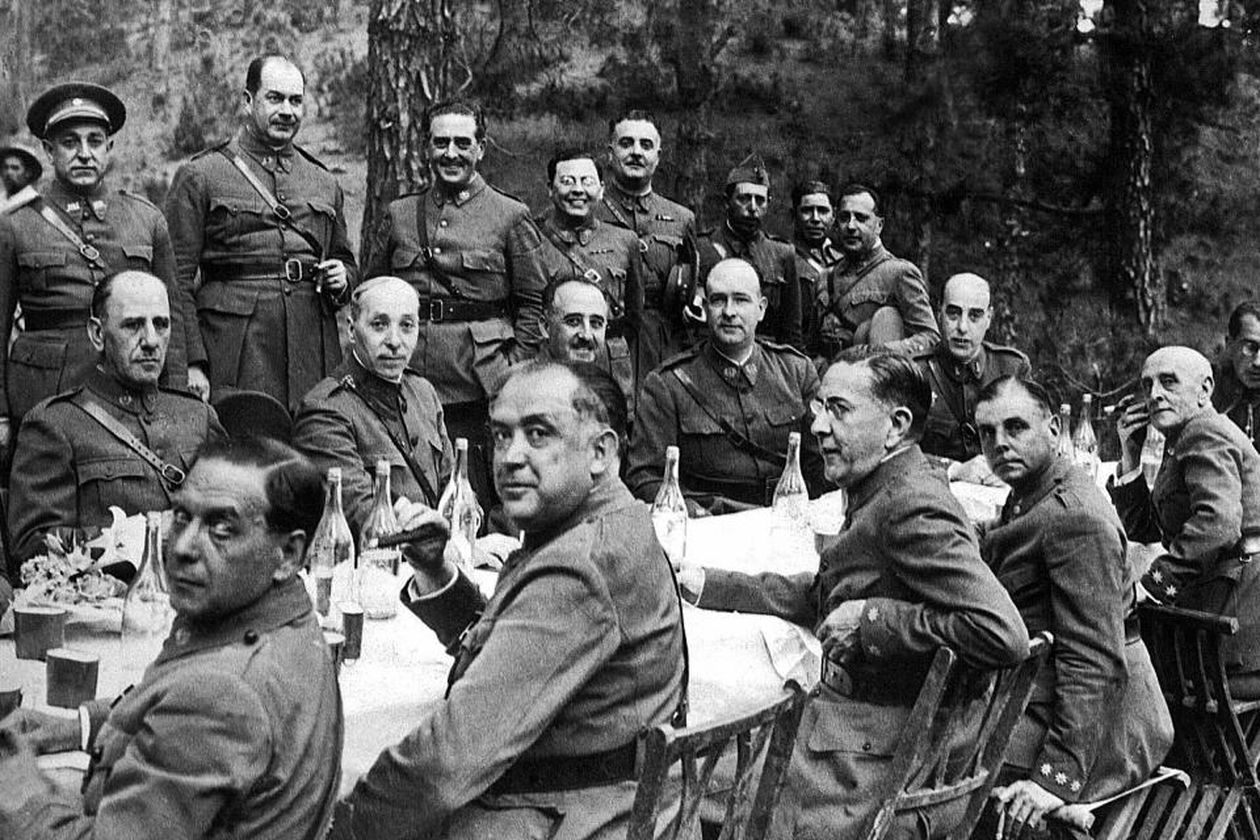
Francisco Franco reunido con militares durante unas maniobras en Tenerife (1936).

La colisión entre dos aviones ocurrida el 27 de marzo de 1977 en el aeropuerto de Tenerife Norte, al norte de la isla, sigue siendo el accidente con mayor número de muertos de la historia de la aviación. Los aviones implicados en la tragedia tenían como destino Gran Canaria, pero habían sido desviados a Tenerife debido a la explosión de una bomba (colocada por el grupo terrorista separatista MPAIAC) en el aeropuerto grancanario.

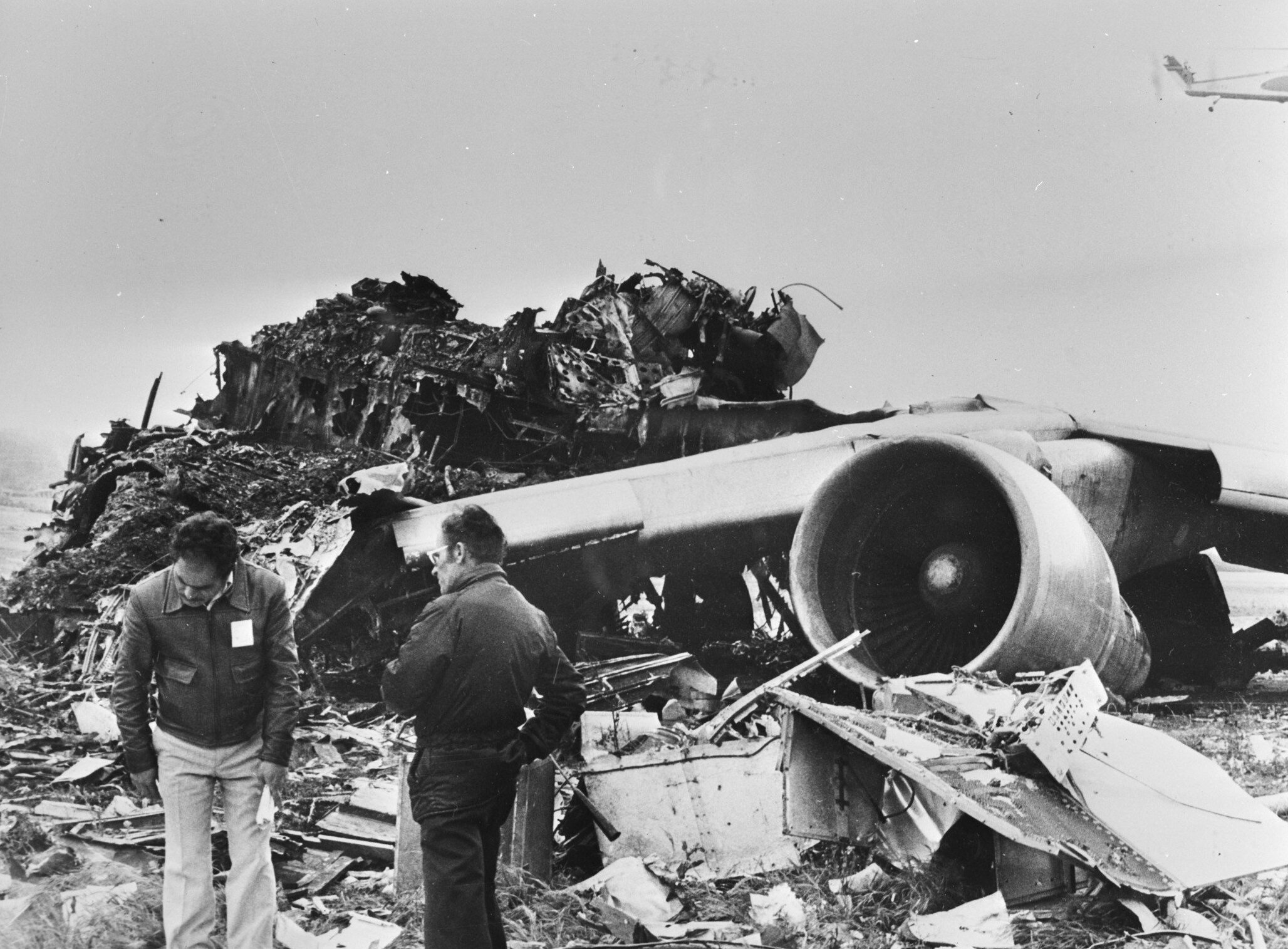
Restos del Boeing 747 de Pan Am tras el Accidente Aéreo en el Aeropuerto de Los Rodeos (1977).

Comenzando el siglo XXI tiene lugar la riada de Tenerife de 2002, el 31 de marzo de ese año. Se trató de un fenómeno de gota fría caracterizado por la caída reiterada de lluvias torrenciales acompañadas de aparato eléctrico, afectando al área metropolitana de Santa Cruz de Tenerife y extendiéndose en dirección NE hacia la zona de San Andrés. Las lluvias ocasionaron 8 muertos, 12 desaparecidos y decenas de heridos. Además de las pérdidas humanas la riada causó cuantiosos daños materiales, 70 000 personas sin luz así como la destrucción total o parcial de al menos 400 viviendas. Las pérdidas se calcularon en 90 millones de euros.
Por otro lado en noviembre de 2005, Tenerife fue la isla canaria más afectada por la tormenta tropical Delta. Se llegaron a registrar vientos de 140 km/h en la costa y casi los 250 km/h en el Teide, cumbre de Tenerife.

## Símbolos
La bandera de Tenerife fue adoptada originariamente en 1845 a modo de distintivo o bandera de matrícula de la que en aquel entonces se denominaba provincia marítima de Canarias con base en el Puerto de Santa Cruz de Tenerife. En la actualidad, esta enseña representa a toda la isla de Tenerife. Fue aprobada a instancia del Cabildo Insular por Orden del Gobierno de Canarias el 9 de mayo de 1989 y publicada el 22 de mayo de 1989 en el Boletín Oficial de Canarias.
El escudo heráldico de Tenerife fue otorgado mediante diploma real el 23 de marzo de 1510, concedido por el rey Fernando V el Católico, fue expedido en Madrid a nombre de su hija Juana, reina de Castilla. El escudo se describe en campo de oro, con San Miguel Arcángel (patrono de la isla) armado superando a una montaña de su color natural de la que brotan llamas, y que representa al pico del Teide. Bajo esta montaña la isla de sinople sobre ondas azul y plata. A la derecha se observa un castillo de gules, y a la izquierda un león rampante de gules. El escudo que usa el Cabildo Insular se diferencia del que usa el Ayuntamiento de La Laguna en el lema que aparece en la bordura y en el añadido de unas ramas de palma.

### Símbolos naturales
Según una ley del Gobierno de Canarias los símbolos naturales de la isla desde 1991 son el pinzón azul y el drago.

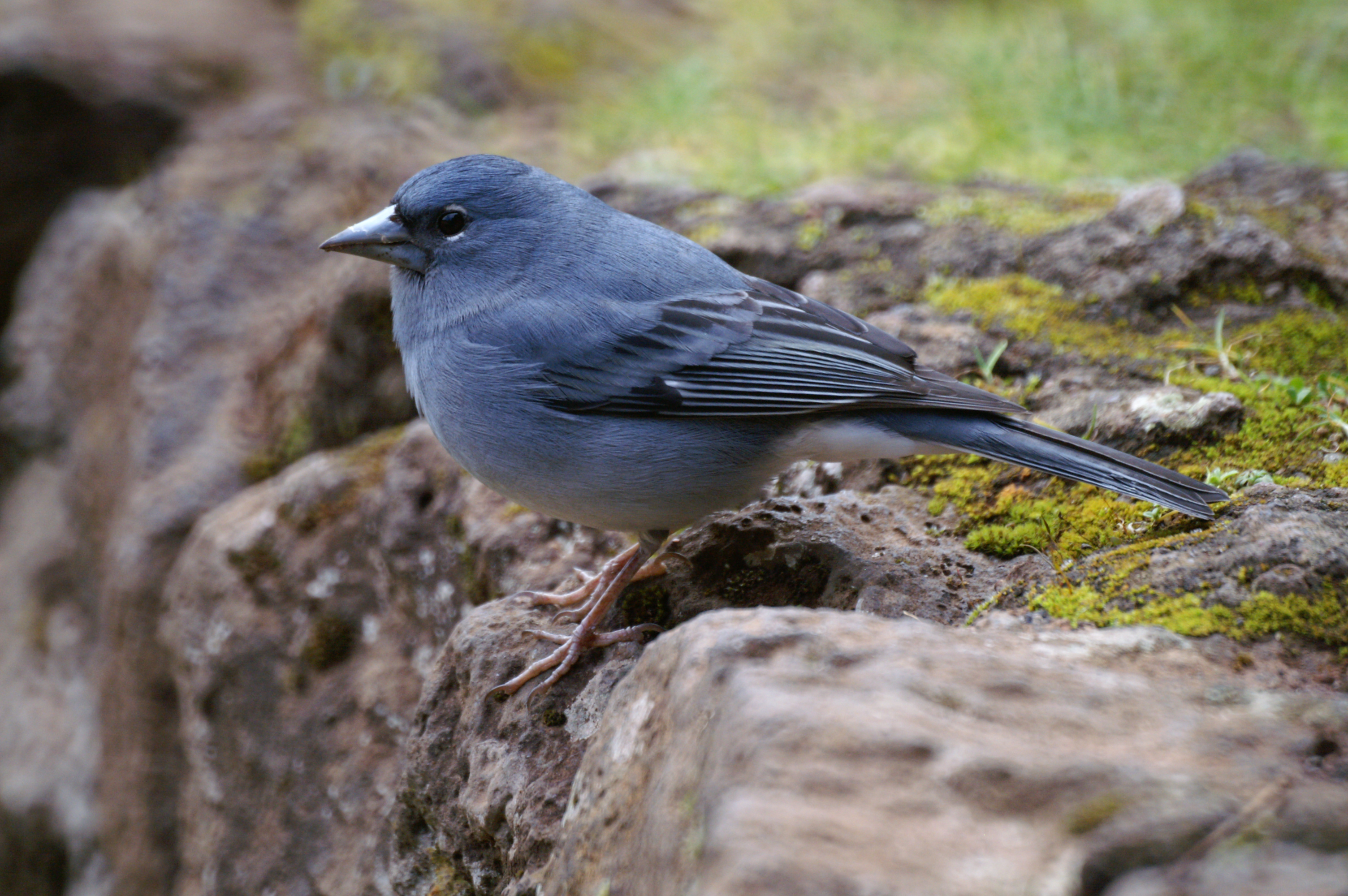
Pinzón azul

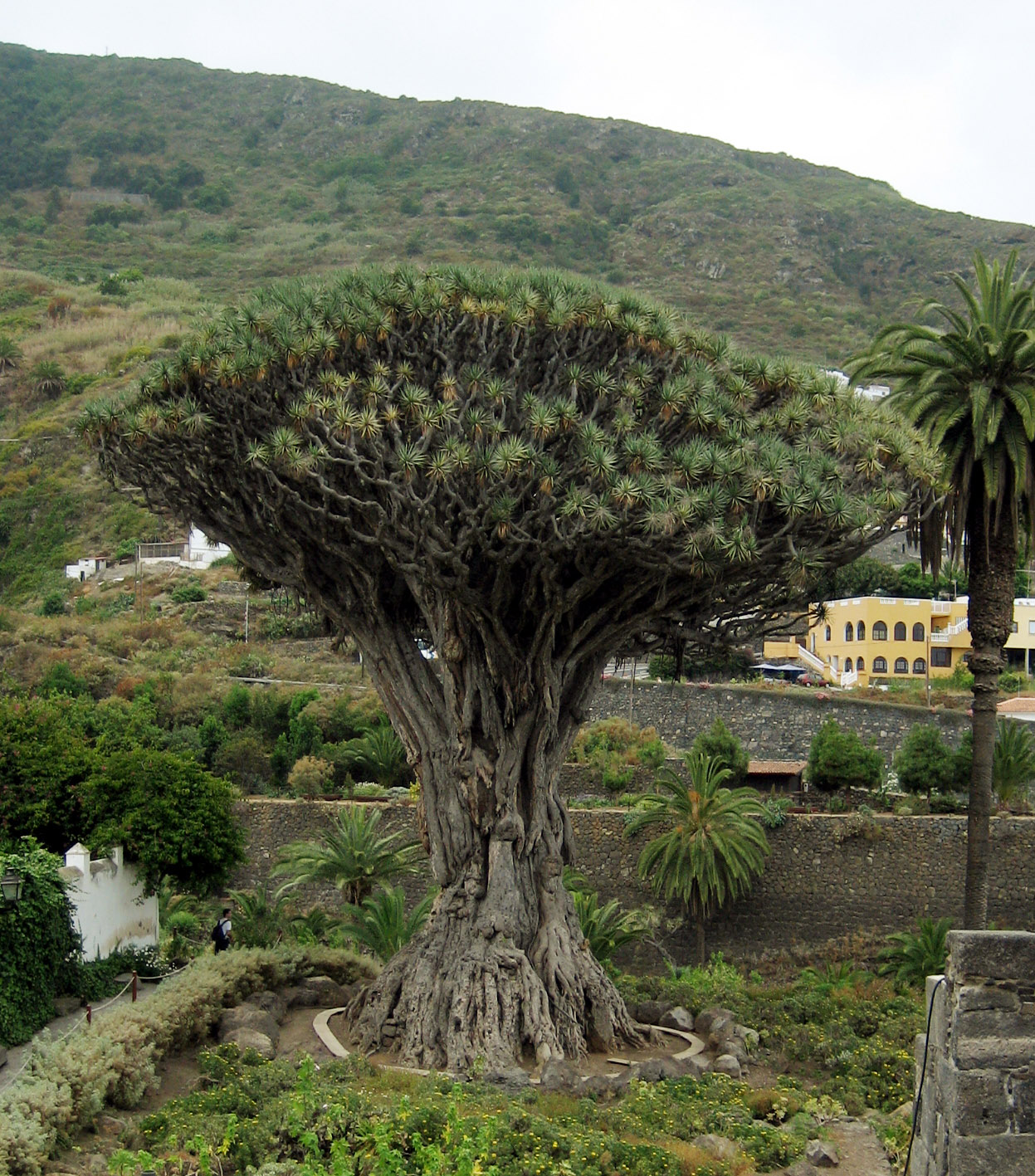
Drago de Icod de los Vinos

## Gobierno y política
El órgano de gobierno de la isla de Tenerife es el Cabildo Insular de Tenerife con sede en la plaza de España de la capital tinerfeña (Palacio Insular de Tenerife). La organización política de Canarias se caracteriza porque no posee órgano político provincial sino que cada isla posee un cabildo insular propio. En Tenerife, su presidenta en la actualidad es Rosa Dávila Mamely (CC). Desde que se constituyó en marzo de 1913 dispone de una amplia serie de competencias propias, hoy recogidas en el Estatuto de Autonomía de Canarias y reguladas por la Ley 14/1990, de 26 de julio, de Régimen Jurídico de las Administraciones Públicas de Canarias.
El Cabildo se compone de los siguientes órganos:
- Presidencia
- Pleno
- Consejo de Gobierno
- Comisiones Informativas
- Junta de Portavoces

### Municipios

División municipal de la isla

La isla de Tenerife está dividida en 31 municipios, por lo que es la isla canaria que más municipios posee.
De todos ellos, solo tres no tienen costa: Tegueste, El Tanque y Vilaflor. La Orotava es el municipio de mayor altitud de España al albergar el pico del Teide, mientras que Vilaflor de Chasna tiene la capital municipal más alta de toda Canarias al estar a 1400 metros de altitud.
El municipio más extenso con 207,31 km² es el de La Orotava, que abarca gran parte del parque nacional del Teide. El municipio más pequeño de la isla y del archipiélago es Puerto de la Cruz, con una superficie inferior a los 9 km².
La gran mayoría de estos municipios confluyen en la zona de cumbre central de la isla y a partir de ahí se extienden hacia la costa, orientándose unos hacia el norte y otros hacia el sur.
A su vez, es frecuente encontrar otro tipo de división insular, es aquella que establece el territorio según una Zona Metropolitana, alrededor del área de influencia de las ciudades de Santa Cruz y La Laguna (véase área metropolitana de Tenerife), Zona Norte (aquellos municipios que se abren al océano por el norte) y Zona Sur (aquellos que lo hacen hacia el sur). Esta división junto con la municipal se puede observar en el mapa de la derecha.
A continuación se muestra la relación de todos los municipios tinerfeños ordenados alfabéticamente:
| Adeje                | Granadilla de Abona     | Puerto de la Cruz          |
| Arafo                | Guía de Isora           | San Cristóbal de La Laguna |
| Arico                | Güímar                  | San Juan de la Rambla      |
| Arona                | Icod de los Vinos       | San Miguel de Abona        |
| Buenavista del Norte | La Guancha              | Santa Cruz de Tenerife     |
| Candelaria           | La Matanza de Acentejo  | Santa Úrsula               |
| El Rosario           | La Orotava              | Santiago del Teide         |
| El Sauzal            | La Victoria de Acentejo | Tacoronte                  |
| El Tanque            | Los Realejos            | Tegueste                   |
| Fasnia               | Los Silos               | Vilaflor de Chasna         |
| Garachico            |                         |                            |

Además, todos estos municipios se han agrupado tradicionalmente en 8 comarcas. Sin embargo, en 2011 el Cabildo de la isla, a través del Plan Insular de Ordenación de Tenerife, define hasta 11 modelos comarcales, cuyas líneas básicas coinciden en gran medida con las tradicionalmente consideradas en los trabajos que se han realizado sobre la isla desde diversos enfoques. De esta manera, la isla queda dividida en las once comarcas siguientes:
- Abona
- Acentejo
- Anaga
- Área metropolitana
- Icod-Daute-Isla Baja
- Macizo Central
- Sureste
- Suroeste
- Teno
- Valle de Güímar
- Valle de La Orotava

## Demografía
Tenerife, con una población de 967 575 habitantes empadronados a fecha de 1 de julio de 2025 (INE), es la isla más poblada de Canarias, de España y de la Macaronesia, así como la segunda más poblada del continente africano (solo por detrás de Madagascar). 
| Gráfica de evolución demográfica de Tenerife entre 1900 y 2021          |
|                                                                         |
| Residentes habituales oficiales según los censos de población del ISTAC |

El crecimiento de la población insular ha dependido en mayor medida de la llegada de personas provenientes del exterior que del crecimiento vegetativo propio, aun siendo este último superior a la media nacional. En gran parte, este fenómeno responde a la movilidad de individuos procedentes de Europa y América Latina. En los últimos años, este movimiento de población extranjera se ha intensificado, dando como resultado que más de 248 000 inmigrantes residan en la isla, frente a los poco más de 210 000 que había hace tan solo tres años atrás. De este modo, los residentes de origen extranjero representan el 25,65 % de la población total, es decir, uno de cada cuatro habitantes.
| Grupo de edad             | Población | Porcentaje |
| ------------------------- | --------- | ---------- |
| Menores de 16 años        | 116 353   | 12,03 %    |
| Edad laboral (16-64 años) | 668 411   | 69,08 %    |
| Mayores de 64 años        | 182 811   | 18,89 %    |
| Total                     | 967 575   | 100 %      |

Se sabe que tras la conquista de Canarias, Tenerife se convirtió rápidamente en la isla más poblada del archipiélago canario, distinción que mantuvo hasta bien entrado el siglo XX. Desde el censo de Aranda de 1768, Tenerife y Gran Canaria fueron siempre las dos islas más pobladas del archipiélago, ocupando Tenerife el primer lugar hasta 1940. En el último medio siglo, Gran Canaria ha sido la más poblada de Canarias, hasta 2002 cuando Tenerife la supera de nuevo.
Actualmente las otras grandes islas españolas que siguen a Tenerife en población son Mallorca con 949 047 habitantes y Gran Canaria con 863 943 habitantes en 2024. Alrededor de un 25 % de la población total de la isla de Tenerife (222 643 habitantes) lo están en su municipio capital, Santa Cruz de Tenerife, y cerca del 45 % (403 013 personas) en su área metropolitana. A diferencia de otras islas de Canarias, Tenerife tiene la población muy dispersa por diferentes ciudades y municipios. Las ciudades de Santa Cruz de Tenerife y San Cristóbal de La Laguna se encuentran urbanísticamente unidas mediante los núcleos poblacionales de La Cuesta y Taco, albergando juntas más de 359 000 habitantes, conformando el área metropolitana de Santa Cruz de Tenerife, la segunda más poblada de Canarias tras la de Las Palmas de Gran Canaria, siendo la de Santa Cruz de Tenerife además, la decimocuarta en población del país.
| Posición | País        | Población |
| -------- | ----------- | --------- |
| 1.ª      | Venezuela   | 52 536    |
| 2.ª      | Cuba        | 21 281    |
| 3.ª      | Italia      | 20 078    |
| 4.ª      | Reino Unido | 13 961    |
| 5.ª      | Colombia    | 9 899     |
| 6.ª      | Alemania    | 9 169     |
| 7.ª      | Marruecos   | 6 169     |
| 8.ª      | China       | 3 942     |
| 9.ª      | Rumania     | 3 851     |
| 10.ª     | Francia     | 3 608     |

Tenerife posee otras dos áreas metropolitanas reconocidas por el Ministerio de Fomento; el área metropolitana de Tenerife Sur con 215 532 habitantes (2024) y el área metropolitana del Valle de La Orotava con 111 606 habitantes (2024).
La isla presenta unos altos índices de población residente no registrada en los censos poblacionales. Esto ha hecho que diversas fuentes señalen que más de un millón de habitantes de hecho viven en la actualidad en la isla de Tenerife. La isla es además, la más multicultural del archipiélago al concentrar el mayor número de extranjeros empadronados ―44,9 % de los foráneos inscritos en Canarias―, los cuáles representan el 14 % de la población insulana total. Tenerife destaca también en el contexto del archipiélago, al concentrar además la mayor presencia de población extranjera no comunitaria ―procedente del exterior de la Unión Europea―.
Tenerife presenta tres grandes áreas poblaciones bien diferencias y repartidas: La Zona Metropolitana, la Zona Sur y la Zona Norte. Con varios parques naturales protegidos ―el 48,6 % del territorio― y un enjambre urbanístico alrededor de la isla, en el último medio siglo la plataforma costera insular ha pasado a convertirse en un sistema metropolitano altamente urbanizado. El alto nivel de población en un territorio relativamente pequeño ―más de 900 000 habitantes en poco más de 2000 km²― y la fuerte urbanización han convertido a la isla de Tenerife, en palabras del arquitecto Federico García Barba; en una «isla-ciudad» o «isla-anular».
Municipios con más de 25 000 habitantes
- Santa Cruz de Tenerife (211 436)
- San Cristóbal de La Laguna (160 258)
- Arona (86 624)
- Granadilla de Abona (57 143)
- Adeje (50 549)
- La Orotava (42 585)
- Los Realejos (37 522)
- Puerto de la Cruz (31 377)
- Candelaria (28 795)

El municipio de Vilaflor es el que cuenta con menor población de toda la isla (1767).

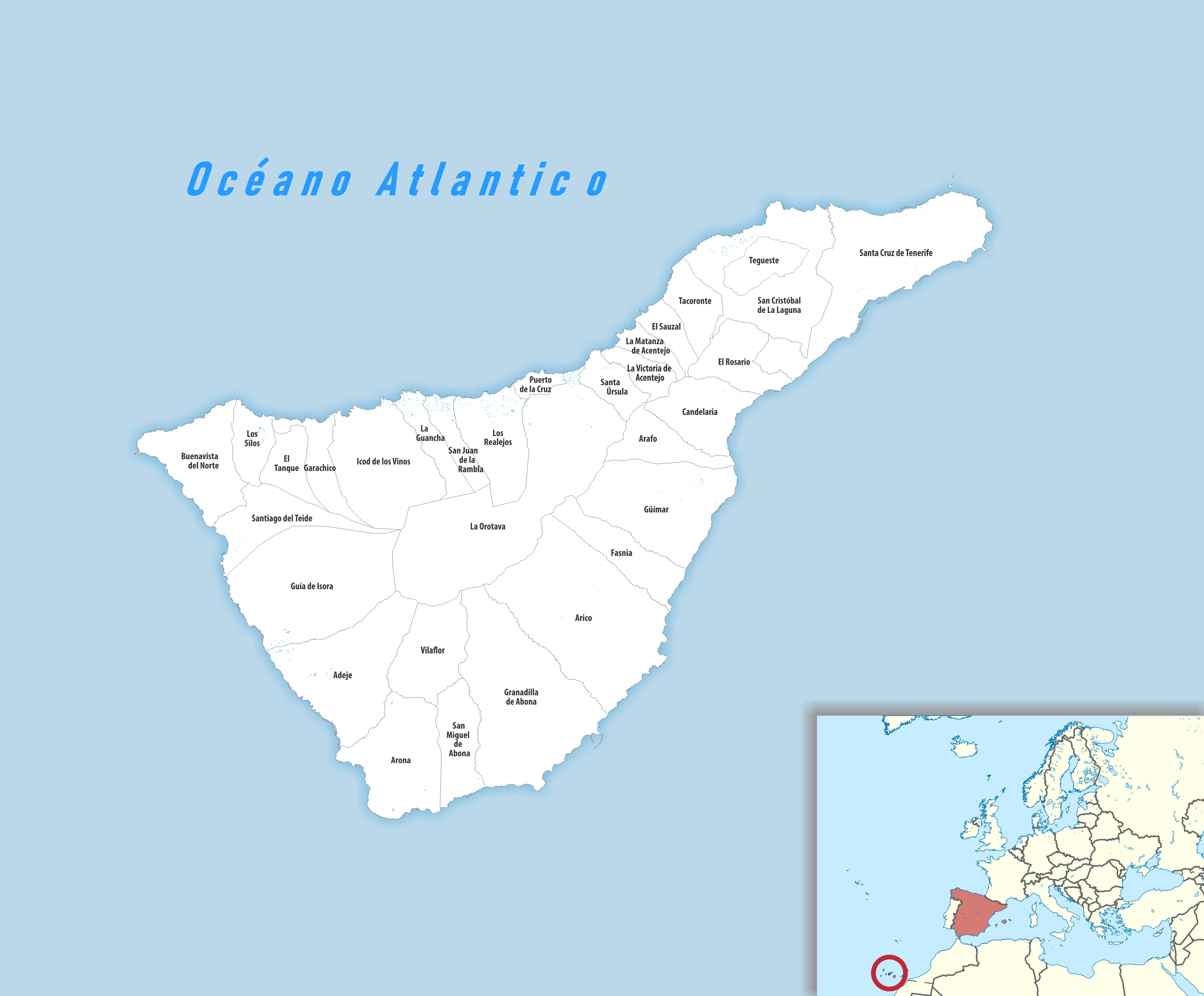
Municipios de Tenerife

En los últimos años Tenerife ha experimentado un notable crecimiento de la población muy por encima de la media estatal. En el año 1990 un total de 663 306 habitantes estaban censados en la isla, cifra que aumentó hasta los 709 365 habitantes en el año 2000. Esos datos reflejan un incremento en 46 059 personas o lo que es lo mismo, un crecimiento del 0,69 % anual en el decenio 1990-2000. Sin embargo, en el intervalo comprendido entre el año 2000 y 2007, la tasa de crecimiento se multiplicó por 4 o por 5 hasta llegar al 3,14 % anual. La población ha aumentado en este intervalo de tiempo en un total de 155 705 personas hasta alcanzar la cifra de 865 070 habitantes.
Esos resultados reafirman la dinámica actual de poblaciones en España, donde desde finales del siglo pasado el importante número de inmigrantes llegados ha permitido invertir el panorama que, el hundimiento de la tasa de fertilidad, había dibujado desde 1976. Desde 2001 la tasa de crecimiento en España se ha situado en torno al 1,7 % anual contrastando con el 3,14 % que ha experimentado la isla de Tenerife, uno de los territorios del país que mayor incremento ha sufrido en tal periodo.

## Economía
La economía de Tenerife, eminentemente agrícola y comercial hasta los años 70 del siglo XX, está basada actualmente en el sector terciario (74,6%), principalmente turismo, lo que ha propiciado el desarrollo de la construcción y los servicios vinculados a la actividad turística. En este respecto, Tenerife recibió, en 2024, 7.384.707 turistas, la mayor cifra en su historia.
Por su parte, la industria es escasa y representa en torno al 7 u 8% del Producto Interior Bruto (PIB) insular, básicamente en sectores de transformación agroalimentaria, de tabaco y de refino de petróleo (refinería de petróleo de Santa Cruz de Tenerife).
En cuanto a la construcción, esta representa un 6% de la economía insular y emplea a unas 56.000 personas en el sector.
En lo que respecta al sector primario, solo está cultivado el 10 % de la superficie, siendo de secano la mayoría (vid y papas), y de regadío una minoría (principalmente, plátanos y tomates). La agricultura de exportación está orientada al comercio con los mercados nacionales y de la Unión Europea. Se ha iniciado también la exportación de otras frutas tropicales (aguacates, piñas, mangos y otros cultivos de invernadero) y flores. La ganadería, principalmente caprina y bovina, es escasa, tras haber sufrido un importante retroceso en las últimas décadas.
Tenerife es la isla con el mayor PIB de Canarias, alcanzando una cifra estimada de 25 000 millones de euros en el año 2023. Este valor representa el 43,9 % del PIB total del archipiélago, ligeramente superior a su peso demográfico, que asciende al 42,4 % de la población canaria.
Por su parte, el PIB per cápita ascendió a 25 000 euros, situándose ligeramente por encima de la media regional. Asimismo, el presupuesto del Cabildo Insular de Tenerife para 2025 ascendió a 1127 millones de euros.
A pesar de que la economía tinerfeña está altamente especializada en el sector servicios, que integra un 78,08 % de su capacidad de producción total, la importancia del resto de sectores es clave para un desarrollo armónico de su tejido productivo. En este sentido, el sector primario, que solamente representa el 1,98 % del producto total, aglutina actividades de especial sensibilidad y para el desarrollo sostenible del territorio insular. El sector energético que contribuye con un 2,85 % ejerce un papel primordial en la implantación de energías renovables. El sector industrial que participa en un 5,80 % se configura como una actividad de interés creciente para la isla, a la vista de las nuevas posibilidades que generan los avances tecnológicos. Finalmente, el sector de la construcción con un 11,29 % del producto total tiene un carácter estratégico prioritario, por cuanto es un sector con relativa estabilidad que permite múltiples posibilidades de desarrollo. La isla fue sede de la primera entidad financiera del archipiélago canario, la Caja General de Ahorros de Canarias (CajaCanarias), que contaba con más de 1600 empleados directos y una red de más de dos centenares de oficinas en todas las islas. En 2012 esta caja de ahorros fue absorbida por CaixaBank. Cuenta también con la sede de la cooperativa de crédito Cajasiete, actualmente única entidad financiera netamente canaria. También hay que destacar que en la isla hay oficina de todos los bancos nacionales y de muchos internacionales debido a su economía fuertemente internacionalizada.
Tenerife se ha convertido en los últimos años en sede de grandes empresas internacionales como Atos, Uniconf, Traveltool, Globalia, Expedia, Japan Tobacco International, Be Live Hotels, Schreiber o Klingele, entre otras muchas. 
Es un importante polo de atracción de empresas de animación internacionales, y es que en la isla han abierto sede empresas importantes del sector como: Tomavisión, El Ranchito, Mondo TV o 3 Doubles Producciones, por nombrar algunas.
A su vez, Tenerife también se ha beneficiado recientemente de la llegada de empresas de renombre del sector de los videojuegos como, por ejemplo, No Brakes Games (desarrolladores de Human Fall Flat), Drakhar Studio (developers de los juegos de La Patrulla Canina y Hotel Transilvania) o The Game Kitchen (creadores de la reconocida saga Blasphemous que, más recientemente, se encuentran desarrollando 'All on Board', un juego de realidad virtual para juegos de mesa, en su estudio de Tenerife).
También es destacable las grandes empresas con sede central en la isla, como Hospiten, Disa, Binter (Sede dividida entre Telde y La Laguna), Encuentro Moda, Cofarte, Jesumán, Grupo Loro Parque, Tubillete, Grupo Fedola, Grupo CIO, Grupo Número Uno, Grupo Montesano, Fred Olsen, Treexor, Balmes Sistemas o Coplaca, por nombrar a algunas.

La isla se ha convertido en la última década en un importante nodo de comunicaciones a nivel mundial gracias al D-ALIX, que cuenta también con el superordenador Teide-HPC gestionado por la multinacional francesa Atos y que es el segundo más potente de España. Ambos dentro del Instituto Tecnológico y de Energías Renovables.

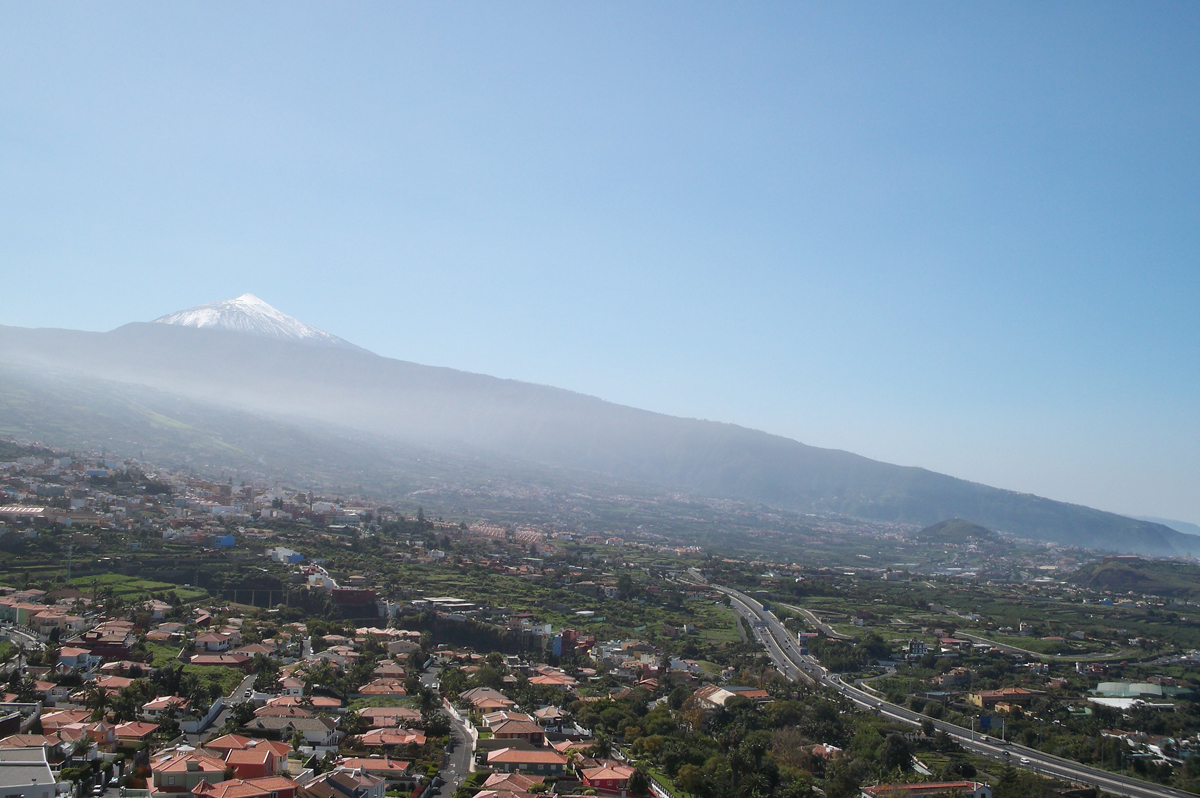
Puerto de la Cruz, situado en el Valle de La Orotava, fue el primer centro turístico de Canarias.

### Turismo
Como se indicaba en el párrafo anterior, la economía de Tenerife, al igual que la de otras islas de Canarias, se basa fundamentalmente en el turismo (60 % directo del PIB). Ya durante el siglo XIX y gran parte del XX destacaba la afluencia de turismo extranjero —sobre todo del inglés— debido a los intereses agrarios que poseía en esta isla. Tenerife atrae gran cantidad de turismo nacional e internacional (es de hecho la isla canaria más visitada turísticamente), los turistas llegan a la isla en busca de sus playas, su variada oferta cultural y su animada vida nocturna.
Más tarde con las guerras mundiales este sector se resiente, pero entrada la segunda mitad del pasado siglo comienza a evolucionar de un modo muy notable. En un principio destaca el Puerto de la Cruz por su bondadoso clima y por todos los atractivos que el valle norteño de La Orotava concentraba, pero persiguiendo captar el turismo de sol y playa, alrededor de 1980 surge el auge turístico del sur de Tenerife, donde destacan ciudades como Arona o Adeje, en torno a núcleos turísticos como Los Cristianos, Playa de Las Américas y Costa Adeje, que hoy albergan más del 65 % de las plazas hoteleras de toda la isla. Tenerife recibe cada año más de 5 millones de turistas, siendo de este modo, de entre todo el archipiélago canario, la isla preferida a este respecto. Sin embargo, este dato también pone de manifiesto la gran cantidad de recursos que esta actividad consume (espacio, energía, agua, etc.).
En la actualidad, el municipio de Adeje en el sur de la isla cuenta con la mayor concentración de hoteles 5 estrellas de Europa y además tiene el que es considerado el mejor hotel de lujo de España según World Travel Awards.
Gran importancia turística tiene también el parque nacional del Teide pues es de hecho el segundo parque nacional más visitado del mundo.
Otro atractivo de la isla (con certificación internacional Starlight) que la sitúa entre los destinos más atractivos del planeta es la belleza de su cielo estrellado. Precisamente en el parque nacional del Teide se encuentra el telescopio Gregor, el más grande de Europa, con el que se puede disfrutar de algunas de las imágenes más espectaculares de las estrellas.

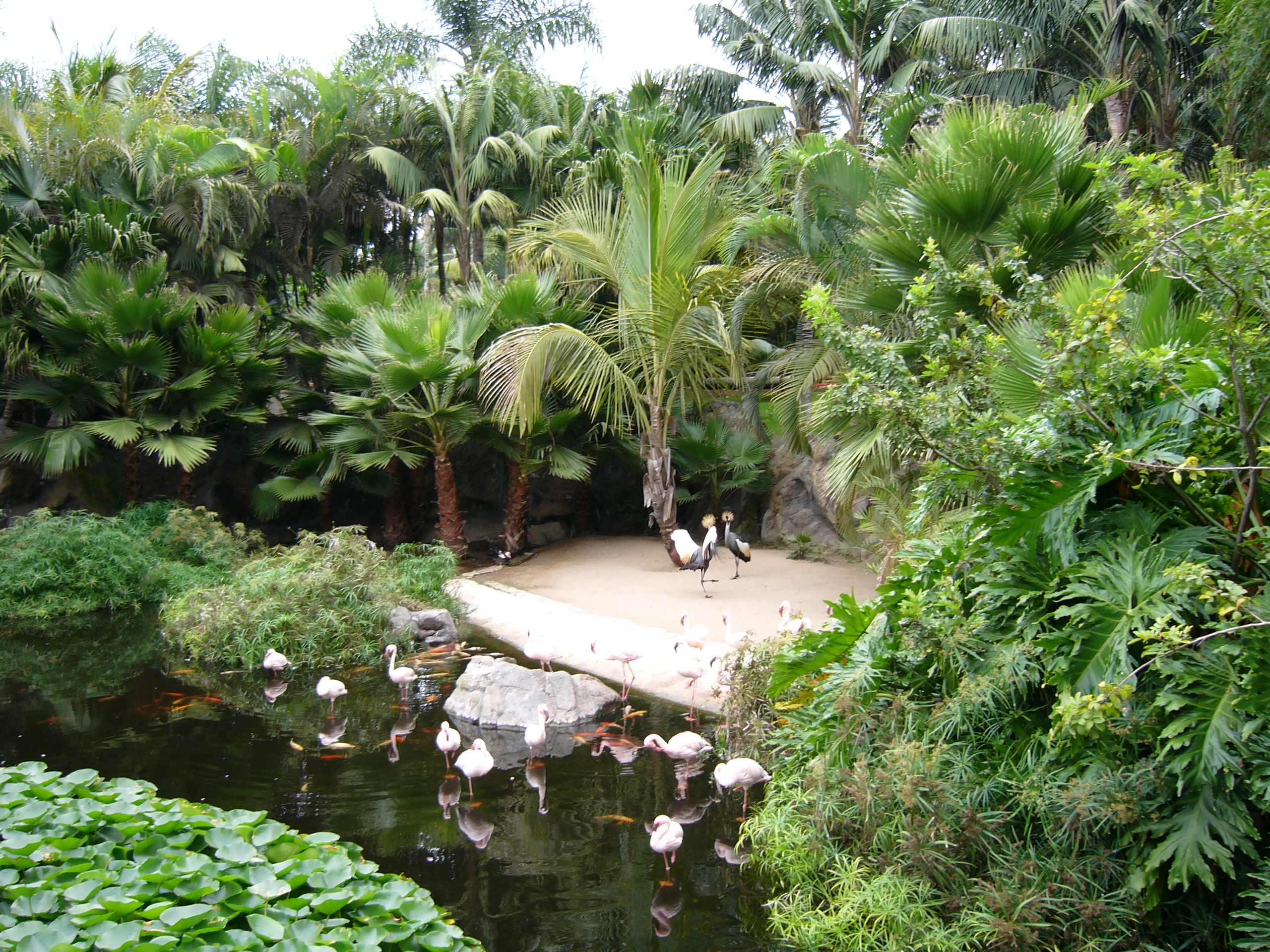
Flamencos y grullas coronadas en el Loro Parque, en el norte de Tenerife

### Turismo de negocios y reuniones
El turismo de negocios y reuniones, como actividad económica, tiene sus orígenes en los últimos años del siglo XIX y en los primeros del siglo XX. No obstante, no fue hasta bien entrada la segunda mitad de ese siglo cuando la denominada industria de reuniones se definió y reconoció como tal. Desde entonces las actividades relacionadas con la realización de eventos, de reuniones y congresos, se han ido posicionando en muchos países como uno de los sectores turísticos en alza.
Según la Asociación Internacional de Congresos y Convenciones (ICCA), España es el tercer país del mundo en este tipo de turismo. Actualmente, el turismo de negocio es un valor imprescindible para el desarrollo de la industria turística en general. El 10 % de los más de 56 millones de turistas internacionales que llegan anualmente a España lo hacen por motivos de negocio. Estos movimientos generan más de 3000 millones de euros al año. Es conveniente tener en cuenta que el gasto medio por turista de negocios y día, es de cinco veces mayor que el de un turista vacacional. Sin duda, el elevado poder adquisitivo de este tipo de visitantes es una de las claves de la importancia de este segmento del turismo.
Tenerife cuenta con una infraestructura capaz de albergar grandes y pequeños eventos de prestigio. Dispone de cinco centros de congresos multifuncionales, localizados en diferentes zonas de la Isla. Se trata de edificios emblemáticos, con carácter propio, y con capacidad para reunir hasta 4000 delegados.
Para ofrecer información y asesoramiento sobre la organización de congresos y convenciones en Tenerife, Turismo de Tenerife cuenta con un departamento especializado, el Tenerife convention bureau.

### Auditorios y palacios de congresos
- Auditorio de Tenerife: Situado en la capital, Santa Cruz de Tenerife, es una obra maestra del arquitecto Santiago Calatrava. Dispone de varios espacios de reunión, el mayor la sala sinfónica con un aforo para 1616 personas. Es uno de los principales edificios de la arquitectura contemporánea española, de hecho en 2008 el servicio postal de Correos emitió seis sellos con las obras más emblemáticas de la arquitectura española e incluyó al auditorio de Tenerife.[153]

- Centro Internacional de Ferias y Congresos: Se sitúa frente al auditorio de Tenerife y también es obra de Santiago Calatrava. Dispone de hasta 12 000 metros cuadrados para todo tipo de eventos.

- Magma Arte & Congresos: Situado en el sur de la isla, se trata de un edificio moderno, multifuncional y de gran singularidad arquitectónica con capacidad de hasta 2500 personas.

- Centro de congresos Puerto de la Cruz: En pleno corazón del Puerto de la Cruz, en medio de más de 110 000 metros cuadrados de jardines subtropicales, cuenta con una capacidad total de hasta 1000 personas.

### Parques temáticos
- Loro Parque: Es un famoso y turístico zoológico y una colección de plantas tropicales de propiedad privada. Tiene más de 150 papagayos y el primer espectáculo de loros en Europa.[154] Además tiene el delfinario más grande de Europa[154] entre otras cosas.
- Aqualand Costa Adeje: Una combinación de ocio y diversión con delfinario incluido. Es el único parque acuático con delfinario de Canarias.[155]
- Siam Park: Es el parque acuático más grande de Europa. Combina la moderna tecnología con el misterio del reino de Siam. Fue el parque acuático más visitado de España y de Europa en 2012.[156] Además posee varios récords mundiales, como por ejemplo la mayor ola artificial del mundo, de 4 m de alto.[157]
- Jungle Park, también conocido como Las Águilas del Teide: parque zoológico y botánico con más de 75 000 m² de selva y más de 500 animales, algunas de ellas exóticas. Tiene el mejor espectáculo del mundo de aves exóticas en vuelo libre.[158]

### Agricultura y pesca
A pesar de la intensa participación del turismo en el PIB tinerfeño, y en consecuencia el sector servicios, el sector primario, la industria y el comercio son responsables del 40 % restante. En concreto el sector primario ha perdido su tradicional importancia en la renta insular en beneficio de la industria y los servicios.
La contribución del sector agrario en el PIB no llega al 10 %, si bien su aportación a la isla es vital por cuanto genera beneficios difícilmente mensurables, que se relacionan con el sostenimiento de la estampa rural y el mantenimiento de valores culturales del tinerfeño. El sector agrario se desarrolla en la vertiente septentrional, lugar en el que los cultivos se distribuyen con base en la altitud: en la zona costera se cultivan principalmente tomates y plátanos, productos ambos de elevada rentabilidad dado que se exportan a la Península y al resto de Europa; en la zona intermedia proliferan los cultivos de secano, sobre todo papa, tabaco y maíz; en la zona meridional tiene relevancia el cultivo de la cebolla.
Particularmente, el cultivo del plátano figura en primer lugar en cuanto a producción se refiere, siendo Tenerife la isla que más plátanos manufactura en Canarias. La producción anual de la isla se ha consolidado en torno a unas 150 000 toneladas en estos últimos años, tras haber alcanzado un máximo de 200 000 toneladas en 1986. Algo más del 90 % del total se destina al mercado nacional, ocupando este cultivo una superficie de 4200 hectáreas. Detrás del plátano destacan los cultivos de tomates, vides, papas y flores. La pesca supone también gran parte de la economía tinerfeña (Canarias es la segunda región pesquera de España).

### Comercio e industria
El comercio posee un destacado peso en la economía tinerfeña, pues representa casi el 20 % del PIB, cuyo mayor baluarte lo supone el Puerto de Santa Cruz de Tenerife. Ya finalmente, y a pesar de los diversos polígonos industriales que existen en el territorio insular, la actividad industrial (10 % del PIB) de mayor importancia es la refinería de petróleos de Santa Cruz de Tenerife, la cual suministra productos petrolíferos no solo al archipiélago canario sino también al mercado peninsular, africano y americano. La Refinería de Santa Cruz de Tenerife es la industria más grande de Canarias. Históricamente, esta refinería ha garantizado el suministro energético del archipiélago, ha contribuido de manera importante a la actividad de los puertos canarios, como punto idóneo de repostaje para el tráfico marítimo del Atlántico.

## Cultura

### Literatura

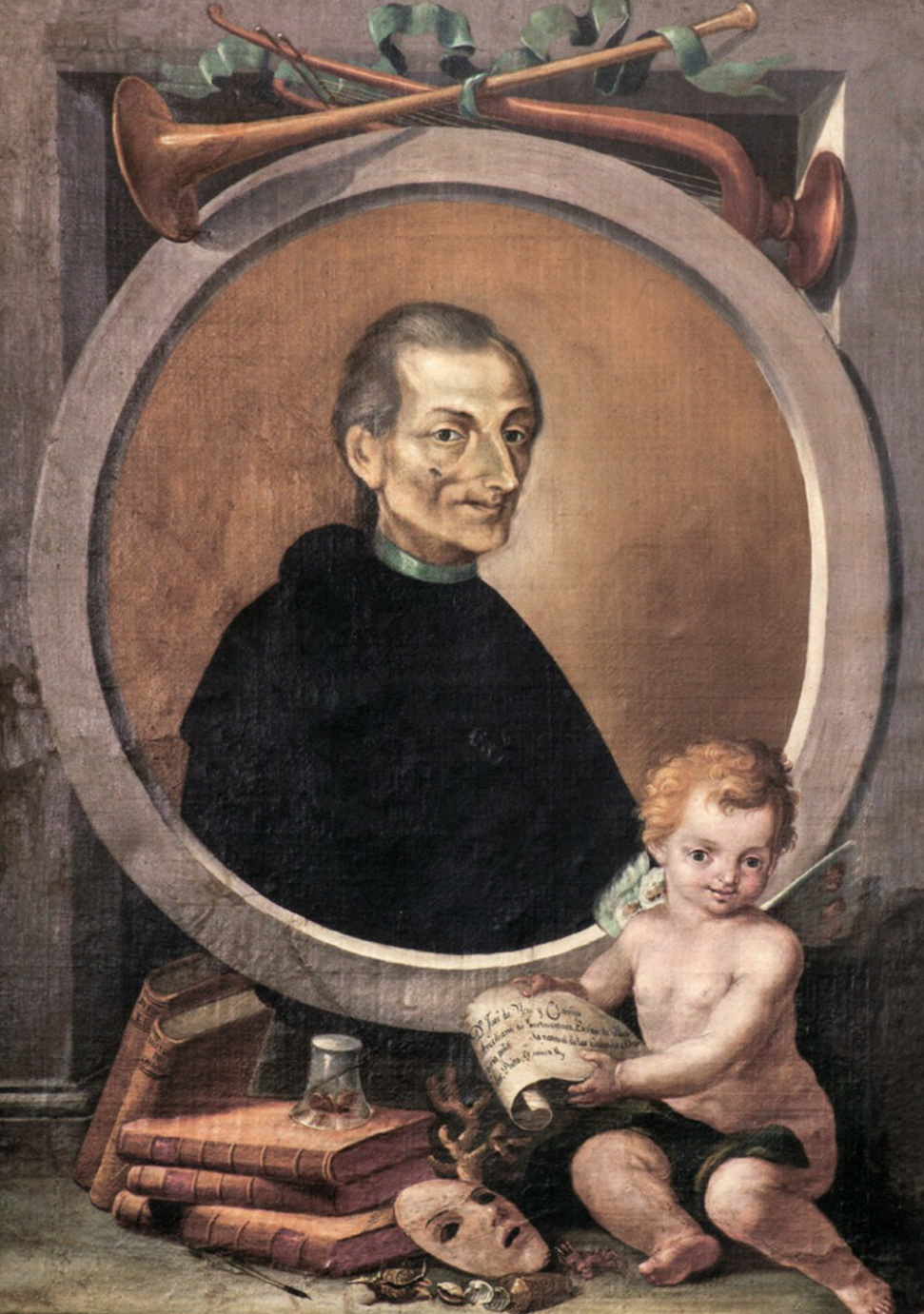
José de Viera y Clavijo

Durante los siglos XVI y XVII destaca, en el campo de la poesía épica, Antonio de Viana. Este escritor que nace en La Laguna compuso el poema Antigüedades de las Islas Afortunadas, un material de gran valor antropológico para entender las formas de vida de aquel entonces.
Ya posteriormente, en el llamado Siglo de las Luces (siglo XVIII) aparecen figuras relevantes de la Ilustración en Tenerife como José de Viera y Clavijo y Tomás de Iriarte.
En el siglo XIX hay que situar a Aurelio Pérez Zamora y en la poesía a Ángel Guimerá y José Plácido Sansón.
En el siglo XX pueden señalarse, entre otros, los siguientes autores: Agustín Espinosa, Domingo López Torres, Emeterio Gutiérrez Albelo, Mercedes Pinto, Isaac de Vega, Rafael Arozarena, Antonio Bermejo, Luis Feria, Félix Francisco Casanova, Manuel Padorno, Alfonso García-Ramos, Alberto Omar Walls, Luis Alemany, Juan Manuel García Ramos, Juan Cruz Ruiz, Sabas Martín... Por otra parte, como ensayistas hay que destacar a Domingo Pérez Minik, María Rosa Alonso, Juan Manuel Trujillo... Pero es necesario reflejar, que fue la poestisa cubana Dulce María Loynaz la primera en escribir un libro dedicado a esta isla a la cual se sentía unidad por estrechos lazos al ser su esposo natural de ella, titulado Un verano en Tenerife.

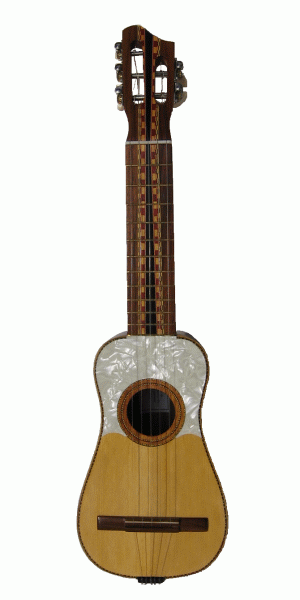
Timple

Entre las obras literarias que tienen por trasfondo la isla o se hace alusión a ella, destacan: La señorita de compañía y El hombre del mar, ambos de Agatha Christie, La cueva de las mil momias de Alberto Vázquez-Figueroa, El picnic de los ladrones de Leslie Charteris, El Sarcófago de las tres llaves de Pompeyo Reina Moreno y Atentado de Mariano Gambín, entre otras.

### Música
El ámbito musical tiene en la figura de Teobaldo Power y Lugo Viña uno de sus exponentes más claros. Natural de Santa Cruz, se trata de un pianista y compositor, autor de los Cantos Canarios. En concreto, los arreglos de la melodía del arrorró de estos Cantos Canarios constituyen el Himno de la comunidad autónoma. En este campo también destaca el folclore. Similar al del resto de las islas, se caracteriza por la participación de timples, guitarras, bandurrias, laúdes y distintos tipos de instrumentos de percusión.
Son numerosos los grupos folclóricos que se reparten por la geografía isleña y que suelen aparecer en distintas celebraciones populares como las romerías. En este aspecto habría que citar a Los Sabandeños, quienes conforman un importante símbolo de la cultura canaria. Este grupo folclórico rescató la idiosincrasia del pueblo isleño en un momento en el que el carácter uniformador de la cultura española de los años setenta hace caer prácticamente en la decadencia y el olvido diferentes elementos de la música canaria.
Las canciones típicas de las islas: isa, folía, tajaraste, malagueña... se configuran como melodías mestizas entre la música ancestral de los guanches con distintos enlaces entre lo andaluz e hispanoamericano.
La isla ha sido escogida para grabaciones musicales y como escenario paisajístico para videoclips:
- Tie Your Mother Down: Canción del músico inglés Brian May, el cual estudió distintos fenómenos astronómicos desde Izaña en las Cañadas del Teide y escribió esta canción en este parque nacional.[169]
- Mount Teide: El músico inglés Mike Oldfield incluyó en su recopilatorio The Complete fel del año 1985, la canción Mount Teide dedicada a este famoso volcán tinerfeño.
- The Island - Pt. 1 Dawn: Videoclip del grupo australiano Pendulum que fue grabado íntegramente en el parque nacional del Teide y publicado en 2010. En este videoclip se puede distinguir al comienzo del vídeo la silueta del volcán del Teide y los paisajes característicos del parque nacional durante toda la filmación.[170]
- Tenerife Sea: El compositor y cantante británico Ed Sheeran escribió una canción para su segundo álbum de estudio X titulada Tenerife Sea. El título es una referencia a que Sheeran compara el color de los ojos de su amada con el del mar que rodea la isla.
- Do It for Your Lover: El videoclip de la canción con la que el cantante español Manel Navarro representó a España en el Festival de la Canción de Eurovisión 2017 fue grabado en diferentes localizaciones de Tenerife, especialmente en el macizo de Anaga y en El Porís (Arico).[171][172]
- Universo: El cantante Blas Cantó (representante de España en el Festival de la Canción de Eurovisión 2020) grabó en Tenerife y Lanzarote el videoclip de la canción Universo con la que representa a España.[173]

### Pintura
El primer núcleo de arte pictórico en Tenerife se distingue en la ciudad de La Laguna, donde en el transcurso del siglo XVI aparecen algunos pintores de renombre. Más adelante se suman artistas de otros lugares como Garachico, Santa Cruz, La Orotava y Puerto de la Cruz. Originarios de La Orotava son dos de los mejores pintores del archipiélago del siglo XVII: Cristóbal Hernández de Quintana y Gaspar de Quevedo, con numerosas obras distribuidas por iglesias de la isla.
En el Puerto de la Cruz, concretamente en la iglesia de Nuestra Señora de la Peña de Francia, se puede contemplar la aportación realizada por Luis de la Cruz y Ríos. Nacido en 1775, el que fuera pintor de cámara del rey Fernando VII de España y miniaturista, obtiene un reconocido prestigio en la Corte, donde se le conoce como El Canario.
En el año 1849 nace en Santa Cruz de Tenerife el paisajista Valentín Sanz. El museo municipal de Bellas Artes de Santa Cruz cuenta con una abundante muestra de su quehacer. También en este museo capitalino se pueden observar cuadros de Juan Rodríguez Botas (1880-1917), quien es considerado el primer impresionista canario.
Del mismo modo cabe citar, dentro del grupo expresionista, a Mariano de Cossío. A este autor hay que atribuirle los frescos de la iglesia de Santo Domingo, en San Cristóbal de La Laguna. Por otro lado, en 1874 nace Francisco Bonnín Guerín, acuarelista de Santa Cruz que formó una escuela para promover su labor pictórica. Por último, en 1906 nace en Tacoronte uno de los pintores canarios más universales: Óscar Domínguez. Perteneciente a la corriente modernista denominada surrealismo, inventó la técnica de la decalcomanía y contribuyó con una obra pictórica de internacional reconocimiento, gracias, fundamentalmente, a los viajes que realizó a París.
Entre los artistas actuales cabe citar, entre otros, al reconocido Cristino de Vera (Santa Cruz de Tenerife, 1931) quien ha recibido el Premio Nacional de Artes Plásticas en 1998. Recibió también la Medalla de Oro al Mérito en las Bellas Artes en 2001 y el Premio Canarias de Arte en su edición de 2005. Por otro lado se debe señalar a Pedro González (San Cristóbal de La Laguna, 1927) pintor que ejerce labor docente en la Facultad de Bellas Artes y que también resultó galardonado con el Premio Canarias de Arte en 1988.

### Escultura
Se podría considerar que la práctica escultórica comienza en Tenerife a partir del siglo XVII, momento en el cual llega a la isla el arquitecto y escultor Martín de Andújar Cantos desde Sevilla, donde había recibido instrucciones del maestro Juan Martínez Montañés. Con él arribaron nuevas técnicas y planteamientos de la escuela hispalense que transmitió a sus discípulos, entre los que destaca el garachiquense Blas García Ravelo.
Otros escultores que, en esta época y en el posterior siglo XVIII, irrumpen a la escena son Sebastián Fernández Méndez, Lázaro González de Ocampo, José Rodríguez de la Oliva, y principalmente el orotavense Fernando Estévez, alumno de Luján Pérez, quien contribuye con una extensa colección de imágenes religiosas y tallas repartidas por diversas iglesias de Tenerife, como por ejemplo, en la parroquia Matriz del Apóstol Santiago de Los Realejos; en la catedral de La Laguna, la iglesia de la Concepción también en La Laguna, la basílica de Candelaria, el Real Santuario del Cristo de La Laguna y en distintos lugares de culto de La Orotava.
Actualmente, el ámbito escultórico tinerfeño se encuentra representado entre otros por José Abad, Fernando Garcíarramos y José Luis Fajardo.

### Arquitectura

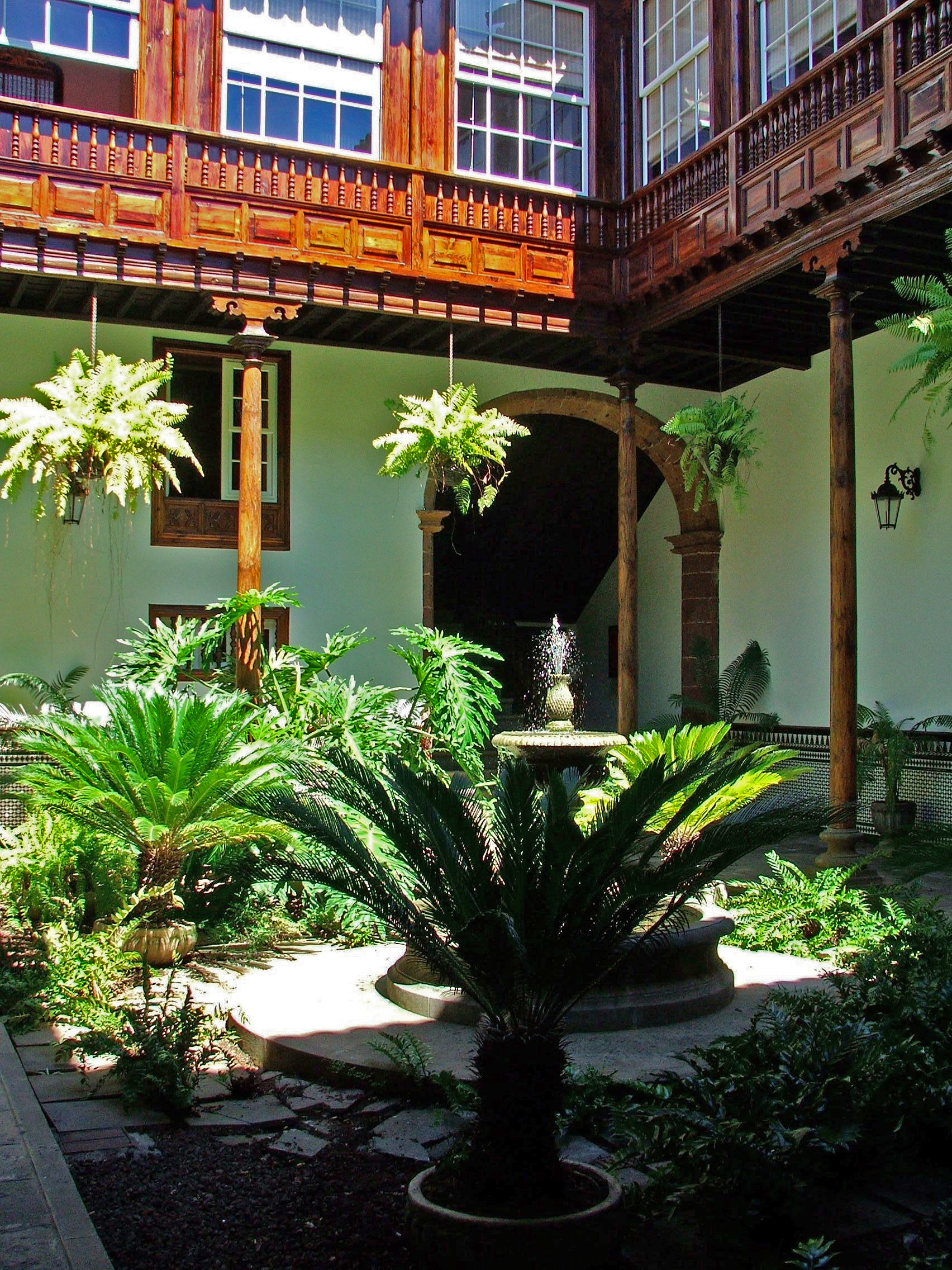
Patio interior canario, en la Casa Montañés de La Laguna, Sede del Consejo Consultivo de Canarias

Al igual que la que predomina en las otras islas, en la arquitectura tinerfeña sobresalen las directrices de las casonas señoriales y las de las casas más humildes y populares. Este tipo arquitectónico, que tiene notables influencias de Andalucía y Portugal, presenta, no obstante una fuerte personalidad propia.
De las casas señoriales hay que subrayar los ejemplos que existen en La Orotava y en La Laguna. Estas edificaciones se caracterizan por sus balcones típicos y por la presencia de patios interiores. La madera, especialmente la tea (pino), cobra un gran protagonismo en estas construcciones. Estas casas presentan fachadas no demasiado complejas con poca ornamentación.
Son típicos los grandes balcones de madera y el uso de celosías. Las ventanas cierran en guillotina y son habituales los asientos interiores adosados a ellas. Los patios interiores funcionan como verdaderos jardines que sirven para dar iluminación a las habitaciones. Estas se comunican con el patio por medio de galerías rematadas frecuentemente en piedra y madera. Artilugios como las destiladeras, las bombas de agua, los bancos y mesones son elementos que muchas veces forman parte de estos patios interiores.
En cuanto a las casas tradicionales, éstas se caracterizan por ser edificios de escasa altura, con toscas paredes de colores variopintos. En ocasiones la continuidad de estas paredes se ve interrumpida por la presencia de bloques de piedra que asoman a la superficie de forma ornamental. A lo largo de toda la isla son muchos los ejemplos a contemplar de esta arquitectura.
Los edificios oficiales o de carácter religioso se han ido conformando según las distintas corrientes arquitectónicas que en cada momento han imperado. Los núcleos urbanos de las ciudades de La Laguna y La Orotava están declarados como monumentos histórico-artístico nacionales.

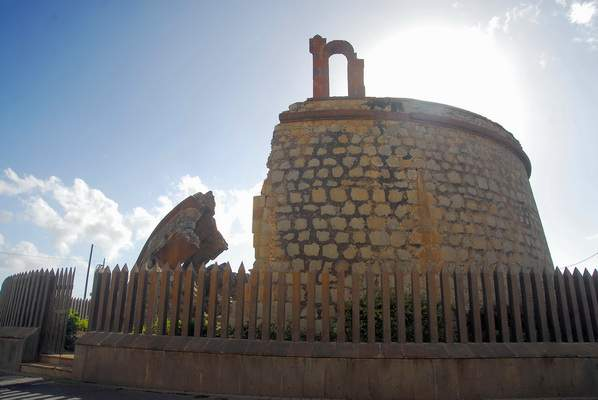
Castillo de San Andrés, declarado Centro de Interés Turístico Nacional el 28 de noviembre de 1967

Otra muestra arquitectónica presente en la isla la representan los edificios defensivos que se erigieron a modo de torres o pequeños castillos tras la conquista castellana. Estas construcciones tuvieron la finalidad de proteger a la isla de ataques piráticos, o de incursiones foráneas, como la del almirante inglés Horatio Nelson en julio de 1797. Entre estos fortines se podrían citar en la capital tinerfeña el castillo de San Cristóbal, el castillo de San Andrés o el castillo de San Juan o Castillo Negro. En el norte de la isla también se emplazan algunas de estas edificaciones como el castillo de San Miguel en Garachico o el castillo de San Felipe en el Puerto de la Cruz, entre otros. Existen vestigios de arquitectura industrial como el Elevador de aguas de Gordejuela.

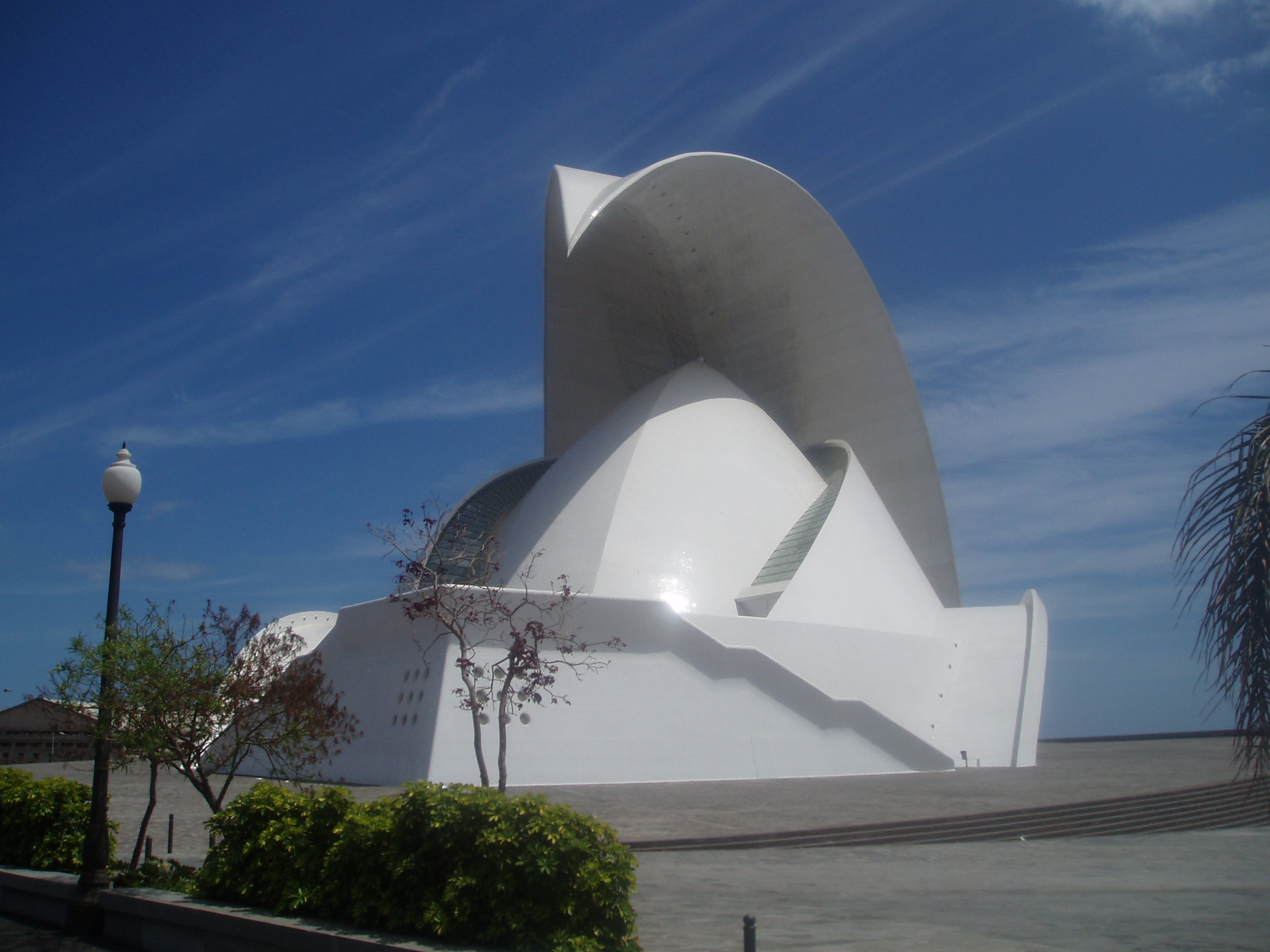
Auditorio de Tenerife, Santa Cruz

En los últimos años, por parte de los diferentes gobiernos, ha predominado el concepto de llevar a cabo grandes proyectos, en ocasiones ostentosos, diseñados por reconocidos arquitectos. Entre ellos se podría incluir por ejemplo, la remodelación de la plaza de España por los arquitectos suizos Herzog & De Meuron, el nuevo proyecto del francés Dominique Perrault de la playa de Las Teresitas, el centro Magma Arte & Congresos, las Torres de Santa Cruz o el auditorio de Tenerife. Este último edificio, obra del arquitecto español Santiago Calatrava, se alza al noreste del parque marítimo en Santa Cruz de Tenerife. Uno de sus elementos más destacables es la estampa de su vela alada simulando un barco, que lo ha convertido en el emblema arquitectónico de la ciudad de Santa Cruz.

### Artesanía

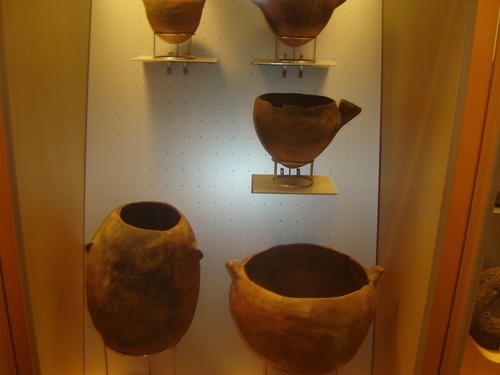
Vasijas guanches en el Museo de la Naturaleza y el Hombre

El calado es una labor de bordado fundamentada en una técnica consistente en ir deshilando un paño tensamente sujeto a un bastidor por lo general de madera. El resultado final suele aplicarse, sobre todo, a la mantelería u otros elementos decorativos. La roseta se confecciona substancialmente en el municipio de Vilaflor, y consiste en crear dibujos con hilos que son cruzados entre fijadores. Estas pequeñas piezas así elaboradas son unidas posteriormente obteniéndose paños individuales y composiciones.
En este ámbito hay que destacar igualmente la ebanistería. El norte de Tenerife ha proporcionado a la historia varios maestros en la talla que han contribuido con elementos que van desde balcones, celosías, puertas y ventanas hasta un original mobiliario cargado de objetos elaborados en madera fina. La cestería también es una labor de cierto peso en la artesanía tinerfeña donde sus artesanos trabajan desde hojas de palma y varas de castaño a la fibra de la platanera, conocida por el sector como la badana, que conlleva una producción igualmente diversa y heterogénea.
Existe, como en el resto de las Islas Canarias, toda una tradición artesana alrededor de la alfarería. El uso del barro procede de la primitiva cerámica llevada a cabo por los antiguos guanches, quienes desconocían el uso del torno. Los alfareros de la isla trabajan la arcilla con las manos, lo que imprime una gran autenticidad a sus obras.

### Educación
El nacimiento de la educación se debe en la isla a las órdenes religiosas. En el año 1530, Tenerife accede a la cultura de la mano de la cátedra de filosofía que, poseen los dominicos en el convento de La Concepción de La Laguna. A pesar de ello, hasta bien avanzado el siglo XVIII no comienzan a funcionar las pocas escuelas que por aquel entonces existían.
En este sentido, hay que recalcar el trabajo desempeñado por la Real Sociedad Económica de Amigos del País, que creó diversas escuelas en San Cristóbal de La Laguna. Fue en 1846 cuando se instaura el primer instituto de enseñanza secundaria con el fin de suplir el cierre de la Universidad de San Fernando (véase Universidad de La Laguna). Anexa a este edificio se fundó en 1850 la primera Escuela Normal Elemental del archipiélago que pasaría a denominarse Escuela Normal Superior de Magisterio en 1866. Así se mantiene esta situación ya que a pesar de que el dictador Miguel Primo de Rivera crease algunos centros, el punto de inflexión lo supone la política educativa que desarrolló la Segunda República, de modo que en apenas cuatro años (1929-1933) casi se dobla el número de escuelas existentes.
Posteriormente, el inicio de la Guerra Civil y la ulterior dictadura de Francisco Franco constituyeron un considerable retroceso. La educación en manos de órdenes religiosas tuvo cierta importancia en el devenir de los tinerfeños hasta que en 1970 la Ley General de Educación resta peso a estas instituciones religiosas en favor de los centros públicos. Estos últimos, y ya en menor grado los primeros, comienzan a multiplicarse desde entonces y son impulsados con la instauración de la democracia. Tenerife cuenta a día de hoy con 301 centros de educación infantil, 297 colegios de primaria, 140 de secundaria y 86 institutos de bachiller. Además, en la isla existen varios centros de estudios universitarios o de postgrado: Universidad de La Laguna, Universidad Nacional de Educación a Distancia, Universidad Internacional Menéndez Pelayo, Universidad del Atlántico Medio Archivado el 22 de abril de 2020 en Wayback Machine. y la Universidad Europea de Canarias. Hay dos escuelas de turismo adscritas a la Universidad de La Laguna: Escuela Universitaria Iriarte y la Escuela Universitaria de Turismo de Santa Cruz. Existe un Centro para los estudios cinematográficos llamado CECAN. También hay una sede en la isla de la escuela de turismo Vatel Tourism School, considerada la mejor escuela hostelera del mundo. Por último, hay tres escuelas de negocios privadas: Escuela Canaria de Negocios, la European School of Management -Tenerife y la International Maritime Business School (IMBS), que es una escuela de negocio especializada en el sector marítimo.

### Investigación

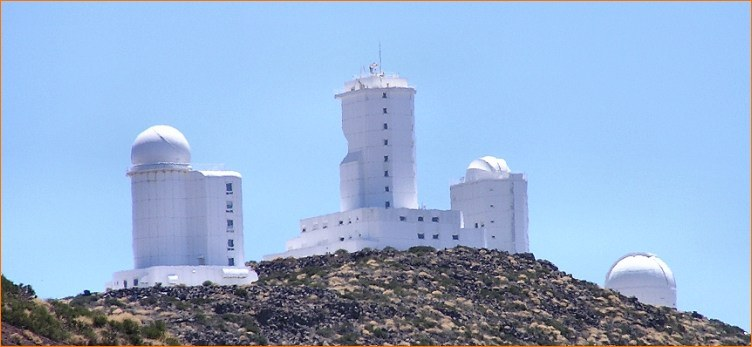
Observatorio del Teide, Instituto de Astrofísica de Canarias

El campo de la investigación, históricamente, no se ha desarrollado de un modo especialmente relevante. No obstante, entre los centros que se dedican a esta labor destaca sobre todo el Instituto de Astrofísica de Canarias que tiene sede en esta isla.
Asimismo cabría citar el Instituto de Bio-Orgánica Antonio González, vinculado a la Universidad de La Laguna. También adheridos a esta universidad se encuentran el Instituto de Lingüística Andrés Bello, el Centro de Estudios Medievales y Renacentistas, el Instituto Universitario de la Empresa, el Instituto de Derecho Regional y el Instituto Universitario de Ciencias Políticas y Sociales al igual que el Instituto de Enfermedades Tropicales (perteneciente a la Red de Investigación de Centros de Enfermedades Tropicales, que dispone de siete nodos extendidos a lo largo del país, uno de ellos en Canarias).
Con sede en la ciudad del Puerto de la Cruz se encuentra el Instituto de Estudios Hispánicos de Canarias, adscrito al Instituto de Cultura Hispánica de Madrid. En la ciudad de La Laguna se encuentra la delegación canaria del Consejo Superior de Investigaciones Científicas (CSIC), el Instituto Canario de Investigaciones Agrarias, el Instituto de Estudios Canarios y el Centro Internacional para la Conservación del Patrimonio.
Otros organismos que trabajan en el ámbito de la investigación que tienen sede en Tenerife son el Instituto Tecnológico de Canarias, el Instituto Vulcanológico de Canarias, la Asociación Industrial de Canarias, el Instituto Tecnológico de Energías Renovables y el Instituto Oceanográfico de Canarias emplazado en la ciudad de Santa Cruz de Tenerife.

### Museos

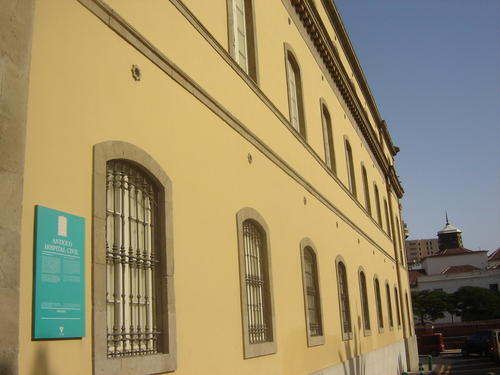
Museo de la Naturaleza y el Hombre que guarda la mayor colección existente sobre cultura guanche (Santa Cruz de Tenerife)

La isla cuenta con diversos recintos museísticos de diferente naturaleza que están bajo el dominio de distintas instituciones. Quizás los más destacados sean los pertenecientes al Organismo Autónomo de Museos y Centros, que dispone de los siguientes espacios:
- Museo de la Naturaleza y la Arqueología MUNA: Localizado en Santa Cruz de Tenerife, este museo ofrece una visión de la riqueza natural de las Islas Canarias y de las poblaciones prehispánicas guanches que en ellas habitaban. El complejo está integrado por tres museos:
  - Museo de Ciencias Naturales
  - Museo Arqueológico de Tenerife
  - Instituto Canario de Bioantropología
- Museo de Historia de Tenerife: Enclavado en la ciudad de La Laguna, el museo de historia presta una visión general del desarrollo institucional, social, económico y cultural de la Isla entre los siglos XV y XX.
- Museo de la Ciencia y el Cosmos: También situado en La Laguna contiguo a las dependencias del Instituto de Astrofísica de Canarias este museo acerca al visitante a las leyes y principios que rigen la Naturaleza, desde el funcionamiento de su propio cuerpo hasta el de las estrellas.
- Museo de Antropología de Tenerife: Situado en La Laguna, concretamente en Valle de Guerra el Museo de Antropología de Tenerife es una institución pública dedicada a investigar, conservar y difundir la cultura popular.
- Centro de Documentación Canario-Americano (CEDOCAM): Con domicilio en La Laguna tiene como misión potenciar las relaciones culturales y los elementos de identidad comunes entre Canarias y América, así como la conservación, información y difusión del patrimonio documental compartido.
- Centro de Fotografía Isla de Tenerife: Ubicado en Santa Cruz de Tenerife este recinto ofrece un programa anual de exposiciones que permiten el contacto con tendencias y obras de distintos autores de renombre y creadores emergentes de las propias islas. En un futuro este centro compartirá sede con el Instituto Óscar Domínguez de Arte y Cultura Contemporánea.

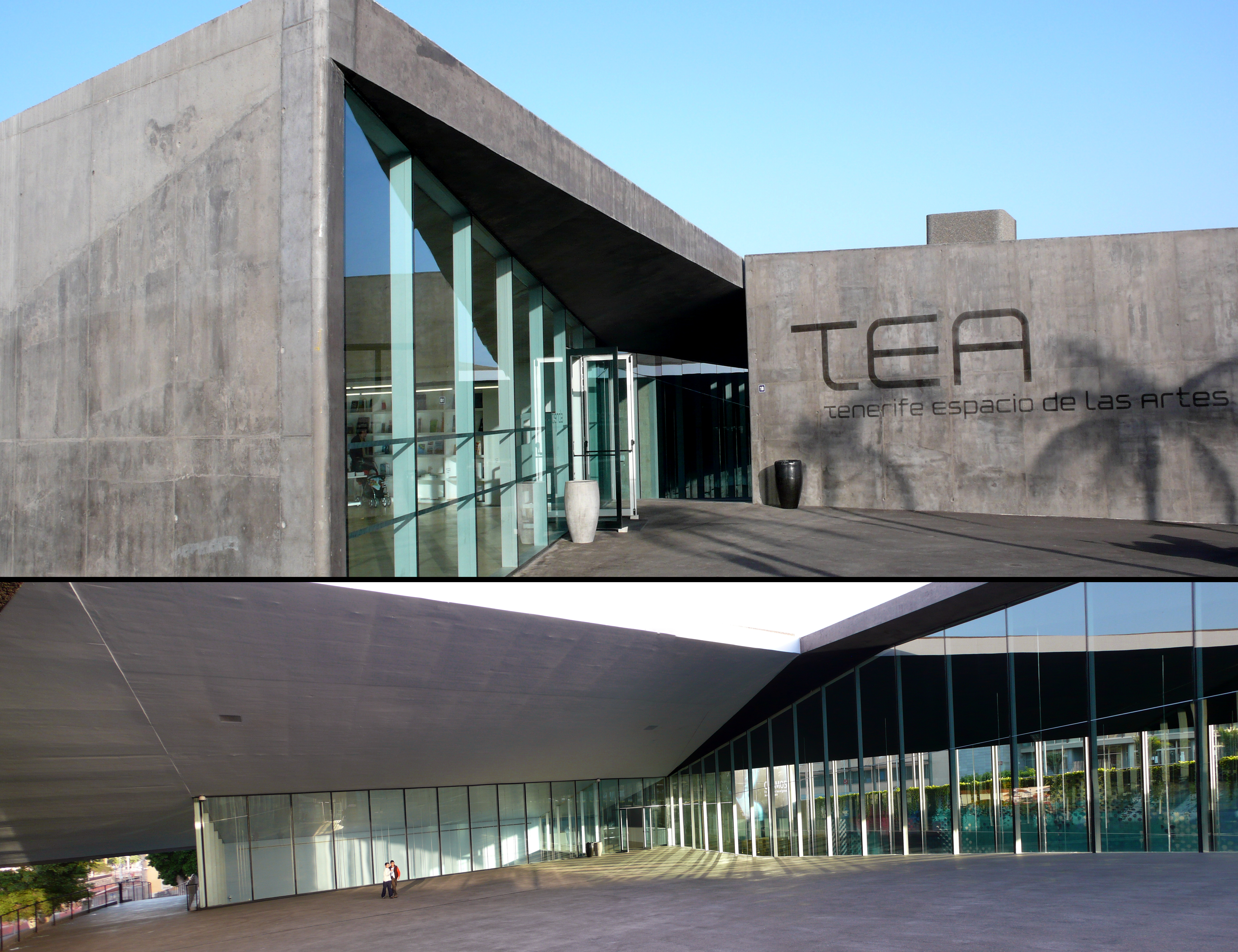
Tenerife Espacio de las Artes

- TEA - Tenerife Espacio de las Artes: Situado también en la ciudad de Santa Cruz de Tenerife busca promover el conocimiento de las diferentes tendencias del arte y la cultura contemporáneos entre la población local y foránea, propiciando la organización de actividades culturales, científicas, educativas y técnicas.

Desligados del Organismo Autónomo de Museos y Centros destacan:
- La Casa del Carnaval, situada en Santa Cruz de Tenerife, es un museo dedicado a la historia del carnaval de Santa Cruz de Tenerife.
- El museo municipal de Bellas Artes, en la capital tinerfeña, que muestra una exposición permanente de pinturas y esculturas de José de Ribera, Federico Madrazo, Joaquín Sorolla y de artistas canarios como Millares u Óscar Domínguez.
- El Museo de la Educación de la Universidad de La Laguna, situado en el edificio Central de la Universidad, que alberga una exposición permanente con mobiliario y materiales educativos.
- La Casa del Vino-La Baranda que, perteneciente a la Asociación de Museos del Vino de España,[188] está emplazada en el municipio de El Sauzal y dispone entre sus instalaciones de una hacienda histórica rústica, un museo que permite conocer la historia vitivinícola de Tenerife, un restaurante que ofrece comida típica de la tierra, una vinoteca, una sala audiovisual y una sala de degustación.
- La Casa de la Miel: Anexa a la Casa del Vino-La Baranda, es una entidad creada por el Cabildo Insular con el fin de apoyar y desarrollar el sector apícola de Tenerife. La Casa de la Miel dispone de un centro de visitantes que ofrece una visión acerca de la historia del producto en la isla, su proceso de elaboración y servicios de información y degustación de las mieles de Tenerife, que poseen denominación de origen.[189]
- El Museo de Artesanía Iberoamericana que se encuentra ubicado en el antiguo convento de San Benito Abad, de La Orotava. El centro se encuadra dentro del programa de divulgación que ejecuta el Centro de Documentación de la Artesanía de España y América,[190] Fundación financiada por el Ministerio de Industria, Comercio y Turismo; la Agencia Española de Cooperación Internacional, la Comisión Nacional Quinto Centeneario, la Consejería de Industria y Comercio del Gobierno de Canarias y el Cabildo Insular de Tenerife. Cuenta con cinco salas especializadas en Instrumentos musicales populares, Textil-nuevos diseños en artesanía, Cerámicas, Fibras y Arte Popular.
- El Museo Arqueológico del Puerto de la Cruz: Sito en la ciudad homónima y habilitado sobre una casona tradicional de los siglos XVIII-XIX, ofrece un fondo museográfico integrado por más de 2600 registros de elementos de la cultura guanche y un fondo documental que lleva el nombre del investigador Luis Diego Cuscoy.[191]

- El Museo Militar Regional de Canarias, localizado en Santa Cruz de Tenerife, concretamente en el acuartelamiento de Almeyda. En sus salas se presenta toda la historia militar de Canarias, incluyendo el ataque repelido del almirante Nelson, así como otros sucesos y batallas libradas en el archipiélago. Aparte del Museo Histórico Militar de Canarias este inmueble dispone del Archivo Intermedio Militar de Canarias y la Biblioteca Militar de Canarias.[192]

- El Museo del parque etnográfico Pirámides de Güímar, localizado en el municipio de Güímar, se encuentra en la planta baja de una antigua casa canaria rehabilitada, siguiendo los criterios de la arquitectura tradicional canaria. Las exhibiciones en las diferentes salas presentan reproducciones de paralelismos culturales entre el Viejo Mundo y el Nuevo Mundo. Muestra ejemplos de pirámides escalonadas de diferentes partes del mundo, modelos de embarcaciones antiguas así como detalles constructivos de las Pirámides de Güímar e información sobre las excavaciones llevadas a cabo en ellas.

### Fiestas tradicionales
Tenerife tiene un amplio calendario festivo en el que destaca principalmente el carnaval de Santa Cruz de Tenerife, el más importante del país y uno de los más importantes del mundo. El día oficial de la isla es el 2 de febrero en honor de la Virgen de Candelaria (Patrona de Canarias), celebrada en ese día como fiesta insular en Tenerife, mientras que la festividad del 15 de agosto (día de la Asunción de María a los Cielos), es fiesta nacional en España, si bien en Canarias es el día en que se celebra a la Virgen de Candelaria como patrona de este archipiélago. Otras fiestas son sus romerías, el Corpus Christi, la Semana Santa y la fiesta del Santísimo Cristo de La Laguna el 14 de septiembre.

#### Carnaval

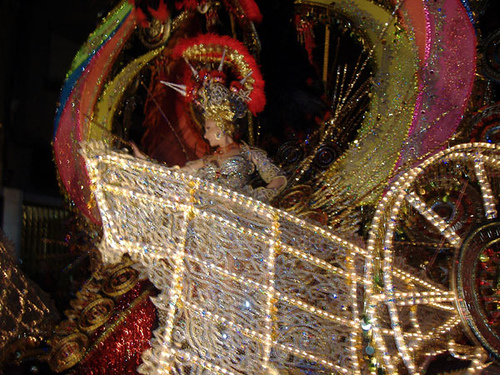
Reina del carnaval de Santa Cruz

Quizás la fiesta tinerfeña de mayor repercusión nacional e internacional sea el carnaval de Santa Cruz de Tenerife, no en vano declarado Fiesta de Interés Turístico Internacional. Aparte de la capital, el carnaval se celebra en múltiples localidades del norte y sur de la isla, pero es en la primera donde tiene mayor envergadura. Con la elección de la reina adulta se pone fin a éstos y comienza lo que los tinerfeños denominan carnaval en la calle con importantes concentraciones de carnavaleros en el centro de Santa Cruz, que se prolongan durante diez días de fiesta.

#### Romerías
Las fiestas populares más tradicionales y extendidas en Tenerife son quizás las romerías. Éstas, a caballo entre lo pagano y lo religioso son manifestaciones multitudinarias con carrozas o carretas, aperos y ganado en honor al patrón o patrona del lugar. Es frecuente en estos festejos la reunión de marcados factores identitarios de la etnografía isleña: folclore, danza, artesanía, comida típica, deportes autóctonos, donde se puede observar a gran parte de los asistentes ataviados con los diferentes trajes de mago típicos de las islas.
En origen las romerías encarnaban fiestas de las clases más adineradas de la sociedad, que se congregaban en veneración de los santos a los que atribuían buenas cosechas, tierras fértiles, copiosidad de lluvias, exoneración de determinadas enfermedades y un largo etcétera. En consecuencia, los allí reunidos degustaban los alimentos y vinos de la tierra y, brindaban y compartían sus bienes rindiendo así pleitesía. Estas celebraciones se fueron popularizando paulatinamente y dieron paso a una de las fiestas más emblemáticas de la actualidad. Dentro de las grandes romerías de la isla cabe señalar las romerías de San Marcos en Tegueste, donde las carretas son decoradas con productos del campo (semillas, cereales, flores, etc), San Isidro Labrador en Los Realejos, San Isidro Labrador y Santa María de la Cabeza en La Orotava, la Romería de la Virgen de Candelaria en la Villa Mariana de Candelaria, El Socorro de Güímar, San Benito Abad en La Laguna, San Isidro Labrador en Tacoronte, San Roque en Garachico o la de San Agustín en Arafo.

#### Fiestas de la Virgen de Candelaria

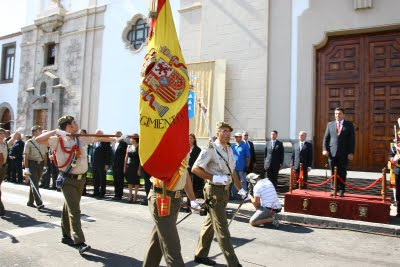
Parada militar ante el representante de Su Majestad el Rey de España durante las fiestas de la Virgen de Candelaria del 15 de agosto delante de la basílica de la Virgen

La Virgen de Candelaria es la patrona de Canarias. Su fiesta es celebrada dos veces al año, en febrero y en agosto. La Romería-Ofrenda a la Virgen de Candelaria se celebra cada 15 de agosto. En este acto es tradición que representaciones de todas las islas del archipiélago canario acudan a ofrendar a su patrona y también están presentes representaciones de los municipios de Tenerife. Otro acto significativo de la fiesta de la Virgen de Candelaria es la peregrinación a la Villa Mariana realizada en la noche del 14 al 15 de agosto, en la cual los fieles recorren andando multitud de kilómetros desde diferentes partes de la isla hasta llegar a la Villa Mariana de Candelaria, lugar donde se encuentra la venerada imagen de la Virgen. Es habitual recibir peregrinos de otras islas e incluso de otras partes de España. El día 15 tiene lugar los actos principales con la solemne eucaristía presidida por el obispo de Tenerife y posterior procesión con presencia de las máximas autoridades religiosas, políticas y militares de Canarias. La Fiesta de la Virgen de Candelaria del 15 de agosto tiene la consideración de Fiesta de Interés Turístico Nacional de España.
El 2 de febrero se celebra la Fiesta Litúrgica de La Candelaria. También en este día se acercan a la villa muchos fieles de la Virgen Morenita. Durante las fiestas de febrero destaca la llamada Procesión de Las Candelas, en la cual los fieles acompañan a la Virgen en la oscuridad de la noche iluminados solo por candelas y rezando el rosario. Al día siguiente, tiene lugar la eucaristía solemne y posterior procesión presididas ambas por el obispo de Tenerife y de nuevo con presencia de las máximas autoridades religiosas, políticas y militares de Canarias. Es también tradición que cada siete años la imagen de la Virgen sea trasladada alternativamente por dos semanas a las ciudades de Santa Cruz de Tenerife (capital) y San Cristóbal de La Laguna (sede de la diócesis). La última visita o traslado de la Virgen se produjo en 2018 de manera excepcional a ambas ciudades en coincidencia con las celebraciones con motivo de los actos conmemorativos de los 200 años de la creación de la diócesis de Tenerife. Anteriores traslados fueron en octubre de 2002 a Santa Cruz y en mayo de 2009 a La Laguna.

#### Fiestas del Santísimo Cristo de La Laguna
Esta Festividad Litúrgica que, tiene varios siglos de historia, es celebrada cada 14 de septiembre en la ciudad de San Cristóbal de La Laguna y gira en torno al Santísimo Cristo de La Laguna. El Cristo de La Laguna es una de las imágenes más veneradas de las Islas Canarias y especialmente en la isla de Tenerife junto con la Virgen de Candelaria. Es la advocación de Cristo más venerada de Canarias, y una de las imágenes religiosas más antiguas del archipiélago.
Cada 9 de septiembre la venerada imagen del Cristo es bajada en público del altar mayor de su Real Santuario, para el rito del besapiés y para más tarde ser colocada en el trono procesional, para sus fiestas mayores de septiembre. La imagen permanece en su trono procesional hasta el 21 de septiembre, día en que la sagrada imagen es subida de nuevo a su altar. Durante este tiempo la imagen es solemnemente trasladada hasta la catedral de La Laguna (9 de septiembre), en la cual procesiona en una cruz repujada en plata. En dicha catedral permanece durante varios días, hasta el día 14 de septiembre, cuando se procede al traslado de vuelta a su Real Santuario.

#### Corpus Christi

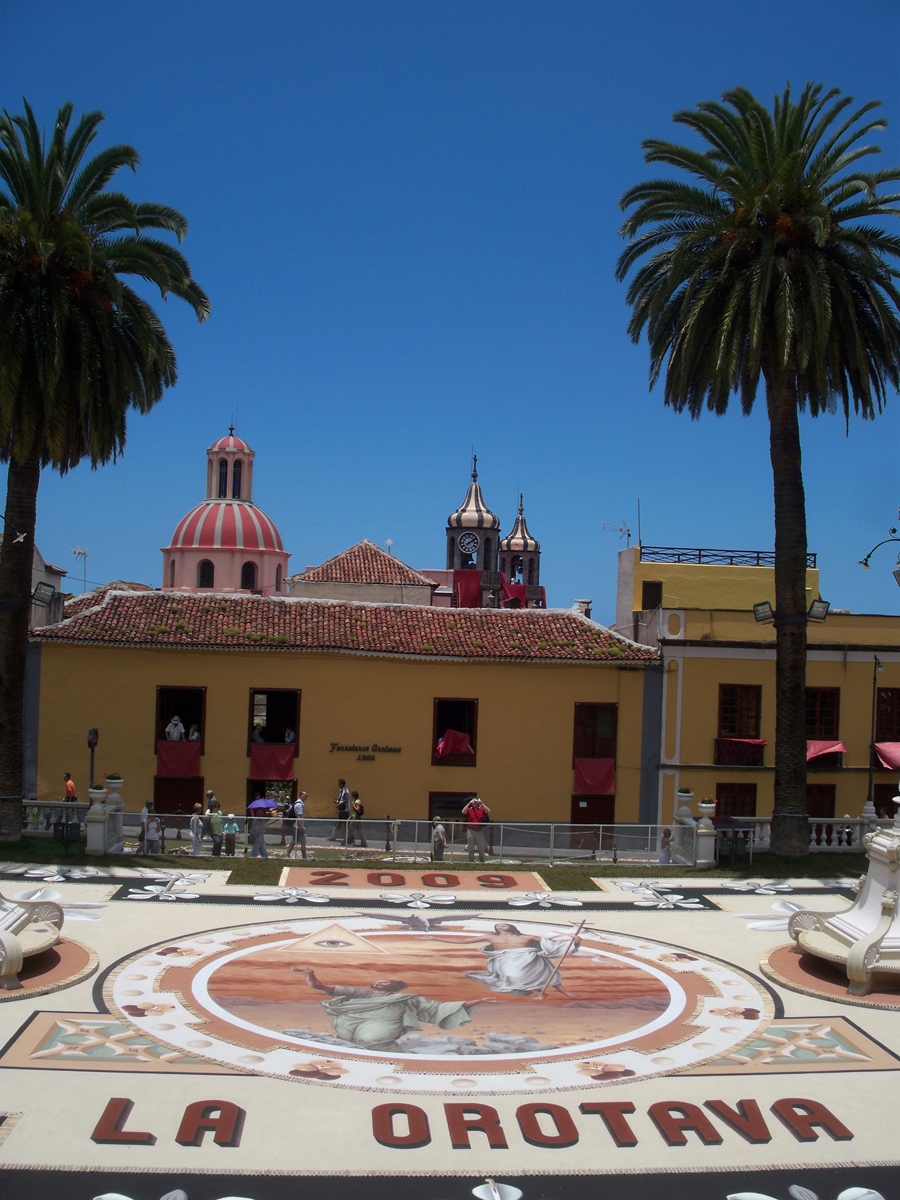
Tapiz de la plaza del Ayuntamiento de La Orotava

Con marcado carácter religioso se encuentra la festividad del Corpus Christi, en la que es habitual la confección de alfombras florales en las calles. A título especial se pueden incluir las realizadas en La Orotava, donde se puede contemplar un tapiz de considerables dimensiones confeccionado en la plaza del ayuntamiento mediante tierras volcánicas de diversas tonalidades, extraídas del parque nacional del Teide que, tras la celebración son devueltas a fin de respetar el entorno del parque. La festividad del Corpus Christi de La Orotava está declarada Bien de Interés Cultural en la categoría de Actividad Tradicional de Ámbito Insular. En La Laguna la festividad del Corpus Christi tiene también una especial significación, pues es considerada como la procesión más antigua de Canarias.

#### Semana Santa
En el capítulo de celebraciones a reseñar de la isla de Tenerife habría que contar con la Semana Santa. Esta se celebra en todos los municipios pero probablemente sea en San Cristóbal de La Laguna (que de hecho esta Semana Santa es la más antigua e importante del Archipiélago Canario), Santa Cruz de Tenerife, La Orotava y Los Realejos donde adquiera especial significado. En este sentido destacan principalmente las procesiones que se desarrollan durante el Jueves Santo, Viernes Santo y Domingo de Resurrección.

### Deportes
En Tenerife se pueden practicar gran cantidad de deportes, tanto al aire libre como en las distintas instalaciones disponibles en toda la isla. Como en el resto de España el deporte más popular y más practicado es el fútbol, con su principal equipo representativo el Club Deportivo Tenerife.

#### Deportes autóctonos
Entre los deportes canarios practicados en la isla, cabe destacar los siguientes:

##### Lucha canaria

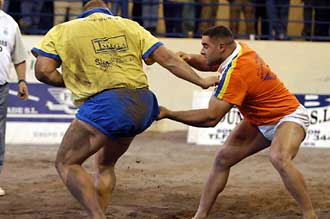
Una agarrada en lucha canaria

La lucha se desarrolla dentro de un círculo, generalmente de arena, denominado terrero. En él, dos luchadores se enfrentan agarrados intentando derribarse. En Tenerife hay 26 terreros distribuidos por algunos municipios de la isla, utilizados por los 26 equipos masculinos federados y los dos equipos femeninos. La isla cuenta además con una liga escolar organizada por el cabildo y con un programa de promoción de este deporte puesto en marcha por instituciones, federaciones y clubes en el que participan 24 escuelas de lucha.

##### Palo canario
El juego del palo canario es un arte marcial que se practica entre dos jugadores que, sin llegar a hacer contacto con el cuerpo del adversario, realizan un combate con palos. El juego del palo, en su origen, no tenía carácter lúdico, sino que era un método de combate utilizado por los canarios precoloniales.
En Tenerife existen los siguientes clubes federados:
- Club-Escuela de los Campitos
- Club-Escuela Las Mercedes
- Club-Escuela Maragat
- Club-Escuela Tagoror Chiregua
- Club-Grupo Bijache de Arafo
- Club-Grupo Chimenchia Las Canteras
- Club-Grupo Hirgwan

##### Bola canaria
Similar al juego francés de la petanca, la bola canaria es un deporte que básicamente consiste en sumar puntos mediante el lanzamiento de unas bolas que hay que dejar lo más cerca posible de un objeto llamado mingue o boliche. Se juega en un terreno rectangular de arena o tierra de entre 18 y 25 m de largo y un ancho de entre 3,5 y 6 m. En Tenerife se compite a nivel federado existiendo una treintena de equipos que se organizan en tres categorías (primera, segunda y segunda B). En Tegueste existe una federación interna e independiente que funciona solo en ese municipio y los equipos pueden ser mixtos.

##### Deportes rurales
En la isla se practican otras manifestaciones deportivas relacionadas con el ámbito rural, como el levantamiento de piedras y el arrastre de ganado, esta última con un creciente arraigo popular al disponer de un campeonato que organiza la Asociación Canaria de Arrastre. En abril suele celebrarse en Tegueste una exhibición de deportes rurales de Canarias.

#### Deportes acuáticos
Las condiciones de mar y el clima hacen que la isla sea idónea para la práctica de una amplia variedad de deportes acuáticos.

##### Surf, windsurf y kitesurf

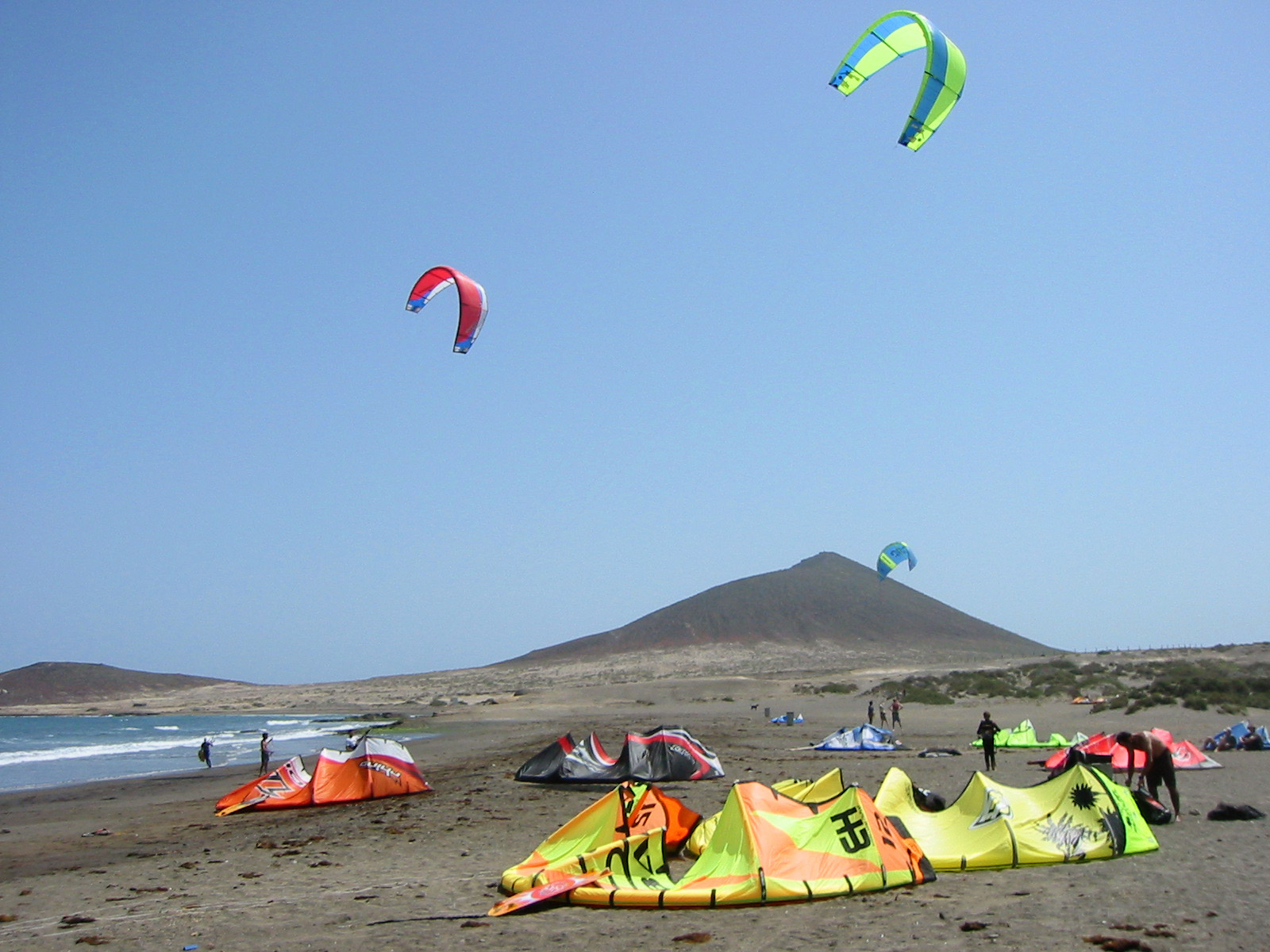
Kitesurf en El Médano

En la isla se practican tanto el surf tradicional, deslizándose sobre las olas encima de una tabla, como el windsurf en el que la tabla se desplaza gracias a una vela y como el más reciente kitesurf, en el que la fuerza necesaria para la navegación se obtiene de una cometa. La isla cuenta con diez escuelas, una de ellas participada por el cabildo, y diversos cursos dedicados al aprendizaje de estos deportes. Las principales zonas para la práctica de estas disciplinas son El Médano, Playa de Las Américas, la costa de Santa Cruz de Tenerife, Güímar y las costas del Valle de La Orotava, principalmente en la playa del Socorro en Los Realejos. En algunas de ellas se han celebrado varias pruebas del Grand Slam puntuables para la World Cup en las disciplinas de olas, eslalon y course race.

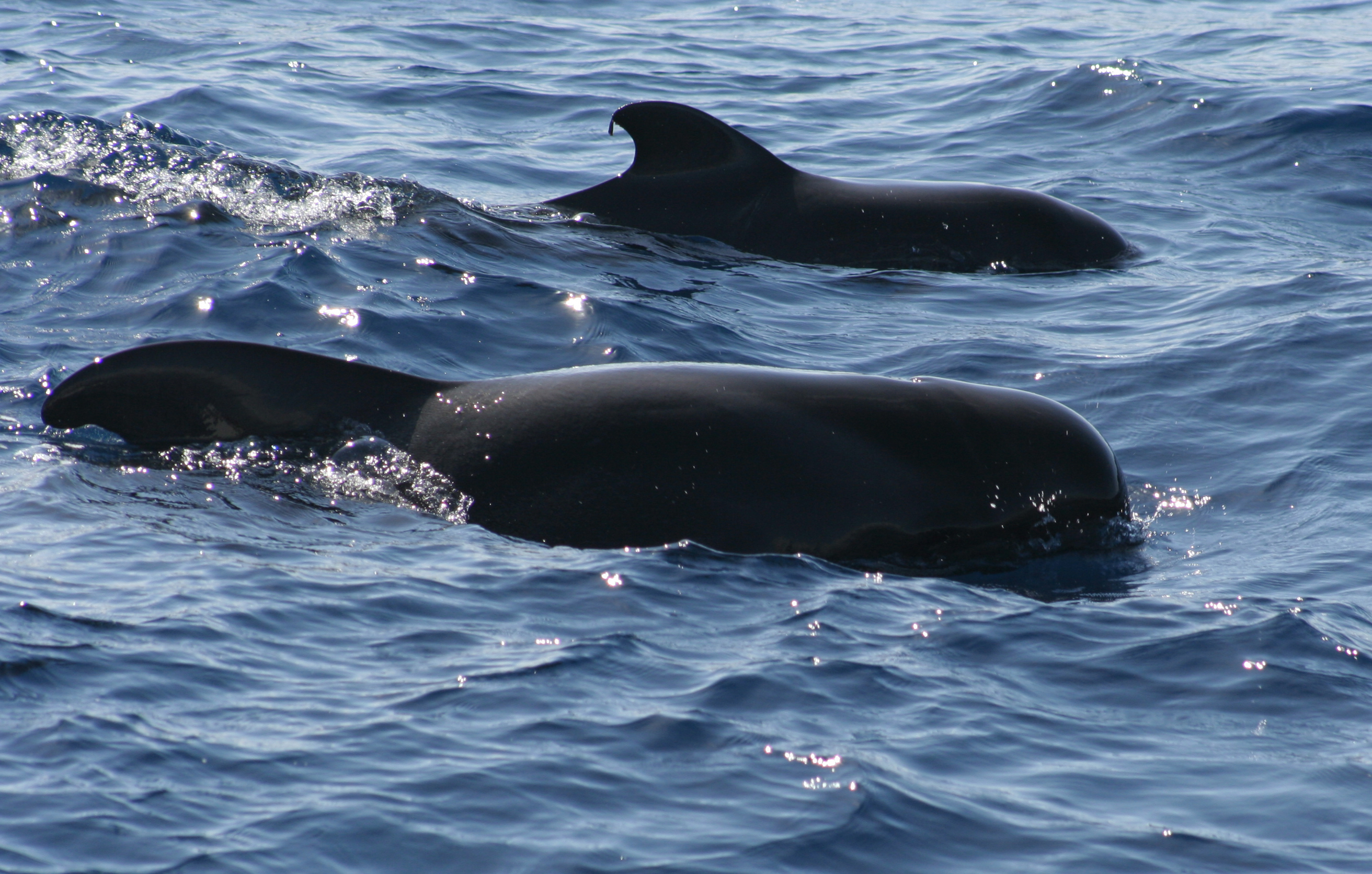
Ballenas piloto

##### Submarinismo
Al igual que ocurre con el surf y el windsurf, se pueden encontrar escuelas de submarinismo por toda la costa de Tenerife. En la isla existen hasta treinta puntos de inmersión repartidos por su litoral donde no solo es posible descubrir una interesante flora y fauna marinas, sino también restos de barcos hundidos. Dentro de los mejores sitios para el buceo se encuentran, entre otros, Las Galletas, Playa Paraíso y la Punta de la Rasca al Sur, así como Garachico, Puerto de la Cruz o la Punta de Teno al Norte. En Tenerife concurren un gran número de clubes de buceo, tanto para la práctica como para el aprendizaje. Uno de ellos, también como en el caso del windsurf bajo las directrices del Cabildo Insular en el Centro Insular de Deportes Marinos (CIDEMAT). Destaca la presencia de especies como la tortuga boba, y de una colonia permanente de ballenas piloto, también bajo el nombre de calderones tropicales frente a las costas del Sur, avistándose igualmente con frecuencia el delfín mular. Estas dos especies de cetáceos viven de forma permanente en el canal existente entre Tenerife y La Gomera.

##### Natación
La natación es uno de los deportes más practicados ya sea en piscinas o en las costas insulanas. De este modo no solo la natación, sino el waterpolo, con el Club Natación Martiánez en la División de Honor de la Liga Nacional Española o la Agrupación Deportiva Santa Cruz en la liga Regional Canaria, la natación sincronizada, con varias integrantes en el combinado nacional, o las pruebas de larga distancia (Copa Cabildo de Aguas Abiertas) son modalidades destacadas. En Tenerife existen dieciséis equipos federados de natación:
- Agrupación Deportiva Santa Cruz
- Agrupación Deportiva Delicias
- Club Natación La Alameda
- Club Deportivo Militar Paso Alto
- Club Natación Don Bosco
- Club Natación Echeyde
- Club Natación los Cristianos-Arona
- Club Natación Colegio Luther King
- Club Natación Martiánez
- Real Club Náutico de Tenerife
- Club Natación Reales
- Club Natación Teneteide
- Club Natación Tenerife Masters
- Club Natación Teimar
- Club Natación Tensalus
- Club Natación Ademi

##### Embarcaciones

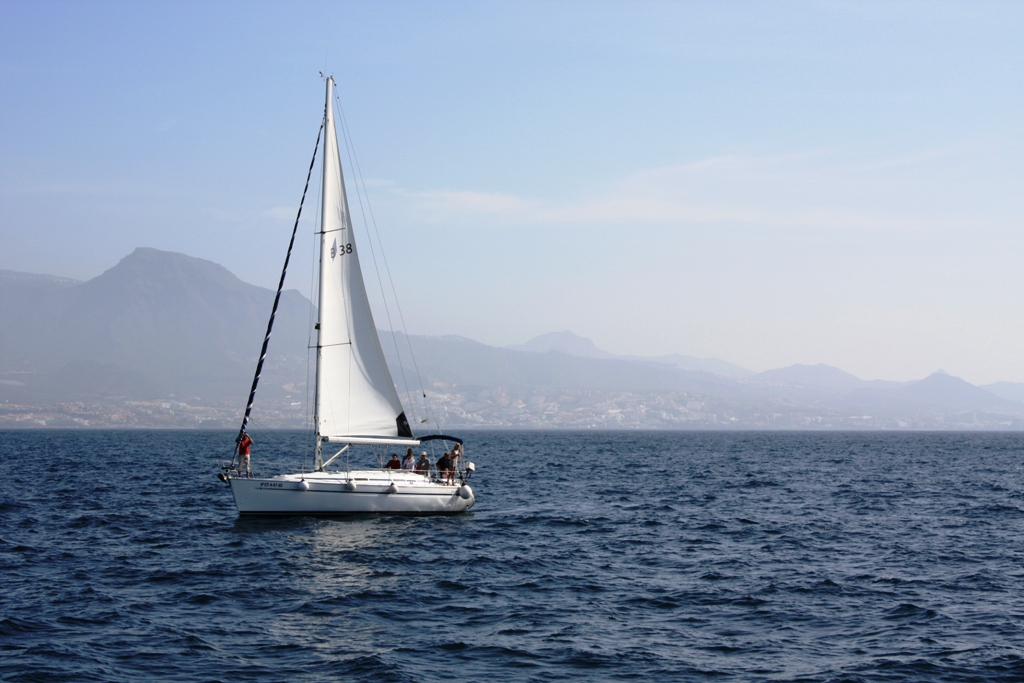
Velero navegando al sur de Tenerife

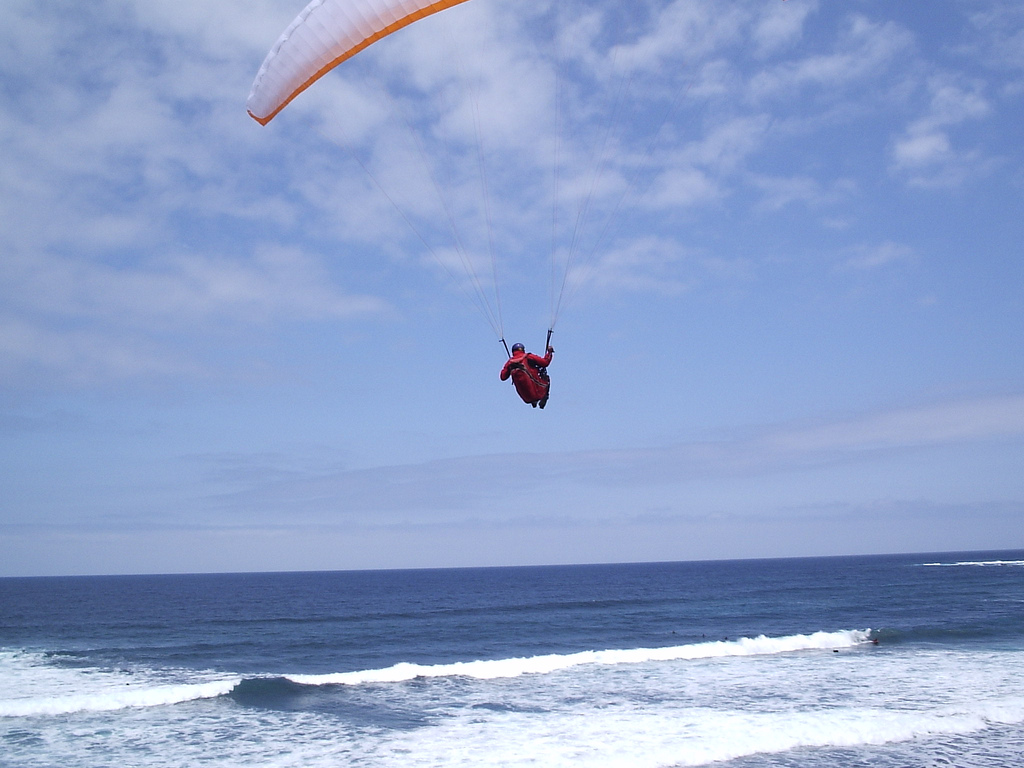
Parapente volando en la playa del Socorro, Los Realejos

Como es lógico, también se practican distintas modalidades de deportes acuáticos desarrolladas a bordo de embarcaciones. De estos deportes, se celebran en la isla distintas competiciones de Vela latina, Laser, Snipe, Crucero o de Optimist, por ejemplo.
En la isla tienen lugar eventos de índole insular, regional, nacional e incluso internacional.
Otro deporte que podríamos englobar en esta categoría es la pesca deportiva, existiendo clubes en la isla para ello. Aparte también es posible desarrollar excursiones marítimas con este fin. Además existe un campeonato insular de pesca de altura.

#### Deportes aéreos
En otro sentido, los deportes aéreos como el paracaidismo y sobre todo el parapente juegan un papel importante. En Los Realejos se celebra el Festival Internacional de Parapente (Flypa). Existen en la isla más de 40 despegues frecuentados de los que los más señalados son:
- Izaña Sur e Izaña Norte: Cordillera Dorsal (Izaña, 2350 m s. n. m. de altitud), km 31 y km 34 de la carretera dorsal TF-24 La Laguna - Las Cañadas
- La Corona (Los Realejos)
- Los Patos (Santa Úrsula)
- Cruz de la Lajita (La Orotava)
- Tierra del Trigo (Los Silos)
- Los Gigantes (Teno)
- Mesa del Mar (Tacoronte)
- Teno Alto
- Mirador de El Tanque (El Tanque)
- Ladera de Güímar (Güímar)
- Las Gaviotas (Santa Cruz)
- Valle de San Lorenzo (Roque de Jama)
- Montaña de Fasnia (Fasnia)
- Ifonche y Taucho (Arona - Adeje)

#### Deporte del motor
El deporte del motor ocupa un lugar significativo en Tenerife. El motocross, el karting y los rallies son tres variedades que encontramos en la isla. Durante todo el año se llevan a cabo competiciones de rally, en sus diferentes especialidades, valederas para el campeonato regional de Canarias. En cuanto a la modalidad de rallyes de asfalto se realizan varias pruebas. Estas son el Rally Norte, Rally Ciudad de La Laguna, Rally Isla de Tenerife, Rally de Granadilla y Rally Villa de Adeje. La categoría de montaña suma siete pruebas (Subida a Los Loros, Subida a Guía de Isora, Subida a Güímar, Subida Arona-La Escalona, Subida a Tamaimo, Subida a San Miguel y Subida a La Guancha) en esta isla. Por otro lado, en la categoría de tierra, en los municipios de Arico y Granadilla se realizan dos rallyes. Finalmente, en la modalidad de slalom, destaca la prueba de Arico.
Está prevista la construcción de un circuito homologado para entrenamiento de la F1 en Atogo. Este circuito contaría con una distancia total de 4068 metros en su mayor variante, con una recta de 819 metros. El ancho de la pista sería de 15 m en la recta de meta, y 12 m en el resto del circuito. Contará con 15 curvas (10 de izquierda y 5 de derecha) y una inclinación máxima del 5 %. Tendrá diez posibles variantes, y entre ellas una que permite dos trazados simultáneos. El proyecto se encuentra actualmente adjudicado a falta de que comiencen las obras.

#### Otros deportes
Además de los citados, en la isla se practican otros deportes de los que la siguiente es una pequeña relación:
Voleibol
El voleibol es el deporte más laureado de los existentes en la isla. Dentro de esta disciplina deportiva destaca en la categoría femenina, de manera clara, el campeón europeo Club Voleibol Tenerife que participa en la Superliga femenina española. Otros dos combinados a subrayar en este aspecto son el femenino Club Voleibol Aguere y el masculino Arona Playa de las Américas que compite en la Superliga masculina de voleibol. Fruto del éxito de los diferentes clubes de voleibol se observa un creciente interés por esta práctica deportiva en los escolares de Tenerife.
Fútbol

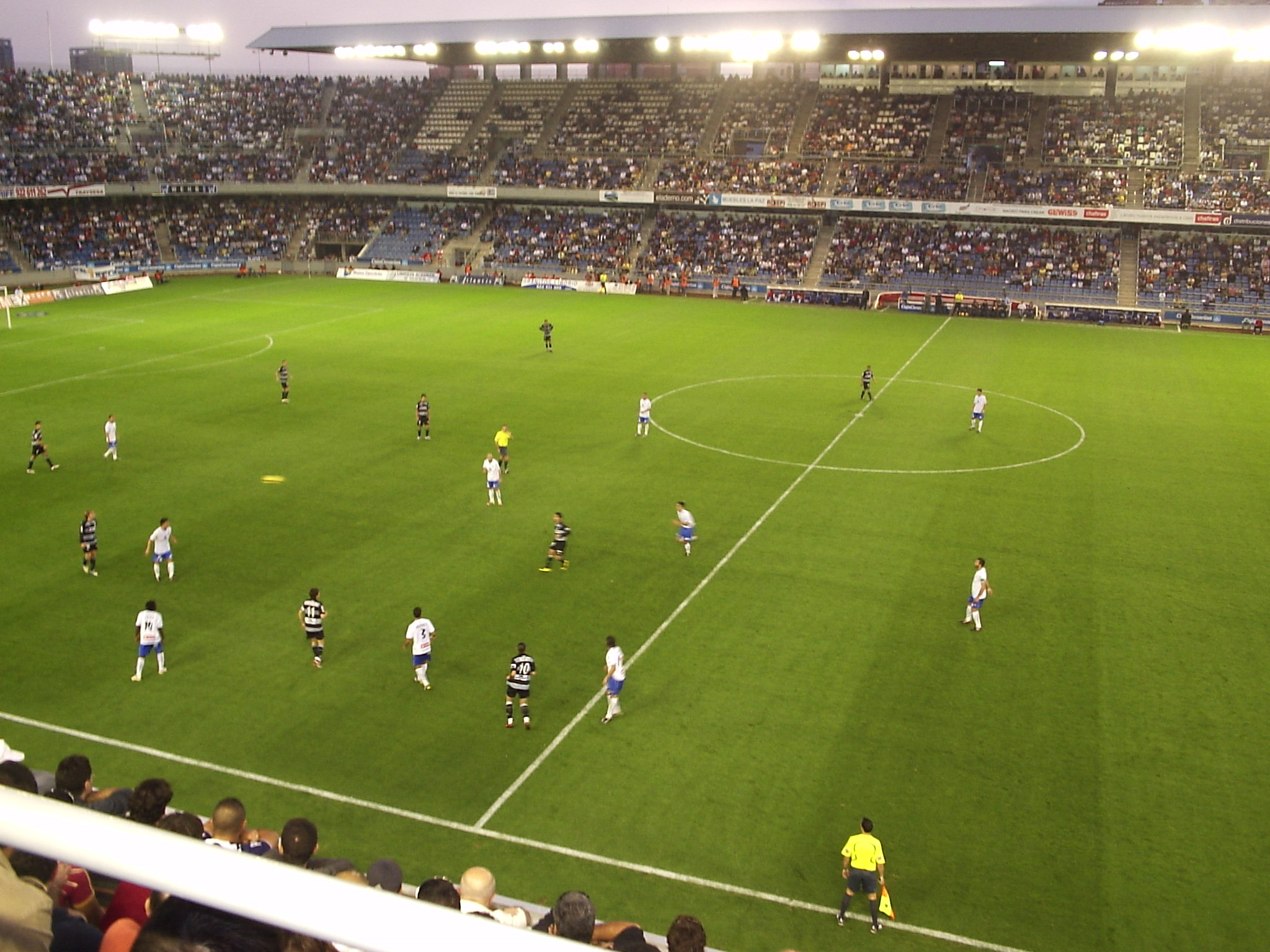
Partido del C. D. Tenerife frente a la Real Sociedad, temporada 2007-08

Como ocurre en gran parte del resto de España el fútbol es el deporte más practicado y seguido por el conjunto de los tinerfeños. La Federación Tinerfeña de Fútbol cuenta con un total de 305 equipos federados que compiten en las diferentes categorías en el conjunto de campos de fútbol que se reparten en el territorio isleño. Por otro lado, el máximo exponente tinerfeño en cuanto a fútbol se refiere es el Club Deportivo Tenerife, equipo que ha jugado trece temporadas en primera división. Sus grandes hitos deportivos son dos quintos puestos en la Liga (1993 y 1996), la disputa de unas semifinales de la Copa del Rey contra el Celta de Vigo y la disputa de unas semifinales de la Copa de la UEFA contra el FC Schalke 04 (1997). Actualmente forma parte de la segunda división española.
Baloncesto
En Tenerife también existe la posibilidad de practicar el baloncesto. Al igual que en el caso del fútbol, voleibol, e incluso balonmano, karate, etc. muchos colegios e institutos ofrecen la posibilidad de aprender y profundizar en la práctica de este deporte. Además se hallan en la isla diversos equipos federados. En concreto, en la liga LEB se integran dos equipos de esta isla: el Tenerife Rural y el Club Baloncesto Canarias. En el verano de 2010, el Club Baloncesto Canarias realizó un nuevo proceso de fusión con el CB Tenerife, pasando a denominarse Isla de Tenerife Socas Canarias y trasladando la sede del club al Pabellón Santiago Martín.
Senderismo
La extensa red de caminos existentes en la isla permite la práctica del senderismo. Son numerosas las asociaciones o compañías que organizan estas excursiones por los montes, montañas o caminos rurales de la isla. En esta línea se encuentra el descenso de barrancos, una especialidad que permite recorrer lugares inaccesibles y de gran valor natural y paisajístico. Lo puede practicar cualquier persona ya que hay barrancos para cualquier nivel. Básicamente consiste en recorrer los caminos que ha abierto el agua entre las montañas a lo largo de miles de años. Atendiendo a las características y singularidades de cada barranco se requieren cuerdas y material de escalada para practicar con la técnica del rápel si fuera necesario. A pesar de que hay barrancos en los que esta práctica está prohibida son cuatro los barrancos especialmente habilitados para el descenso:
- Barranco del Carrizal
- Barranco de Masca
- Barranco Seco
- Barranco del Río

##### Golf

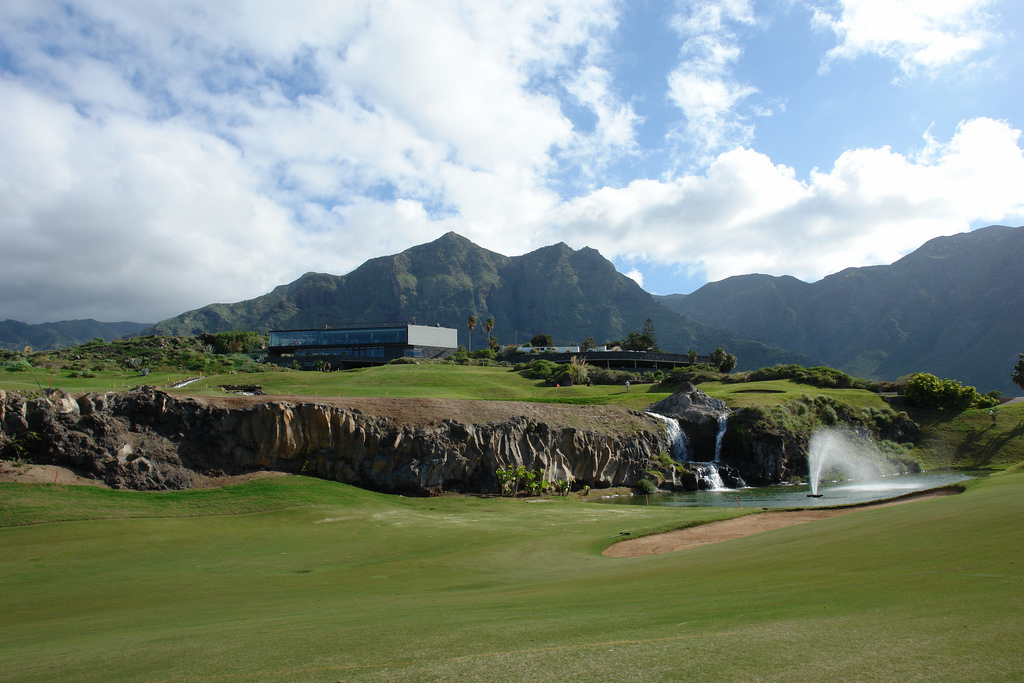
Buenavista Golf

El golf es un deporte que en Tenerife cuenta con unas buenas y extensas instalaciones para su práctica. No obstante, es una disciplina orientada principalmente al turismo que deja unas importantes cantidades de dinero en la isla pero que como contrapartida consume una gran cantidad de los recursos hídricos limitados disponibles. Existen en total nueve campos de golf:
- Real Club de Golf de Tenerife
- Abama Golf
- Golf Las Américas
- Golf Costa Adeje
- Golf del Sur
- Amarilla Golf & Country Club
- Centro de Golf Los Palos
- Buenavista Golf
- Golf La Rosaleda

El Tenerife Ladies Open, torneo de golf femenino que se disputa en el Golf Costa Adeje, es un evento integrado dentro del circuito europeo femenino. Habiendo disputado ocho ediciones, cuenta con prestigio dentro del calendario del circuito europeo y está considerado como el referente en cuanto a torneos profesionales femeninos en el ámbito nacional.

##### Otros
En la isla también se practican deportes como el ciclismo, el pádel, el tenis, el squash, la hípica, el judo, el frontenis, el atletismo con el Club Atletismo Tenerife CajaCanarias como referente y la ultramaratón CajaMar Tenerife Bluetrail, la carrera más alta de España y segunda de Europa.

### Religión

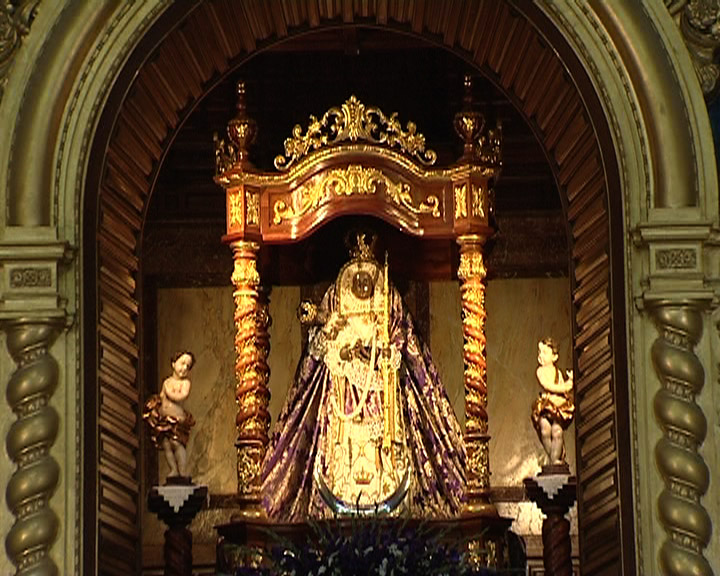
Imagen de la Virgen de Candelaria, patrona de Canarias

Al igual que ocurre en el resto de España, y según las encuestas, la sociedad tinerfeña se declara mayoritariamente católica, aunque la mayoría de esta tampoco es practicante. No obstante, las crecientes corrientes migratorias (turismo, inmigración, etc.) están incrementando el número de fieles de otras religiones que se dan cita en la isla, como el islam, el hinduismo, el budismo, confesiones cristianas evangélicas, el judaísmo y religiones afroamericanas. Confesiones minoritarias destacadas en la isla son: las Religiones chinas, el Bahaísmo y una forma de neopaganismo autóctono, la Iglesia del Pueblo Guanche, entre otras.
Son numerosas las advocaciones católicas que existen, sin embargo, aquí tiene lugar cada año la peregrinación más importante del archipiélago, debido a la celebración de la festividad de la Virgen de Candelaria (Patrona de Canarias), quien representa la unión de las culturas guanche y española. Los guanches tomaron como propia la imagen que los misioneros de Lanzarote y Fuerteventura dejaron en una playa próxima a la actual Villa Mariana de Candelaria. A partir de ahí, la historia y la leyenda de esta imagen, se entrelazan y dan paso al culto y peregrinación que hasta nuestros días mantienen los habitantes de las islas y de Tenerife en particular. Por otro lado, hay que nombrar también a la Virgen de los Remedios, patrona de la isla de Tenerife y de la diócesis de San Cristóbal de La Laguna (la cual engloba a toda la provincia), la festividad de la Virgen de los Remedios es el 8 de septiembre. Otra imagen venerada en la isla y en Canarias es el Santísimo Cristo de La Laguna celebrado el 14 de septiembre. De la misma manera, recibe especial veneración el Santísimo Cristo de los Dolores de Tacoronte.

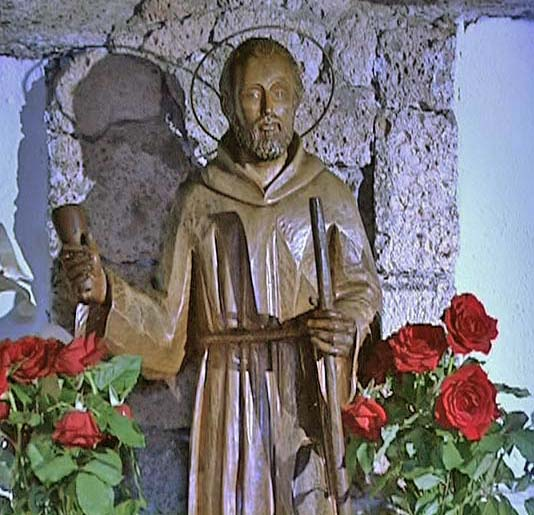
Pedro de San José Betancur, misionero franciscano en Guatemala, nacido en Tenerife, primer canario en ser canonizado por la Iglesia católica

En Tenerife nacieron dos de los más grandes misioneros que han existido en el continente americano y que a su vez son venerados como santos de la Iglesia católica: Pedro de San José Betancur y José de Anchieta. El primero nació en Vilaflor en el sur de la isla, fue misionero en Guatemala y fundador de la Orden de los Betlemitas (la primera orden religiosa nacida en el continente americano). El segundo nacido en San Cristóbal de La Laguna fue misionero en Brasil, y fue el fundador de São Paulo y uno de los fundadores de Río de Janeiro. Otra personalidad religiosa destacada es la monja María de León Bello y Delgado (La Siervita), nacida en El Sauzal y cuyo cuerpo permanece incorrupto. Esta religiosa con fama de santidad, es muy venerada en todo el archipiélago.
El 2 de febrero el día litúrgico de la Virgen de Candelaria (patrona del archipiélago canario) es festivo en la isla. San Miguel Arcángel es el Santo Patrono de la isla de Tenerife y del Ayuntamiento de La Laguna. De hecho su imagen aparece en el escudo insular, que fue concedido por Fernando el Católico, el 23 de marzo de 1510, en nombre de su hija la reina Doña Juana.
La isla de Tenerife se divide en trece arciprestazgos pertenecientes a la diócesis de San Cristóbal de La Laguna, diócesis que tiene su sede en la isla. Estos son los de: Icod, Isora, Güímar, Granadilla, La Cuesta, La Laguna, La Orotava, La Salud, Ofra, Taco, Tacoronte, Tegueste y Santa Cruz de Tenerife.
Entre los seguidores del islam, en Tenerife se encuentra la sede de la Federación Islámica de Canarias, que es el organismo que agrupa a las asociaciones y comunidades de religión musulmana del archipiélago canario. Por su parte, también en la isla está la sede del Consejo Evangélico de Canarias.

#### Monumentos religiosos
En cuanto a los principales núcleos o templos religiosos destacan:
- Basílica de Candelaria: es el lugar en el que se encuentra la imagen de la Virgen de Candelaria. Este santuario de estilo neoclásico es frecuentado diariamente por los feligreses que se dirigen hasta la Villa Mariana en devoción a la patrona de las Islas Canarias.

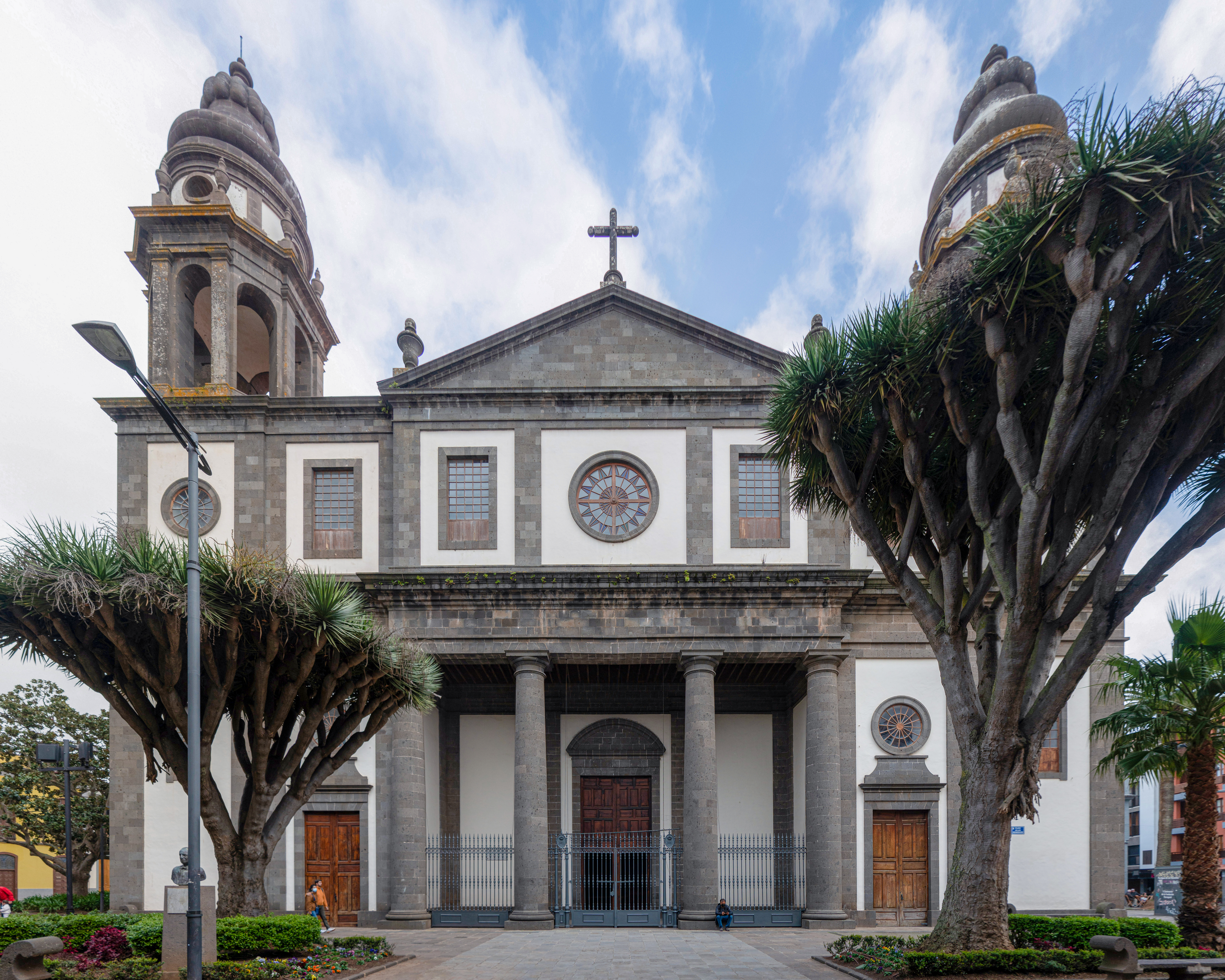
Catedral de San Cristóbal de La Laguna, sede de la diócesis Nivariense o diócesis de Tenerife

- Catedral de La Laguna: es la sede de la diócesis Nivariense o diócesis de Tenerife, la cual engloba a las islas de El Hierro, La Palma, La Gomera y la propia Tenerife. En ella se venera a la Virgen de Los Remedios, patrona de esta diócesis. Consiste en un edificio que combina elementos neogóticos con neoclásicos localizado en la ciudad de La Laguna.
- Real Santuario del Cristo de La Laguna: es uno de los templos espirituales más importantes de Canarias, esto se debe a que en su interior se venera la milagrosa imagen del Santísimo Cristo de La Laguna, el cual es una de las imágenes religiosas más veneradas de las Islas Canarias y un símbolo de la ciudad de San Cristóbal de La Laguna.
- Parroquia Matriz del Apóstol Santiago: este templo, situado en la actual Villa de Los Realejos, antiguo municipio de Realejo de Arriba, es el primer templo cristiano edificado en la Isla de Tenerife tras la conclusión de la conquista, estando dedicado a Santiago Apóstol, por haberse dado por concluida la fase bélica de la conquista el 25 de julio de 1496; y, juntamente a la parroquia de la Concepción de La Laguna, una de las dos primeras parroquias de la Isla.
- Iglesia de la Concepción de La Laguna: se trata uno de los edificios más antiguos de Tenerife, mandada a construir por Alonso Fernández de Lugo. Ha sido declarado Monumento Histórico Nacional. A su alrededor se organizó todo el entramado que dio lugar a la ciudad de San Cristóbal de La Laguna. Actualmente, se puede acceder a la parte alta de la torre para contemplar gran parte de la ciudad.

Hay otros edificios religiosos de cierta relevancia, como puede ser la iglesia de la Concepción, la de San Agustín y Santo Domingo en La Orotava, el Templo de Nuestra Señora de la Peña de Francia, en el Puerto de la Cruz, el de San Marcos Evangelista en Icod de los Vinos o el de Santa Ana en Garachico, así como la iglesia de la Concepción de Santa Cruz de Tenerife, la Cueva-Santuario del Santo Hermano Pedro, al sur de la isla, que es lugar de peregrinación, entre otros.
Otro edificio religioso importante de la isla es el Templo Masónico de Santa Cruz de Tenerife, el cual está considerado como el más bello ejemplo de templo masónico en España, y fue de hecho, el mayor centro masónico de España hasta la ocupación por los militares del régimen franquista.

### Gastronomía

#### Pescados
Como resulta lógico por la influencia marina, los productos del mar gozan aquí de cierta abundancia tanto en cantidad como en variedad. Entre las especies más apreciadas están las viejas, y también, entre otros, la sama, el bocinegro, la salema, el cherne, el mero... Destacan asimismo los diversos tipos de túnidos que abundan en sus costas. Las caballas, sardinas y chicharros también deben ser citadas entre los pescados más consumidos. Otra especie que disfruta de cierta fama es la morena, que se suele servir frita. Estas variedades marinas se suelen preparar simplemente cocidas, o a la espalda, a la sal, etc. Es frecuente que se acompañen con mojo y papas arrugadas.

#### Carnes

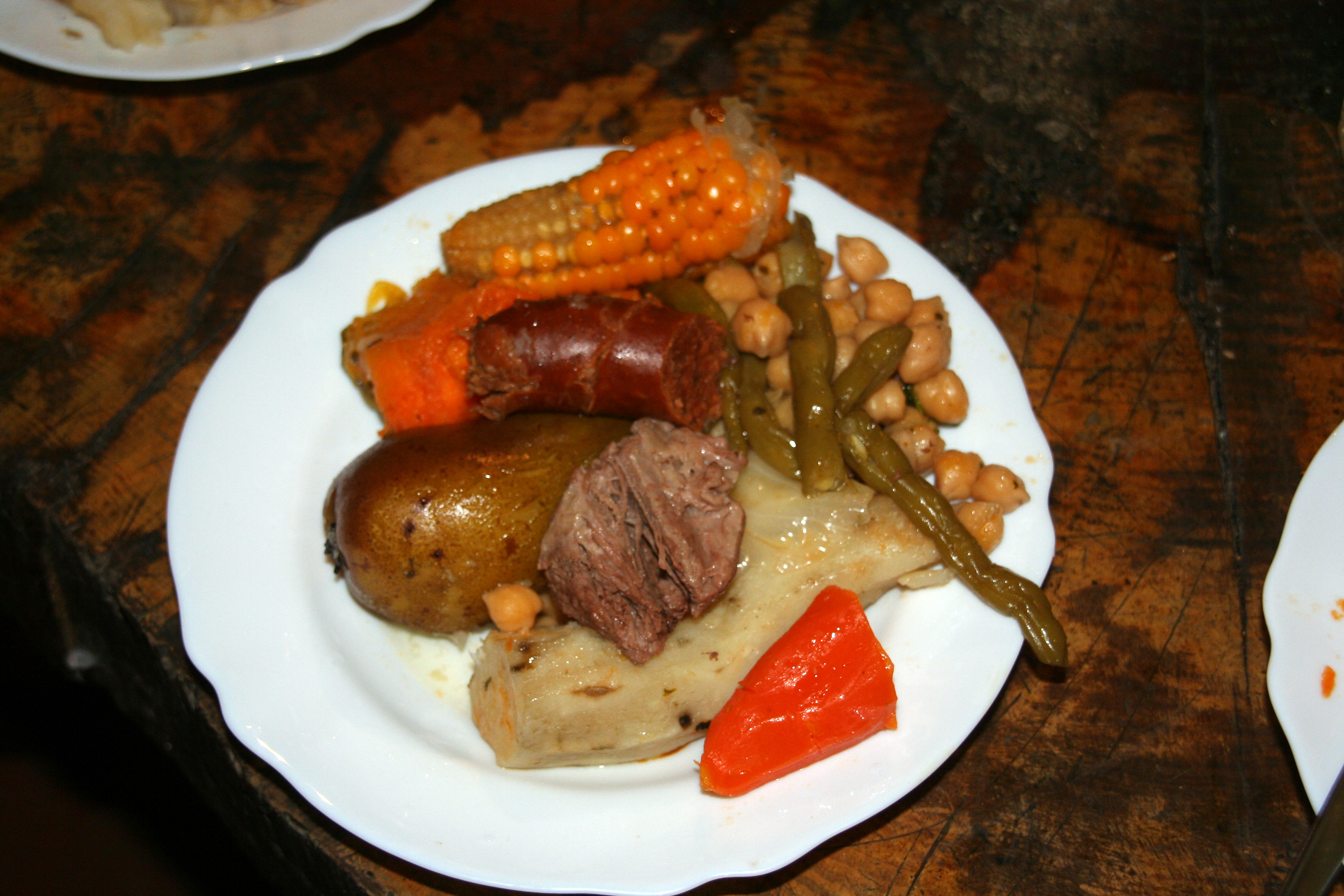
Puchero canario

En el apartado de carnes, es un plato muy popular la típica carne de fiesta (tacos de cerdo adobados) que se prepara para los festejos de los pueblos en ventorrillos (puestos de feria), bares y casas particulares. El conejo en salmorejo, el cabrito, y por supuesto el vacuno, el porcino y las carnes de ave son también consumidas habitualmente. Otro plato típico de la gastronomía tinerfeña es el puchero canario que, a semejanza con otros cocidos españoles, representa una de las ollas más completas de la culinaria nacional. El contenido del puchero puede, evidentemente, variar pero es rico en verduras, hortalizas, legumbres y carnes.

#### Papas arrugadas
Tanto los pescados como las carnes suelen acompañarse con papas arrugadas. Es este un plato típico del conjunto de Canarias que responde simplemente a la forma de cocinar las papas. Con agua, mucha sal, y sin pelar. En 2016 fueron proclamadas maravilla gastronómica de España en un concurso promovido por Allianz Global Assistance, consiguiendo el primer puesto mediante voto popular a través de internet.

#### Mojos

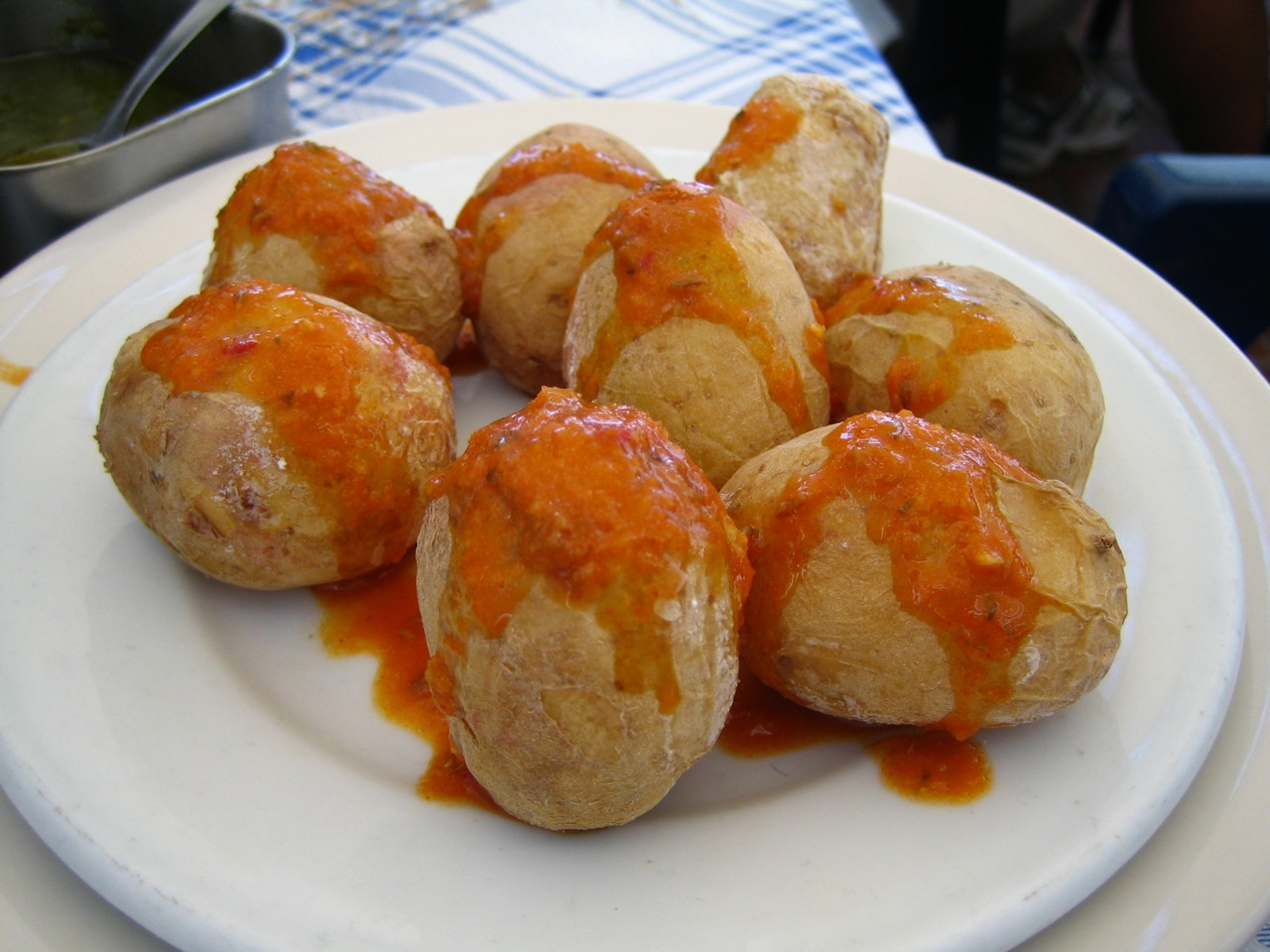
Papas arrugadas con mojo

Una salsa típica canaria que da un cierto sabor picante a las comidas. Se designan las salsas típicas de las islas. Los mojos suelen llevar cilantro, perejil, pimentón o pimienta. No obstante el abanico de estas salsas es muy amplio y permite el uso de distintos ingredientes en su elaboración como almendras, queso, azafrán, pan frito, entre otras posibilidades.

#### Quesos
En cuanto finalizó la conquista de las islas, una de las primeras actividades económicas de las que se pusieron en marcha inmediatamente fue la elaboración y el mercado del queso. Era una forma racional de rentabilizar la pequeña ganadería existente. Como anécdota, podemos apuntar que el queso fue incluso utilizado como moneda de cambio y compraventa. Desde entonces este es un alimento fundamental en las zonas agrarias.
Viene a ser otro de los platos más comúnmente elaborados y consumidos. Destacan los producidos en granjas de Arico, La Orotava o Teno. A su vez, son diversas variedades las que existen: quesos tiernos, curados, semicurados, ahumados… y son en su mayoría artesanales. Hoy en día predominan los quesos de cabra, aunque en ocasiones se confeccionan con ciertas cantidades de leche de oveja o de vaca. Suelen servirse a modo de entrante o simplemente de tentempié. Los quesos canarios gozan de una buena crítica internacional, entre otras cosas, por su suavidad y por su sabor, dotándolos de una personalidad que los diferencia de otros quesos europeos. En concreto, el queso tinerfeño curado de cabra con coberturas de pimentón y gofio de la Quesería de Arico ha resultado premiado en su categoría como mejor queso del mundo en la final de los World Cheese Awards 2008 celebrados en Dublín.
Uno de los últimos estudios realizados revela que en Tenerife se producen aproximadamente 3400 toneladas al año, lo que supone el 50 % de la producción de la provincia y un 25 % de todo el archipiélago. A día de hoy existen 75 queserías artesanales, según el Registro General Sanitario de Alimentos.
Actualmente los quesos de Tenerife disponen de una marca de garantía potenciada por la Fundación Tenerife Rural para homologar su calidad. Con esta marca de garantía, se intenta dar a conocer las principales cualidades de los quesos, valorizar el producto y mejorar su comercialización.

#### Gofio
El gofio es uno más de los elementos tradicionales de la gastronomía canaria y particularmente de Tenerife. Se realiza con granos de cereales que son tostados y posteriormente molidos. El género de mayor consumo en la isla es el de trigo, aunque existen otros tipos como el de millo o en menor medida el de garbanzo. Es también relativamente frecuente aquel de tipo mixto, trigo-millo. Desde incluso antes de la conquista de Canarias ya servía de sustento para los guanches. En posteriores tiempos de hambruna y escasez de alimentos formó parte de la dieta popular canaria. Hoy en día se utiliza como plato único (gofio escaldado) o como complemento en platos de distinta índole: carnes, pescados, potajes, postres. También son típicas las denominadas pellas de gofio, en las que este ingrediente principal se amasa junto a otros (miel, azúcar, agua, almendras, pasas, queso, etc.) y son servidas a modo de pequeñas formas redondeadas. Las pellas de gofio son frecuentemente degustadas en romerías, ferias tradicionales y vendimias. Incluso algún cocinero de prestigio ha confeccionado helados de gofio recibiendo buena crítica al respecto.

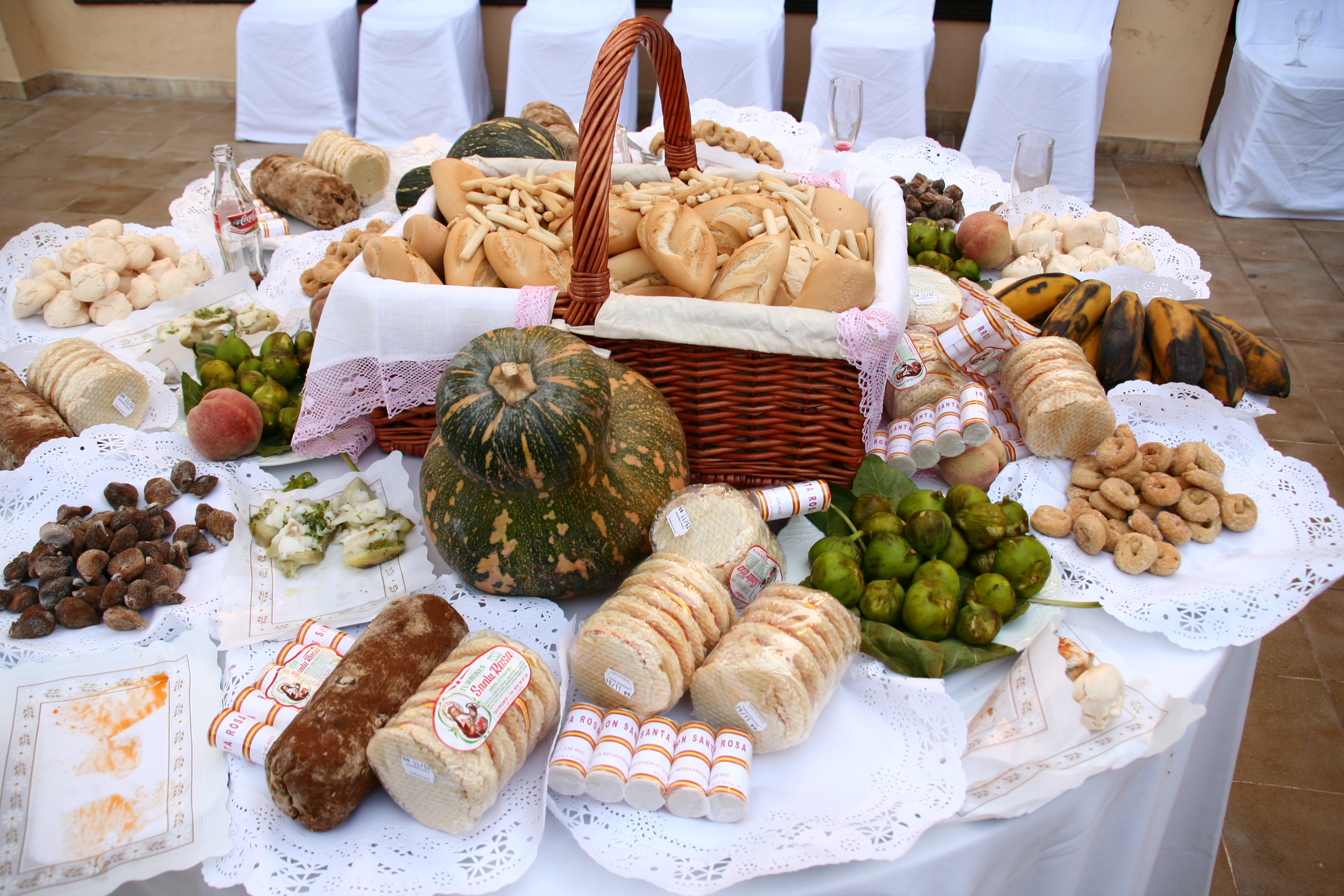
Productos variados de repostería

#### Repostería
La repostería en Tenerife se encuentra representada y fuertemente influenciada por la repostería palmera, con exquisiteces como el bienmesabe, la leche asada, el Príncipe Alberto, el frangollo, los huevos moles, el quesillo y un largo etcétera. Del mismo modo, los rosquetes, las truchas, y diversos tipos de pasteles, entre los que se encuentran los laguneros y los singulares rosquetes de Guía de Isora, forman parte de este capítulo del recetario.

#### Vinos
El cultivo de la vid en el archipiélago y especialmente en Tenerife nace tras la conquista, cuando los colonizadores traen variedades de viñas y comprueban la nobleza que adquirían los caldos canarios. Durante los siglos XVI y XVII, el vino alcanza un gran peso en la economía tinerfeña pues son muchas las familias que se dedicaban a su cultivo y posterior negocio. Especial mención merece el malvasía canario, que llegó a ser considerado el mejor vino del mundo y era ansiado por las cortes europeas y las mayores bodegas de Europa y América. Escritores como William Shakespeare o Walter Scott hacen referencia en algunas de sus obras a estos vinos. La isla presenta actualmente cinco denominaciones de origen: Abona, Valle de Güímar, Valle de La Orotava, Tacoronte-Acentejo e Ycoden-Daute-Isora.

### Cine
En los últimos años, la isla ha sido receptora de rodajes de superproducciones cinematográficas. Algunos de los rodajes más importantes realizados en la isla son:
- One Million Years B.C.: película británica de 1966 dirigida por Don Chaffey y rodada en el parque nacional del Teide.[251]
- Clash of the Titans (Furia de titanes): Película estadounidense de 2010, dirigida por Louis Leterrier. Rodada principalmente en diferentes localizaciones de Tenerife, como el parque nacional del Teide, la costa de Icod de los Vinos y Buenavista del Norte, y zonas de pinar de Chío, en el municipio de Guía de Isora.[252]
- Wrath of the Titans (Ira de titanes): Película estadounidense de 2012, dirigida por Jonathan Liebesman. Rodada en gran parte en el parque nacional del Teide.[253]
- 1898: Los últimos de Filipinas: Película española de 2012 dirigida por Salvador Calvo, con algunas escenas rodadas en Tenerife.[254]
- Jason Bourne: Película estadounidense de 2015, dirigida por Paul Greengrass y rodada en Santa Cruz de Tenerife. Para ello, la ciudad fue especialmente ambientada para simular las ciudades griegas de Atenas y El Pireo. La plaza de España que es la principal de la capital tinerfeña, fue ambientada para representar la plaza de Sintagma.[255]
- Rambo V: Last Blood: Película estadounidense de 2019, dirigida por Adrian Grunberg y con las actuaciones de Sylvester Stallone, Matt Cirulnick y Paz Vega, entre otros. Fue rodada en diferentes localizaciones de la isla, como: diferentes barrios de Santa Cruz de Tenerife y de San Cristóbal de La Laguna, zonas del Puerto de la Cruz, Santa Úrsula, Arico y las carreteras de alrededor del parque nacional del Teide, entre otros lugares.[256]
- Den of Thieves 2: Pantera: Película estadounidense de 2025, dirigida por Christian Gudegast, fue rodada en gran parte en Santa Cruz de Tenerife.[257]

### Videojuegos
- Asphalt 8: Airborne: En este videojuego hay cuatro pistas de carreras que se desarrollan en Tenerife.[258]
- Operation Flashpoint: Cold War Crisis: La isla ficticia de Kolguyev se basó en Tenerife.
- My Summer Car: Durante el desarrollo de este videojuego, los padres del personaje principal están de vacaciones en Tenerife.[259]

## Infraestructuras y servicios
Tenerife posee comunicaciones por tierra, mar y aire. La isla posee dos grandes autopistas; la Autopista del Sur y la Autopista del Norte, dos aeropuertos internacionales; el Aeropuerto de Tenerife Sur y el Aeropuerto de Tenerife Norte y dos grandes puertos; el de Santa Cruz de Tenerife y el de Los Cristianos. Lo que la convierten en la isla canaria que más pasajeros registra, tanto por mar como por aire, con más de cinco millones de pasajeros anualmente.

### Carreteras

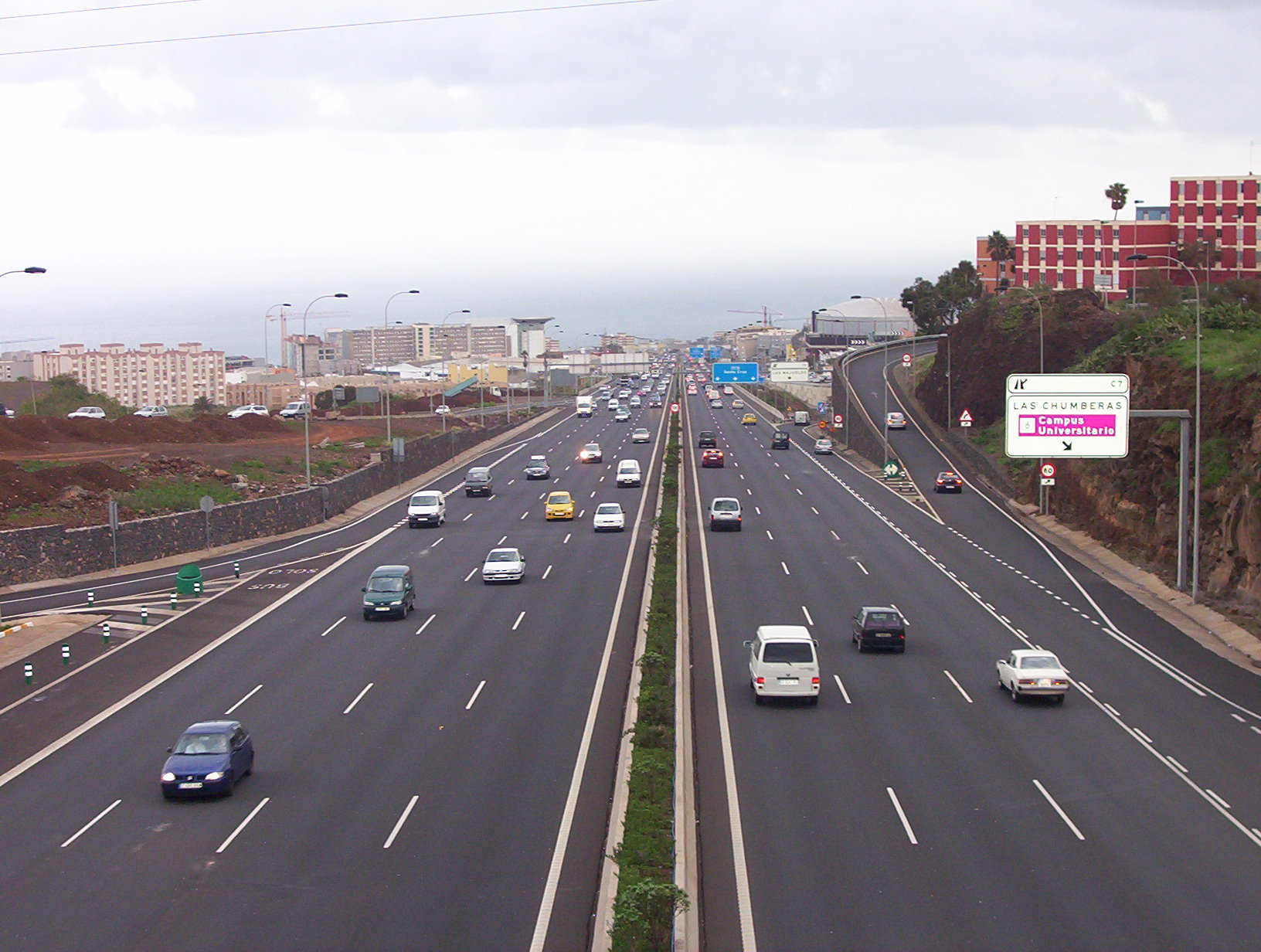
Autopista TF-5 en Las Chumberas

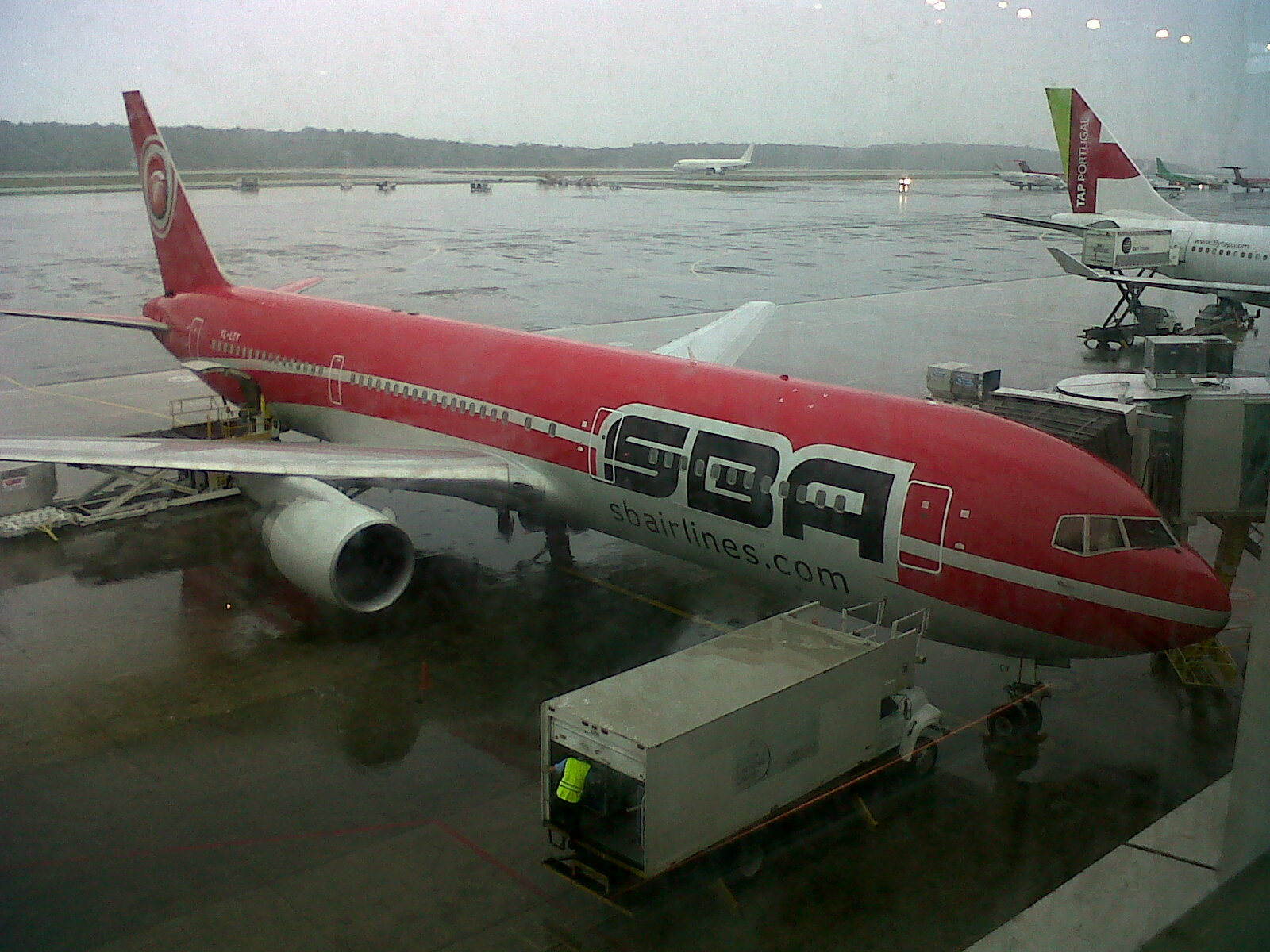
Una compañía venezolana enlaza Tenerife Norte con Caracas

Las principales comunicaciones que se producen en Tenerife se establecen por carretera. Las más importantes son la Autopista del Sur y la Autopista del Norte, que parten desde la zona metropolitana hacia las zonas sur y norte respectivamente. Estas dos autopistas están conectadas a través de la Autovía de Interconexión Norte-Sur también en las afueras del área metropolitana. Dentro de la red de carreteras de la isla existen otras de menor importancia que las anteriores pero cabe destacar la Autovía de San Andrés y la Autovía de Penetración de Santa Cruz de Tenerife, ambas en Santa Cruz de Tenerife.
Asimismo está previsto la construcción de una autovía de circunvalación norte del área metropolitana de Santa Cruz de Tenerife-La Laguna. Esta autovía pretende comunicar los núcleos de Guamasa y Acorán, a través de Los Baldíos, Centenero, Llano del Moro, El Sobradillo, El Tablero, El Chorrillo, entre otros barrios. La vía tendrá aproximadamente 20 km y un coste estimado de 190 millones de euros.

### Aeropuertos
El principal medio para llegar a Tenerife es el avión. Existen dos aeropuertos en la isla: el Aeropuerto de Tenerife Sur y el Aeropuerto de Tenerife Norte, el primero situado en el sur de la isla y con un tráfico turístico dominante, mientras que el segundo está situado en el área metropolitana y tiene un tráfico principalmente regional y doméstico. A pesar de que el aeropuerto de Tenerife Sur es el que recibe mayor número de pasajeros, ambos son aeropuertos internacionales que disponen de vuelos regulares tanto con otras islas como con diferentes puntos de la península ibérica (Madrid, Barcelona, Sevilla, Valencia, Málaga, Bilbao, etc.) y del extranjero, especialmente con otros países de la Unión Europea y Venezuela. Teniendo en cuenta los dos aeropuertos, Tenerife es la isla canaria que anualmente recibe mayor número de pasajeros.

### Puertos
Además del avión, Tenerife tiene dos puertos marítimos principales que le sirven de conexión. El Puerto de Santa Cruz que conecta con las capitales de cada isla, y en particular con aquellas de la provincia oriental, y el Puerto de Los Cristianos que se centra en mayor medida en las comunicaciones con las capitales de la provincia de Santa Cruz de Tenerife. Además es posible el tráfico de pasajeros entre los Puertos de Santa Cruz de Tenerife y Cádiz y viceversa. En 2017 abrió un gran puerto de importancia en el sur de la Isla, el de Granadilla, y está previsto la construcción de otro en la parte oeste, en Fonsalía.
El Puerto de Los Cristianos y el Puerto de Santa Cruz de Tenerife son, respectivamente, el primero y el segundo en tráfico de pasajeros de Canarias, de los puertos que dependen del Estado. Asimismo, el Puerto de Santa Cruz de Tenerife es el que más pasajeros de crucero y vehículos en régimen de pasaje registra del conjunto del archipiélago.

### Guaguas
La isla cuenta también con una extensa red de guaguas tanto urbanas como interurbanas que conectan la gran mayoría de los núcleos de población. Para ello cuenta con estaciones de guaguas en todas las ciudades, como el Intercambiador de Transportes de Santa Cruz de Tenerife. El servicio regular de viajeros por carretera lo cubre la compañía Transportes Interurbanos de Tenerife, S.A.U

### Tranvía

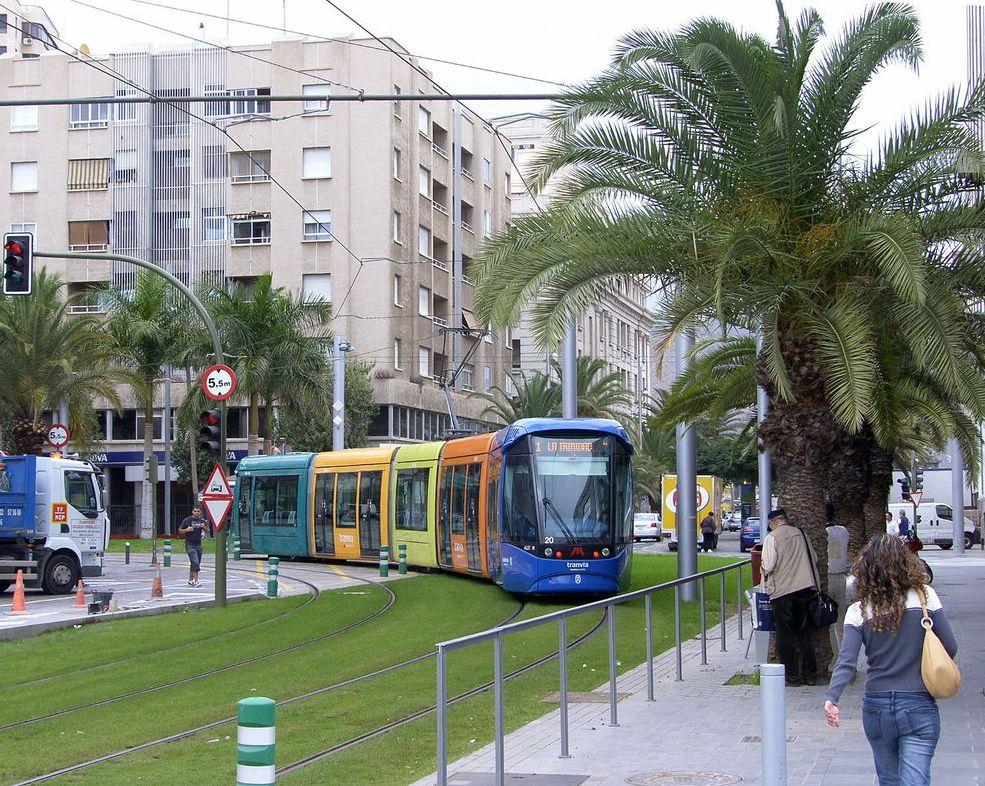
Unidad del tranvía de Tenerife

Con la inauguración de la línea 1 del Tranvía de Tenerife, que une destacados sectores de la conurbación Santa Cruz-La Laguna, se puso en marcha la red tranviaria de Tenerife. Esta primera línea tiene como cabeceras el Intercambiador de Transportes de Santa Cruz de Tenerife y la lagunera Avenida de La Trinidad y conecta puntos como los dos centros hospitalarios de referencia de la isla o los campus universitarios. La segunda fase une los barrios de Tíncer (perteneciente a Santa Cruz) y La Cuesta (La Laguna), por medio de la línea 2, que se inauguró el día 30 de mayo de 2009. Esta línea tiene dos paradas de trasbordo con la línea 1: Hospital Universitario de Canarias y El Cardonal. Es el único tranvía existente en Canarias.

### Tren
Perteneciente a la misma empresa que explota el Tranvía de Tenerife, en torno a 2017 se espera que comience, tras la aprobación de su construcción por el pleno del Cabildo Insular de Tenerife el 27 de abril de 2007, los trabajos para habilitar un tren que unirá Santa Cruz de Tenerife con el sur de la isla. El recorrido total será de 80 km y tiene previsto realizar su trayecto completo en 35 minutos y si tuviera que parar en todas las estaciones, lo haría en 45 minutos.

### Sanidad
Los principales centros sanitarios de la Isla son el Hospital Universitario de Canarias y el Hospital Universitario Nuestra Señora de Candelaria. Ambos son hospitales de tercer nivel, es decir, de atención especializada y de referencia en algunas especialidades para toda Canarias e incluso España. Están incorporados a la red docente de la Universidad de La Laguna. Ambos complejos hospitalarios son gestionados por el Servicio Canario de Salud. El Hospital Universitario Nuestra Señora de Candelaria es el complejo hospitalario más grande de las Islas Canarias.
En 2012 fue abierto en el municipio de Icod de los Vinos el nuevo Hospital del Norte de Tenerife con cobertura para los municipios norteños de la isla y desde 2015 entró en funcionamiento el Hospital del Sur de Tenerife situado en el municipio de Arona con cobertura para los municipios sureños. Estos son dos nuevos hospitales periféricos en las zonas norte y sur de la isla que cuentan de acuerdo a su clasificación como hospitales de segundo nivel, con servicios de hospitalización, diagnóstico avanzado, urgencias, cirugía mayor ambulatoria, rehabilitación, etc. Los hospitales de tercer nivel y los de segundo nivel junto con los 39 centros de atención primaria y los múltiples centros de atención especializada completan las infraestructuras sanitarias de Tenerife.